# Großherzogtum Baden
Das Großherzogtum Baden war von 1806 bis 1871 ein souveräner Staat, der bis 1813 Mitglied des Rheinbunds und von 1815 bis 1866 des Deutschen Bundes war. Ab 1871 war es nur noch teilautonomer Bundesstaat innerhalb des Deutschen Kaiserreiches. Die Entstehung des Großherzogtums aus der Markgrafschaft bzw. dem Kurfürstentum Baden während der Koalitionskriege ging mit großen Gebietszuwächsen für Baden einher. Das Land war anfangs eine absolute, ab 1818 eine konstitutionelle Monarchie. Im Zuge der in Baden unblutig verlaufenden Novemberrevolution entstand 1918 aus dem Großherzogtum eine demokratische Republik.
Baden galt im 19. Jahrhundert als Hochburg des Liberalismus, seine Abgeordnetenkammer als eigentliche Schule des liberalen Geistes im Vormärz und als „Zugpferd der Moderne“. Bis zur Gründung des Deutschen Reichs 1871 war Baden im politischen Leben des Deutschen Bundes bedeutender als seine rein machtpolitische Stellung vermuten ließ.
Die Badische Revolution von 1848/49 richtete sich, wie die übrigen revolutionären Erhebungen in diesem Zeitraum, gegen die herrschenden Mächte der Restaurationsära. Der im Rahmen der Reichsverfassungskampagne Mitte 1849 erfolgte letzte der drei badischen Aufstände wurde nach der Intervention von Bundestruppen unter preußischem Kommando niedergeworfen.

## Geographie
Das Großherzogtum Baden grenzte im Süden an den Bodensee und die Schweiz, im Westen an Frankreich (bzw. 1871–1918 an das Reichsland Elsaß-Lothringen), im Nordwesten an die Bayerische Pfalz, im Norden an das Großherzogtum Hessen, im Nordosten an das Königreich Bayern, im Osten an das Königreich Württemberg und im Südosten bis 1850 an das Fürstentum Hohenzollern-Sigmaringen, das ab 1850 mit dem benachbarten Hohenzollern-Hechingen zusammen unter dem Namen Hohenzollernsche Lande zum Königreich Preußen gehörte. Nahe den Grenzen zu Württemberg, Hessen, Hohenzollern und der Schweiz gab es eine ganze Reihe territorialer Besonderheiten wie etwa Exklaven, Enklaven, Kondominate und ähnliches.

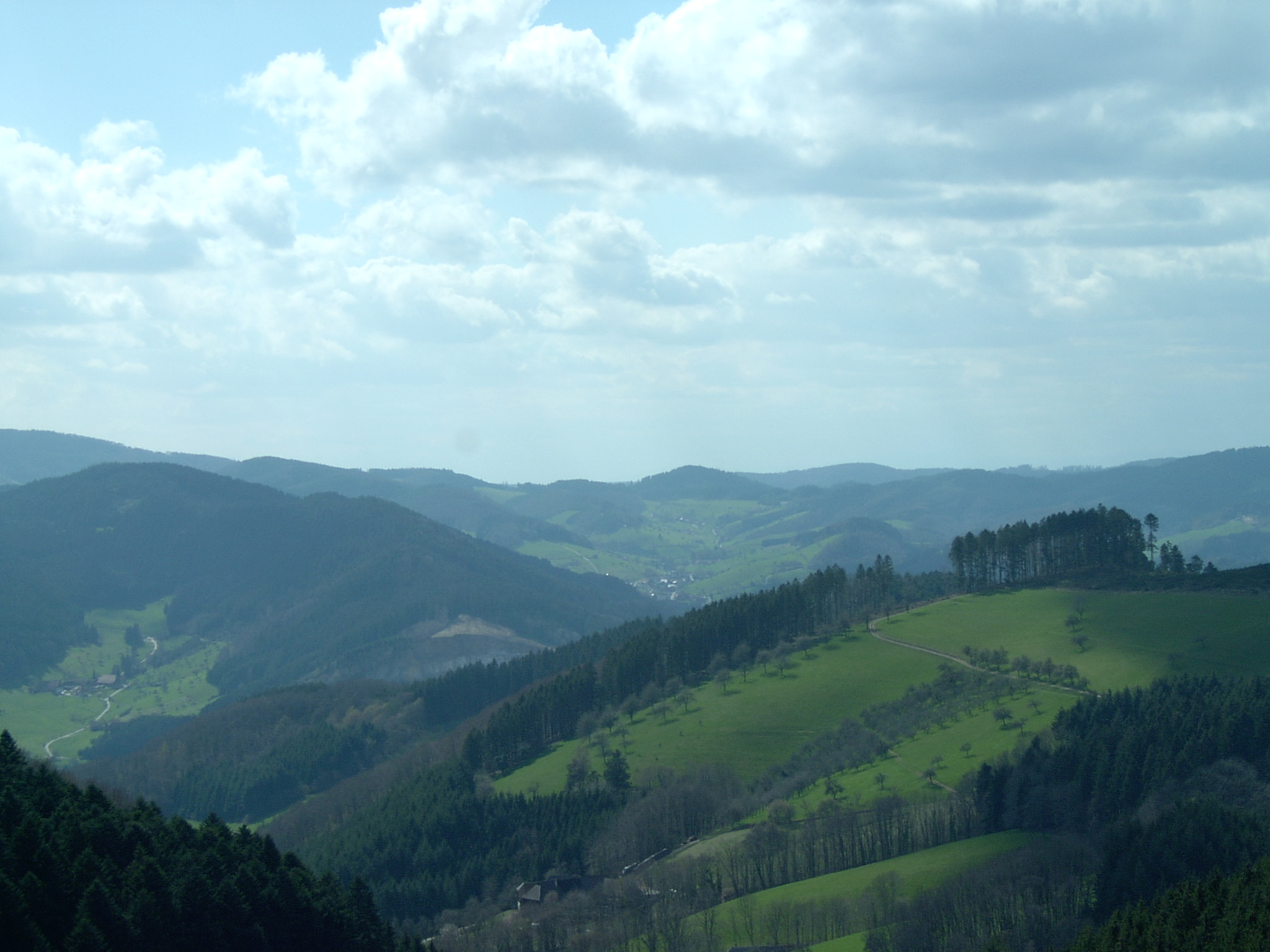
Blick über den mittleren Schwarzwald

Das Staatsgebiet des Großherzogtums Baden hatte eine Fläche von 15.070 km² und erstreckte sich entlang dem Ostufer des Rheins, der an der Westgrenze des Landes von etwa 260 m ü. NN im Süden auf etwa 90 m ü. NN im Norden abfällt. An ihn schließt sich östlich zunächst die meist um die 15 km breite rechtsrheinische Hälfte der fruchtbaren Oberrheinischen Tiefebene an, über die hinaus das Land noch mehr oder weniger viel von den östlich sich anschließenden Mittelgebirgen umfasste. Zwischen dem Rhein und der Dreisam ragt inmitten der Oberrheinischen Tiefebene der Kaiserstuhl (557 m ü. NN) empor, ein isoliertes Mittelgebirge vulkanischen Ursprungs. Die östliche Begrenzung Badens verlief auf den Höhenzügen des Schwarzwalds, durch den Kraichgau und östlich des Odenwalds durchs Bauland. Den größeren Teil der historischen Fläche Badens prägt somit eine abwechslungsreiche Mittelgebirgslandschaft. Vom Bodensee im Süden bis zur Enz im Norden hatte das Großherzogtum Anteil am Schwarzwald, den das Tal der Kinzig in zwei Hälften mit unterschiedlicher Höhenlage teilt. Südlich der Kinzig ist seine mittlere Höhe 945 m ü. NN, hier liegt der Feldberg (1493 m ü. NN), der höchste Gipfel des ganzen Landes. Im Mittleren Schwarzwald liegt das Quellgebiet der Donau. Die Nordhälfte des Schwarzwalds hat im Mittel eine Höhe von 640 m ü. NN und erreicht auf der Hornisgrinde (1163 m ü. NN) ihren höchsten Punkt. Zu den zahlreichen Seen des Schwarzwalds gehören unter anderem der Mummelsee, der Titisee, der Schluchsee und der Eichener See. Nördlich des Schwarzwaldes hatte Baden Anteil an der Hügellandschaft des Kraichgaus und am Kleinen Odenwald, nördlich des Neckars dann am Odenwald, der bei einer mittleren Höhenlage von 440 m ü. NN im Katzenbuckel bis auf 626 m ü. NN aufragt, sowie am Bauland und am Tauberland, wo das Großherzogtum ganz im Norden am linken Mainufer endete.
Während die Oberrheinische Tiefebene sehr milde Temperaturen zeigt, kann es auf den Höhen des Schwarzwalds sehr kalt werden. Die gemittelte Jahrestemperatur am Oberrhein beträgt 10 °C, die des höher gelegenen Mittelgebirges etwa 6 °C, wobei der Juli der wärmste und der Januar der kälteste Monat des Jahres ist.
Bis zur Kreisreform in Baden-Württemberg am 1. Januar 1973 war der ehemalige Territorialbestand Badens in die zwei Regierungsbezirke Nordbaden und Südbaden aufgeteilt. An den Außengrenzen der zu ihnen gehörenden Kreise waren die ehemaligen Grenzen Badens zu Württemberg und Hohenzollern noch abzulesen. Durch die Reform wurden sie dann verwischt. Die alten Grenzen Badens sind genau erhalten im Gebietsumfang der Evangelischen Landeskirche in Baden und weithin auch in dem des Erzbistums Freiburg, das jedoch außer dem alten Baden auch die Hohenzollernschen Lande umfasst.

## Entstehungsgeschichte

### Territoriale Neugliederung am Oberrhein

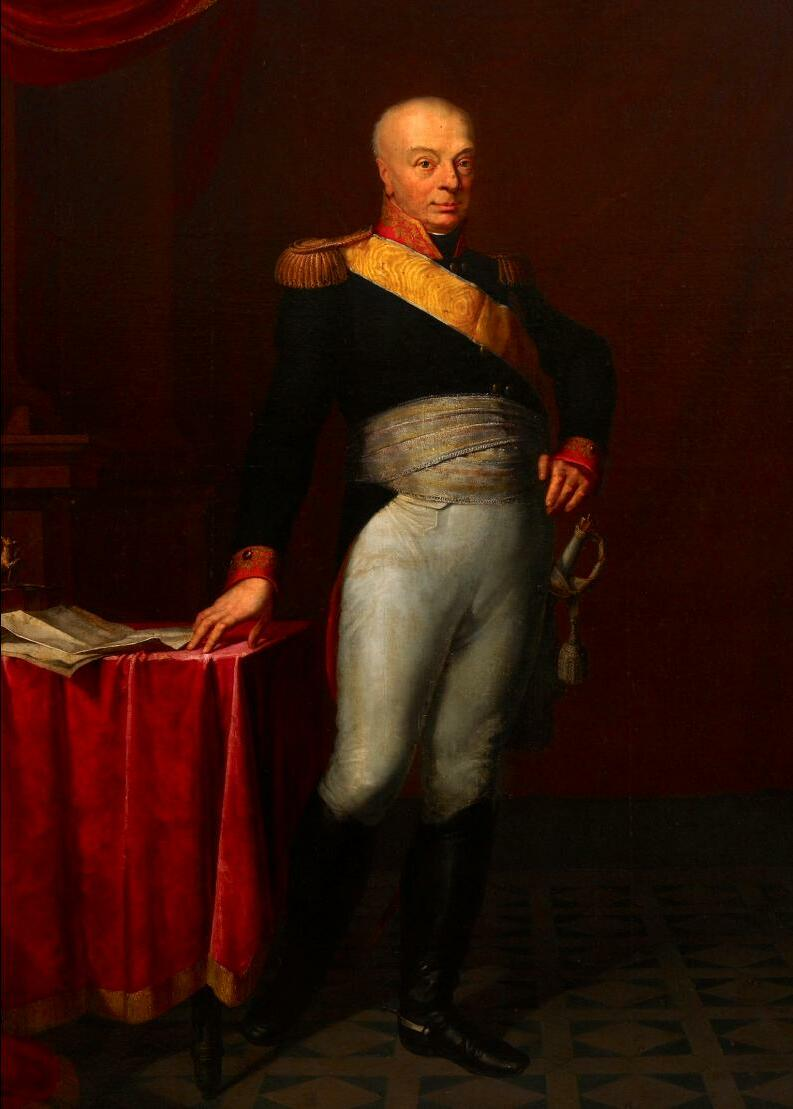
Großherzog Karl Friedrich konnte innerhalb der Jahre 1803 bis 1810 das Staatsgebiet der alten Markgrafschaft Baden und die Zahl seiner Untertanen um mehr als das Vierfache vergrößern

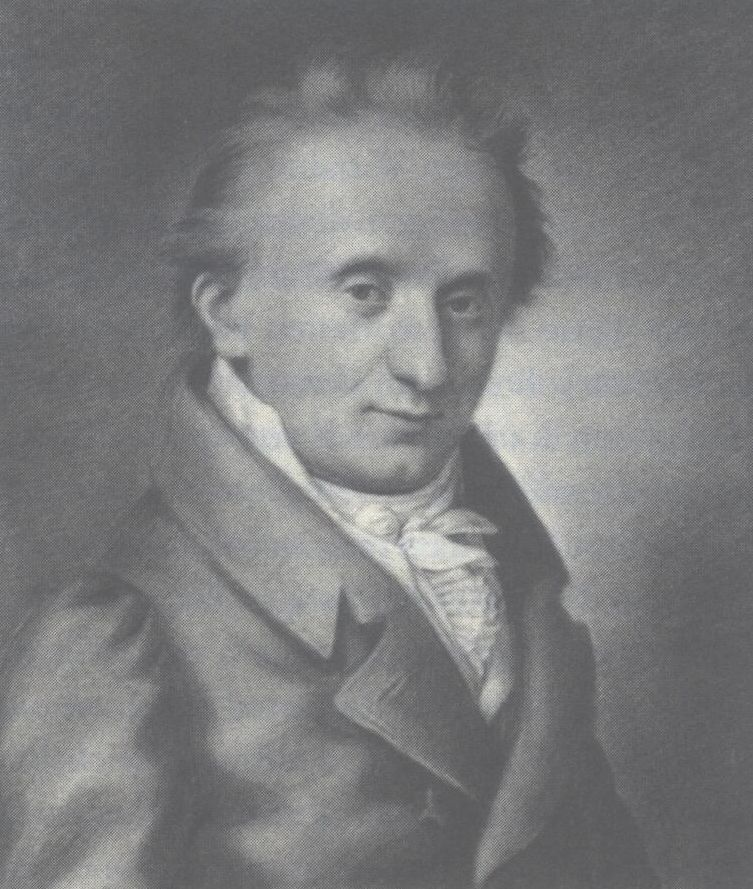
Der Staatsmann Sigismund von Reitzenstein gilt als der eigentliche Begründer des Großherzogtums Baden

Das Großherzogtum Baden kam in den großen historischen Umwälzungen in der Folge der Französischen Revolution und der ihr folgenden Koalitionskriege zustande, vor allem dank der vorausschauenden Diplomatie des badischen Gesandten Sigismund von Reitzenstein in Paris, der eine feste Bindung Badens an die junge Französische Republik befürwortete. Zu Beginn des 19. Jahrhunderts entstand so innerhalb eines Jahrzehnts aus einem territorialen Flickenteppich entlang des Oberrheins ein geschlossenes Staatsgebiet, das sich von Konstanz im Süden entlang dem rechten Rheinufer und durch den Odenwald bis nach Wertheim im Norden erstreckte.
Zu Beginn des 19. Jahrhunderts umfasste die Markgrafschaft Baden, die 1771 aus der Vereinigung der evangelischen Linie Baden-Durlach und der ausgestorbenen katholischen Linie Baden-Baden hervorgegangen war, ein Gebiet von 65 Quadratmeilen (etwa 3600 Quadratkilometer) mit rund 250.000 Einwohnern. Auf linksrheinischer Seite verlor die Markgrafschaft Baden im Jahre 1796 mit dem Pariser Friedensvertrag 13,5 Quadratmeilen (743 Quadratkilometern) mit 34.626 Bewohnern an Frankreich. Dafür wurde sie 1803 durch den in Regensburg verkündeten Reichsdeputationshauptschluss rechtsrheinisch kompensiert mit 61,8 Quadratmeilen (3400 Quadratkilometern) an neuem Territorium und mit 253.396 an neuen Bewohnern.

Die Entwicklung des badischen Territoriums zwischen 1801 und 1819

Damit begann das territoriale Wachstum auf Kosten kleinerer rechtsrheinischer Territorien. Annektierte weltliche Territorien wurden dazu mediatisiert, geistliche Territorien säkularisiert. Die übernommenen Territorialherrschaften waren vorher meist reichsunmittelbare Stände gewesen.
An weltlichen Territorien erwarb Baden dabei vor allem rechtsrheinische Teile der Kurpfalz mit den Haupt- und Residenzstädten Heidelberg und Mannheim. Auch die Herrschaft Lahr, Teile der Landgrafschaft Hanau-Lichtenberg (das sogenannte Hanauerland), das Reichstal Harmersbach sowie die Reichsstädte Offenburg, Zell am Harmersbach, Gengenbach, Überlingen, Pfullendorf, Wimpfen und Biberach kamen zu Baden. Die beiden letzteren Städte gehörten jedoch nur kurze Zeit zum Land.
An vormals geistlichen Territorien konnte Baden das Hochstift Konstanz als Ganzes sowie Teile der Hochstifte Basel, Straßburg und Speyer vereinnahmen, ebenso das Ritterstift Odenheim. Dazu kamen noch die Reichsstifte Petershausen und Gengenbach, die Reichsabtei Salem sowie der größte Teil des Reichsstifts Salmannsweiler, außerdem auch die Prälaturen Schwarzach, Frauenalb, Allerheiligen, Lichtental, Ettenheimmünster, Reichenau und Öhningen. Am 25. Februar 1803 erhob Kaiser Franz II. die Markgrafschaft Baden außerdem zum Kurfürstentum Baden.
Durch den Vertrag von Brünn (10.–12. Dezember 1805), der im Frieden von Preßburg bekräftigt wurde, kamen Teile des ehemals vorderösterreichischen Breisgaus mit der Stadt Freiburg an Baden, ebenso die Herrschaft Heitersheim, die Landvogtei Ortenau, die Stadt Konstanz und noch einige andere Landstücke am Bodensee sowie ritterschaftliche Territorien, wohingegen Kehl an Frankreich abzutreten war. Dies bedeutete in Summe einen erneuten Zugewinn von 44,4 Quadratmeilen (2443 Quadratkilometern) mit 164.000 Einwohnern.

### Von der Erhebung zum Großherzogtum bis zum Thronwechsel 1811
Am 12. Juli 1806 trat Kurfürst Karl Friedrich dem von Kaiser Napoleon I. dominierten Rheinbund bei und nahm den Titel eines Großherzogs und das Prädikat Königliche Hoheit an. Mit dem Beitritt zum Rheinbund erwarb Baden unter anderem auch die Landeshoheit über die Fürstentümer Fürstenberg und Leiningen, die Grafschaft Wertheim links des Mains mit der Residenzstadt Wertheim, die Landgrafschaft Klettgau, die Grafschaft Tengen sowie die Besitzungen des Fürsten von Salm-Reifferscheid-Krautheim nördlich der Jagst. Insgesamt waren dies nochmals 91,7 Quadratmeilen (rund 5000 Quadratkilometer) mit 270.000 Einwohnern.
Am 2. Oktober 1810 schlossen das Königreich Württemberg und das Großherzogtum Baden einen Grenzvertrag. Damit war der Erwerb der zunächst an Württemberg gefallenen Teile des Breisgaus verbunden. Dies brachte Baden zum letzten Mal einige Erweiterungen, unter anderem württembergische Gebiete im mittleren Schwarzwald (Hornberg, Schiltach, Gutach) und die ehemalige Landgrafschaft Nellenburg, mit der die letzte Lücke im badischen Staatsgebiet zwischen den Stammlanden und den Besitzungen am Bodensee geschlossen werden konnte. Im Gegenzug musste Baden die Ämter Amorbach, Miltenberg und Heubach an das Großherzogtum Hessen abtreten.
Als Großherzog Karl Friedrich 1811 starb, hatte das Großherzogtum Baden eine Fläche von 249 Quadratmeilen (rund 15.000 Quadratkilometer) mit etwa einer Million Einwohnern. Somit waren also die Fläche und die Bevölkerungszahl Badens innerhalb von sieben Jahren um etwa einen Faktor vier angewachsen.

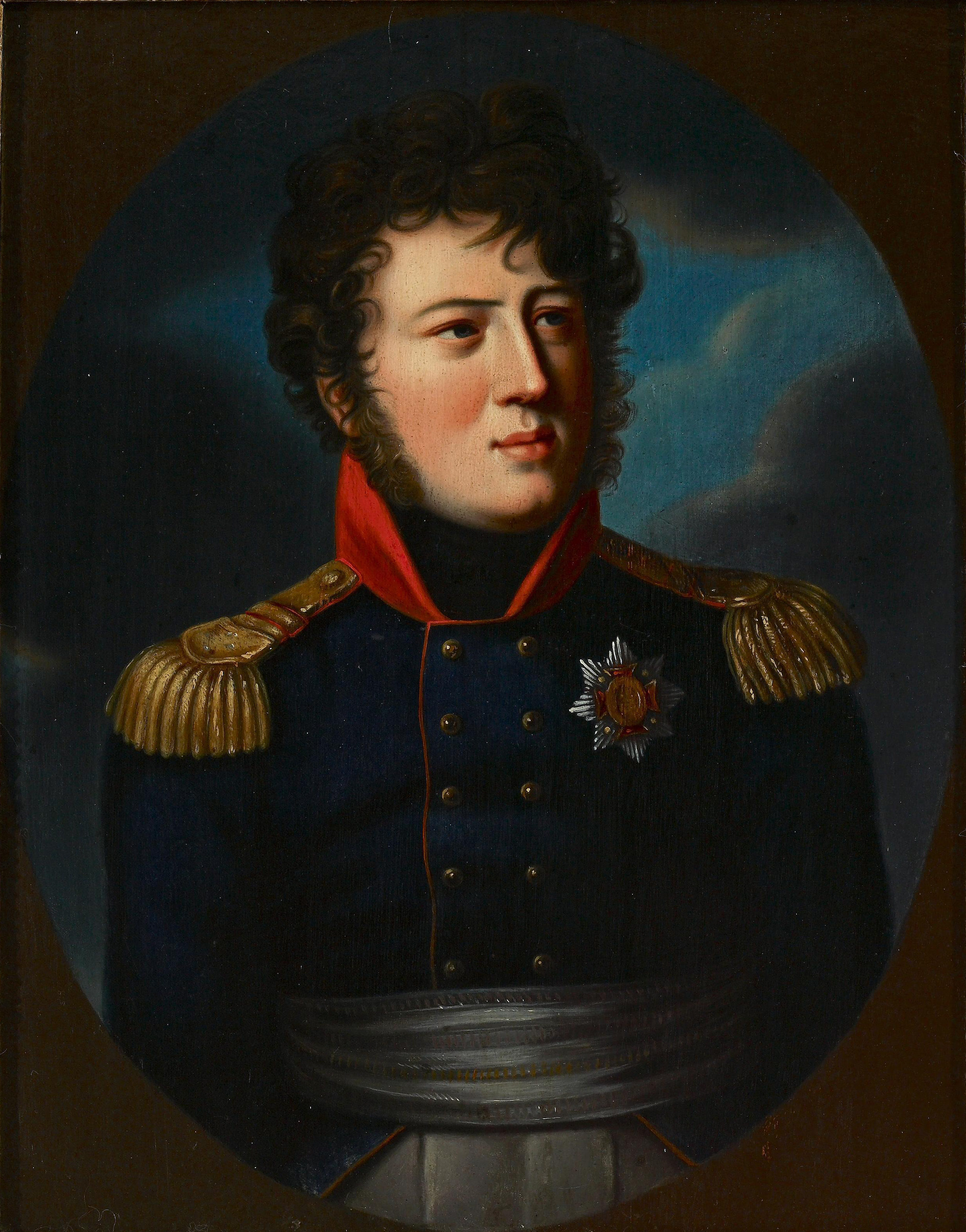
Großherzog Karl wird als schwacher Herrscher gewertet, beendete jedoch 1813 noch rechtzeitig genug das Bündnis mit Napoleon, um den Fortbestand des Großherzogtums zu sichern

Wie auch die anderen Rheinbundstaaten musste Baden hohe Beiträge für die Finanzierung der Koalitionskriege aufbringen. Noch schwerer wog die Verpflichtung zur Stellung von Hilfstruppen. Im vierten Koalitionskrieg, der mit dem Frieden von Tilsit endete, belagerten badische Truppen unter großen eigenen Verlusten die Städte Danzig und Stralsund. Am 2. Mai 1808 brach in Madrid ein Aufstand gegen die Herrschaft Napoleons in Spanien aus, zu dessen Niederwerfung auch Baden ein Infanterieregiment stellen musste, welches am 24. August 1808 in Richtung Spanien abmarschierte. 1810 führte die Regierung ein Badisches Landrecht nach dem Vorbild des französischen Code civil ein, bei dessen Abfassung der Staatsrat Johann Nicolaus Friedrich Brauer entscheidenden Anteil hatte. Ebenso gab es nun zivile Standesämter und die Zivilehe.

### Vom Ende der Koalitionskriege bis zur Verfassung von 1818
Nach dem Tod des alten Großherzogs Karl Friedrich folgte 1811 dessen Enkel, Großherzog Karl, auf den Thron. Im Krieg Napoleons gegen Russland 1812 stellte Baden über 6.000 Mann, von denen nur wenige zurückkehrten (→ Badener im Russlandfeldzug 1812). In den Befreiungskriegen lösten die Fürsten den Rheinbund auf. Baden zögerte länger als Bayern und Württemberg mit dem Ausstieg aus dem französischen Bündnis, da es wegen der Grenzlage zu Frankreich besonders gefährdet schien, falls Napoleon das Kriegsglück nach der verlorenen Völkerschlacht doch noch hätte wenden können. Außerdem fühlte sich Großherzog Karl durch verwandtschaftliche Rücksichten gehindert, wegen seiner Ehe mit Napoleons Adoptivtochter Stephanie. Erst Mitte November 1813 beschloss der badische Staatsrat nach einer dramatischen Sitzung den nun dringend notwendigen Bündniswechsel. Es war insbesondere Sigismund von Reitzenstein, der Großherzog Karl davon überzeugte, dass Baden andernfalls mit Napoleon untergehen werde, denn eine französische Kapitulation war nun abzusehen und der Zeitpunkt günstig, den Alliierten unter Führung Österreichs, Preußens und Russlands als neuer Bündnispartner noch willkommen zu sein.
Während des Wiener Kongresses in den Jahren 1814 und 1815 einigten sich die Staatsmänner Europas auf eine Neuordnung des europäischen Staatensystems. Die Souveränität und territoriale Ausdehnung des Großherzogtums Baden blieben zunächst unter Vorbehalt unangetastet. Baden trat am 26. Juli 1815 dem Deutschen Bund bei, der das 1806 untergegangene Heilige Römische Reich Deutscher Nation ersetzen sollte.
Die Teilnehmer des Aachener Kongresses erkannten 1818 die Thronfolgeberechtigung der Söhne des verstorbenen Großherzogs Karl Friedrich aus zweiter – unebenbürtiger – Ehe mit Luise Karoline Geyer von Geyersberg an, der späteren Reichsgräfin von Hochberg. Nachdem die Söhne aus erster Ehe allesamt keinen weiteren Thronerben gezeugt hatten, hielt man dies für notwendig, um die Weiterexistenz des Großherzogtums zu sichern. Die so geregelte Thronfolge, die dann 1830 eintrat, war jedoch in den dreißiger Jahren überschattet vom Fall des Kaspar Hauser, der am 26. Mai 1828 in Nürnberg auftauchte. Zeitgenössische Gerüchte stilisierten Hauser zum angeblich als Säugling entführten badischen Erbprinzen des verstorbenen Großherzogs Karl. Der badisch-bayerische Grenzstreit über die rechtsrheinische Pfalz wurde 1818 auf dem Aachener Kongress zugunsten Badens entschieden.

### Badische Verfassung von 1818
Schon im Jahre 1808 kündigte die Regierung an, dass Baden eine Landesverfassung erhalten werde. Jedoch erst 1814 begannen auf Initiative des Freiherrn Karl Wilhelm Marschall von Bieberstein konkrete Schritte zur Bildung einer Kommission, die sich mit der Ausarbeitung der Verfassung befasste. Der Inhalt stammte ganz wesentlich aus der Feder des liberalen Politikers Karl Friedrich Nebenius. Mit der Verfassung vom 22. August 1818 wurde Baden zur konstitutionellen Monarchie. Großherzog Karl unterzeichnete die von Nebenius ausgearbeitete Verfassung, die einen Landtag vorsah, die Badische Ständeversammlung mit zwei Kammern. Dieses Parlament sollte dem Zusammenwachsen der Bevölkerung des Großherzogtums Baden dienen, da das Land auf sehr unterschiedliche kulturelle und landsmannschaftliche Traditionen zurückblickte. Mit der neuen Verfassung, die damals die freiheitlichste im Deutschen Bund war, hoffte man, Eintracht und ein gemeinsames Staatsbewusstsein aller Badener zu befördern.
Die Wahlordnung für die Zweite Kammer wurde am 23. Dezember 1818 bekannt gemacht, sie beruhte auf indirekter Wahl. Wahlberechtigte durften nicht der Ersten Kammer angehören oder dort wahlberechtigt sein. Kandidaten mussten mindestens 25 Jahre alt sein. Es waren nur Männer zugelassen, die zudem in ihrer Gemeinde das Bürgerrecht besitzen oder ein öffentliches Amt bekleiden mussten. Damit waren 1819 lediglich 17 Prozent der Bevölkerung wahlberechtigt. Die von den Wahlberechtigten gewählten 2500 Wahlmänner bestimmten schließlich die 63 Abgeordneten. Die badische zweite Kammer war als einzige unter den Ländern des Deutschen Bunds völlig frei von ständischen Elementen.

## Staatsaufbau und Verwaltung

### Monarchen
An der Spitze des badischen Staates  standen die Großherzöge mit folgenden Regierungszeiten:
- Karl Friedrich (Großherzog 1806–1811)
- Karl (Großherzog 1811–1818)
- Ludwig I. (Großherzog 1818–1830)
- Leopold (Großherzog 1830–1852)
- Ludwig II. (Großherzog 1852–1856, regierungsunfähig)
- Friedrich I. (Regent 1852–1856, Großherzog 1856–1907)
- Friedrich II. (Großherzog 1907–1918)

### Grundzüge der Verfassungsordnung
Die am 22. August 1818 vom Großherzog unterzeichnete Verfassung umfasste 83 Paragraphen.
Der erste Abschnitt mit sechs Paragraphen regelte die Staats- und Regierungsform des Landes. Es galt gemäß § 5 das monarchische Prinzip. Der Großherzog vereinigte in seiner Person als Souverän alle Rechte der Staatsgewalt. Gemäß den Paragraphen 1 und 2 war das Großherzogtum ein Bestandteil des Deutschen Bundes und ordnete sich den Beschlüssen der Bundesversammlung unter.
Der zweite Abschnitt mit 19 Paragraphen beschrieb die Grundrechte der Bürger des Landes, darunter die Wahrung von Freiheit und Eigentum, die Gleichheit vor dem Gesetz, eine Rechtsprechung durch unabhängige Gerichte und die Pressefreiheit im Rahmen der Vorgaben des Deutschen Bundes.
Der dritte Abschnitt bestimmte den Aufbau und die Funktionsweise der aus zwei Kammern bestehenden badischen Ständeversammlung (Landtag). In der Ersten Kammer schrieb die Verfassung die überkommenen Prinzipien einer ständisch organisierten Gesellschaftsordnung fest. Mitglieder waren die volljährigen Prinzen des Hauses Baden, die Chefs der standesherrlichen Familien, der Erzbischof von Freiburg, ein evangelischer Prälat, acht aus dem Kreis der Grundherren gewählte Vertreter sowie bis zu acht vom Großherzog ernannte Mitglieder.
Die Zweite Kammer bestand aus 63 Abgeordneten, die sich alle acht Jahre zur Wahl stellten. Alle zwei Jahre fanden Teilwahlen statt, bei denen etwa ein Viertel der Mandate betroffen war. Das passive Wahlrecht galt für Männer ab dem vollendeten 30. Lebensjahr, die ein Steuerkapital von mehr als 10.000 Gulden besaßen oder über eine jährliche Besoldung von mindestens 1500 Gulden verfügten und einer der drei christlichen Konfessionen angehörten. Somit waren in Baden lediglich etwa 6500 Männer in die Kammer wählbar. Die Haushaltsperiode umfasste zwei Jahre, so dass spätestens nach Ablauf dieser Frist der Landtag einberufen werden musste. Die Abgeordneten besaßen ein freies Mandat und genossen Immunität. Nur mit zwei Dritteln aller Anwesenden jeder der beiden Kammern konnte eine Verfassungsänderung beschlossen werden.

### Grundzüge der Landesverwaltung
Die Regierung und somit die oberste Verwaltung des Landes lag seit 1803 beim Geheimen Rat unter Vorsitz des Kurfürsten und seit 1806 des Großherzogs. Der Geheime Rat umfasste zunächst drei Departements. Die Departements waren 1807 in Abteilungen für Justiz, Finanzen, Polizei und allgemeine Staatsangelegenheiten aufgeteilt worden. Die späteren Ministerien ließen sich hier schon ansatzweise erkennen. Ein Jahr später löste Emmerich Joseph von Dalberg das Geheimratskollegium auf und ersetzte es am 5. Juli 1808 durch die Ministerien für Äußeres, Inneres, Finanzen, Justiz und Krieg. Ein Kabinettsminister sollte für die Verbindung der Ministerien mit dem Großherzog zuständig sein. Mit seinem Edikt vom 26. November 1809 legte Sigismund von Reitzenstein die endgültige badische Verwaltungsorganisation fest. Die fünf Minister traten nun als Ministerialkonferenz direkt unter dem Vorsitz des Großherzogs zusammen. Die Rolle eines Kabinettsministers gab es nun zumindest offiziell nicht. Erst am 15. Juli 1817 entstand eine als Staatsministerium bezeichnete oberste Landesbehörde, die alle Minister einschloss und Regierungsbeschlüsse fassen konnte. So konnte das Staatsministerium in Zeiten politischer Zurückhaltung des Großherzogs selbst die Regierung führen.
Die Einteilung der Ministerien blieb nicht immer konstant. Im Laufe der Zeit gab es im Großherzogtum Baden folgende Departements bzw. Fachministerien:
- Ministerium des Äußeren und des Großherzoglichen Hauses 1807–1871 und 1893–1918
- Polizeiministerium bzw. seit 1808 Innenministerium 1807–1918 (und nach dem Ende der Monarchie weiter bis 1945)
- Finanzministerium 1807–1918 (und nach dem Ende der Monarchie weiter bis 1945)
- Justizministerium 1807–1918 (und nach dem Ende der Monarchie weiter bis 1934)
- Kriegsministerium 1807–1872
- Handelsministerium 1861–1881

### Verwaltungsgliederung

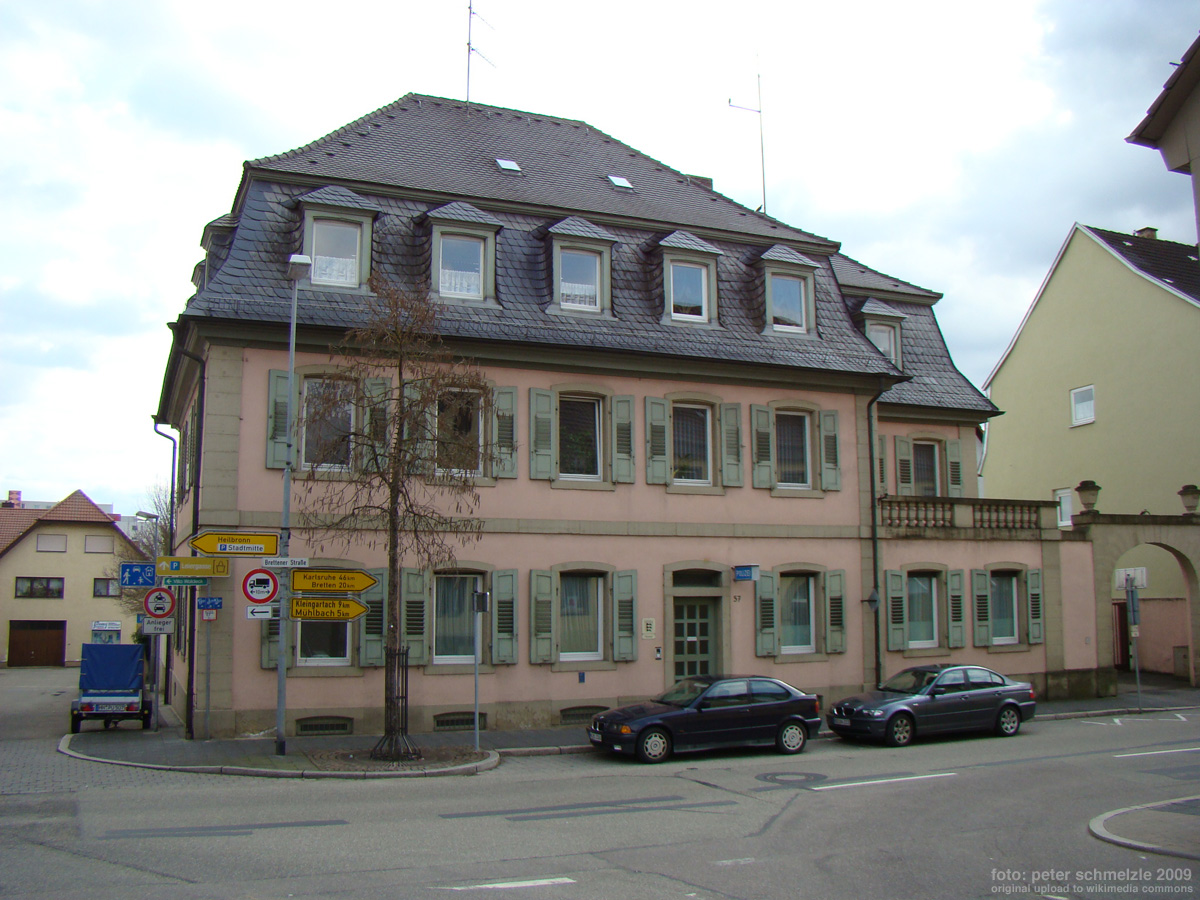
Das ehemalige Amtshaus in Eppingen ist heute Sitz des Polizeireviers

Der Aufgabe, die vielen territorialen Neuerwerbungen Anfang des 19. Jahrhunderts in das badische Staatswesen zu integrieren, widmete sich mit viel Engagement der Staatsrat Johann Nicolaus Friedrich Brauer. Unter seiner Federführung erschienen seit 1803 dreizehn Organisationsedikte und seit 1807 so genannte Konstitutionserlasse. Baden war in drei Provinzen mit je einem Hofratskollegium und den darunter befindlichen Ämtern eingeteilt. Die in den Jahren 1807 und 1808 vorgenommenen Verwaltungsreformen hatten aber ihr Ziel, die heterogen organisierten Gebiete des Großherzogtums anzugleichen und eine zeitgemäße Verwaltung zu errichten, nicht vollständig erreicht. Am 26. November 1809 leitete deshalb der Staats- und Kabinettsminister Reitzenstein erneut eine Regierungs- und Verwaltungsreform ein. Dieses als großherzogliches Edikt entworfene Organisationsreskript schuf die Grundlage für eine landesweit einheitliche Verwaltungsorganisation. Reitzenstein teilte das Staatsgebiet nach dem Vorbild der französischen Departements in neun Kreise auf, wobei er historisch gewachsene Zusammenhänge bewusst ignorierte. Es sollten lediglich die Einwohnerzahl und die Wirtschaftskraft maßgeblich sein. Der Großherzog stattete den jeweiligen Kreisdirektor mit einer großen Machtbefugnis aus, ähnlich dem eines französischen Präfekten.
Zahlreiche Veränderungen seit 1810 führten zu 1830 nur noch sechs Kreisen sowie 55 landesherrlichen und 22 standesherrlichen Ämtern. Am 1. Mai 1832 wurden die verbliebenen Kreisdirektorien aufgehoben. An ihre Stelle traten vier Kreisregierungen. Im Jahre 1849 gaben die Standesherren ihre Hoheitsrechte auf, was eine neuerliche Veränderung bei der Einteilung der Ämter nach sich zog. 1857 trennten sich die Verwaltung und Rechtspflege der unteren Instanz voneinander. Zehn Bezirksämter verschwanden im Zuge dessen von der Landkarte. Mit dem Gesetz, die Organisation der innern Verwaltung betreffend vom 5. Oktober 1863, wirksam zum 1. Oktober 1864, wurden die bisherigen vier Kreise aufgelöst und die Bezirksämter direkt dem Innenministerium unterstellt, wobei die Zahl der Ämter auf 59, ab 1872 auf 52 (seit 1898 wieder 53) vermindert wurde. Gleichzeitig entstanden elf Kreise mit Selbstverwaltungskörperschaften ohne staatliche Funktion. Als Aufsichtsbehörde über den Kreisen und Ämtern dienten vier Landeskommissäre.

### Grundzüge der Kommunalverwaltung

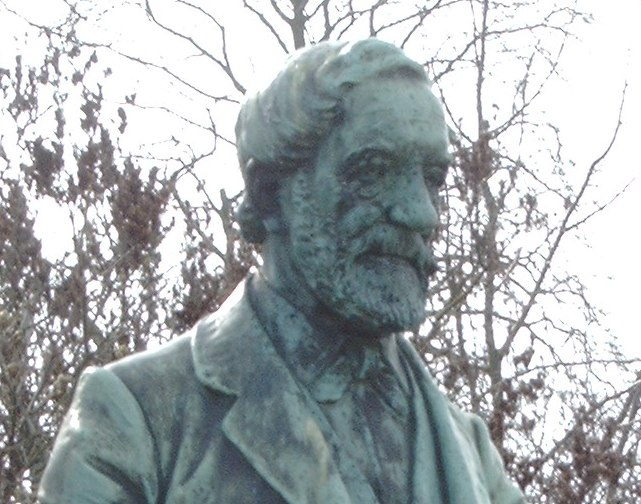
Der Landtagsabgeordnete Eduard Moll stand von 1870 bis 1891 als Erster Bürgermeister und später Oberbürgermeister an der Spitze der Verwaltung Mannheims und prägte die Entwicklung der sich schnell entwickelnden Stadt.

Auf der untersten Stufe der Verwaltung standen die Ortsvorsteher der Gemeinden. Die Bezirksamtleute durften sie zwar vorschlagen, aber nicht wählen.
Trotz des Organisationsedikts von 1809 gab es in Baden durch tradierte Rechtsverhältnisse weiterhin merkliche Unterschiede von Ort zu Ort. Dies zeigte sich etwa im Bürgerrecht. Das sechste badische Konstitutionsedikt von 1808 teilte die Bürgerschaft in nur drei Gruppen ein: Ortsbürger, Schutzbürger und Hintersassen. In den Gemeinden jedoch herrschten, je nach Tradition, ganz andere Verhältnisse. So gab es etwa im Schwarzwaldort Triberg im Jahre 1820 insgesamt 116 Gemeindebürger, von denen aber nur 36 Bürger im engeren Sinne waren, 80 jedoch sogenannte „bürgerliche Gehausen“. Andere Bewohner der Gemeinde wie Frauen, Kinder und das Gesinde besaßen grundsätzlich kein Bürgerrecht. Erst das Bürgerrechtsgesetz von 1832 brachte hier eine erste Vereinheitlichung.

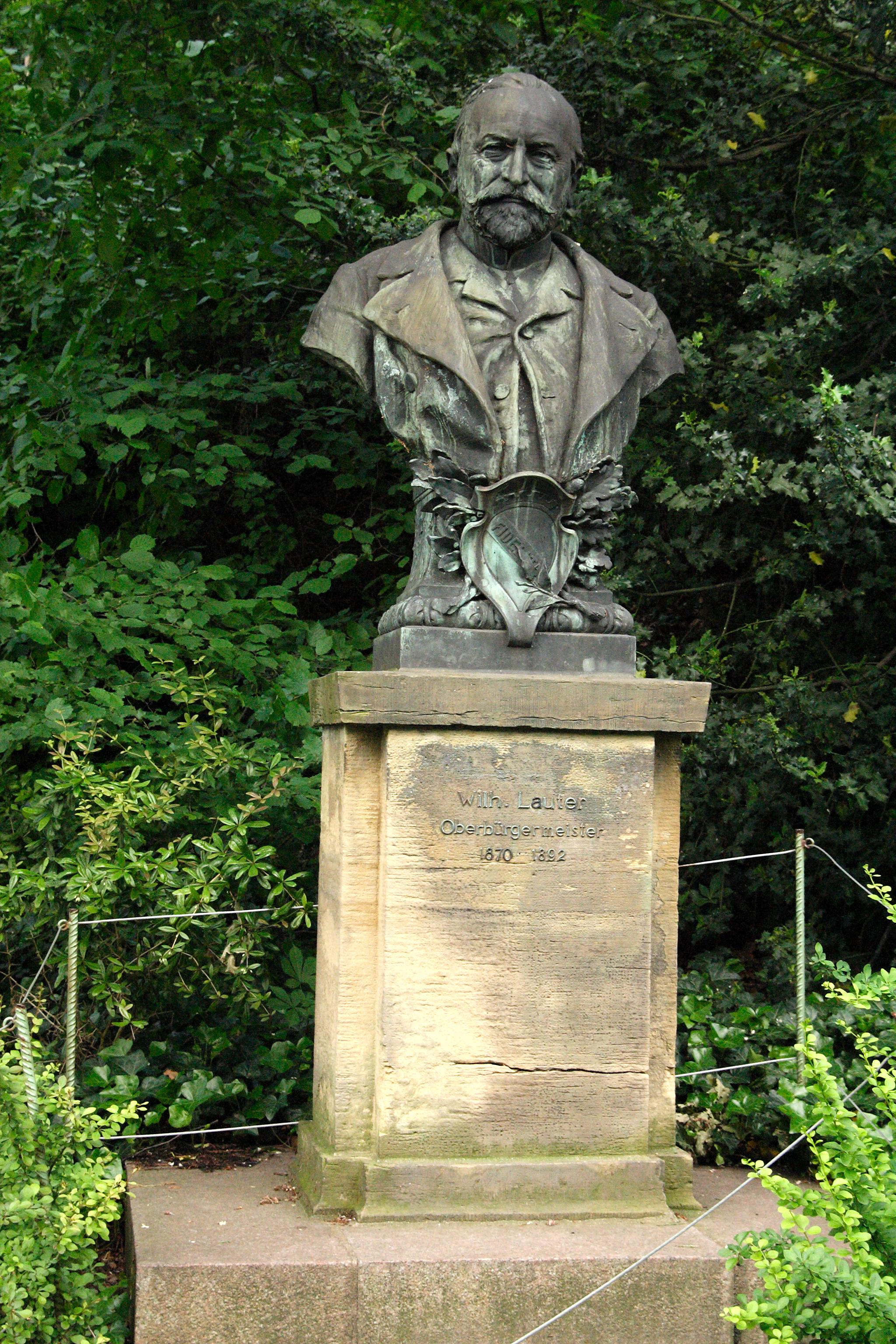
Wilhelm Florentin Lauter war von 1870 bis 1892 Oberbürgermeister der Residenzstadt Karlsruhe.

Am 23. August 1821 erging das Provisorische Gesetz über die Bürgerausschüsse. Nun musste in jedem Ort ein Bürgerausschuss gebildet werden, der ebenso viele Mitglieder wie der Gemeinderat hatte. Ohne die Genehmigung des Bürgerausschusses durfte der Gemeinderat keine Beschlüsse mehr treffen über das Vermögen und die Einnahmen der Gemeinden und deren Verwendung. Damit sollte der Willkür und Eigenmächtigkeit der Ortsvorstände ein Riegel vorgeschoben werden. In Städten mit mehr als 300 Bürgern hatte der Ausschuss außerdem eine beratende Stimme bei der Aufnahme von Ortsfremden zu Orts- und Schutzbürgern. Seine Mitglieder wurden für sechs Jahre gewählt.
In den 1820er Jahren war es nicht gelungen, eine neue Gemeindeordnung auf konstitutioneller Grundlage zu verabschieden. Diese noch offene Aufgabe der anstehenden Gesetzgebung wollte Innenminister Ludwig Georg Winter nach seinem Amtsantritt 1830 endlich erledigt wissen. Die Badener sollten mit Hilfe einer freisinnigen Gemeindeordnung ein Volk mündiger Bürger werden. Es sollte äußere Gemeindefreiheit geben, also Unabhängigkeit der Gemeinde von staatlicher Willkür, und innere, also Demokratie in der Gemeinde durch die Beseitigung alter Oligarchien. Die Gemeindegesetze wurden zu Beginn der Ära Winter vom Landtag 1831 verabschiedet. Nach § 11 der Gemeindeordnung hatte die badische Regierung ein Bestätigungsrecht bei Bürgermeisterwahlen. Die Regierung sah die Bürgermeister nicht nur als Repräsentanten der Bürgerschaft an, sondern auch als untere Staatsbeamte. Das Bestätigungsrecht der Regierung nach § 11 sollte sicherstellen, dass Baden nicht zu einer „Konföderation kleiner Republiken“ würde. Nach dreimaliger Wahl jedoch musste die Regierung einen Gewählten bestätigen. 1874 trat eine neue badische Städteordnung in Kraft.

### Grundzüge der Rechtspflege
Bis zum 31. Dezember 1809 war das Territorium Badens im Zivilrecht ein Flickenteppich aus baden-badischem Landrecht von 1588, baden-durlachischem Landrecht von 1654, kurpfälzischem Landrecht von 1610, Mainzer Landrecht von 1755, Würzburger Landgerichtsordnung von 1618, verschiedenen Statuten der Reichsritterschaft oder Stadtrechten der vormaligen Reichsstädte, Erbordnungen und sonstige Rechtsvorschriften. Am 1. Januar 1810 ersetzte sie alle der neue Code Napoléon mit Zusätzen und Handelsrecht als Landrecht für das Großherzogtum Baden. Dieses badische Zivilrecht von 1810 blieb bis zum Jahre 1900 in Geltung, als es durch das am 1. Januar 1900 in Kraft getretene Bürgerliche Gesetzbuch ersetzt wurde. Mit der Aufhebung der Patrimonialgerichtsbarkeit endeten im Frühjahr 1813 auch letzte Reste der direkten Adelsherrschaft in den Gemeinden. Von den Liberalen der Zweiten Kammer kam seit den zwanziger Jahren die Forderung, dass die Rechtspflege von der staatlichen Verwaltung auch auf unterster Ebene getrennt werden sollte. Es dauerte jedoch bis zum Jahre 1857, ehe in Baden selbständige Amtsgerichte errichtet wurden.
Im Zuge der Revolution von 1848 kam es gemäß den Forderungen der Freiheitsbewegung zur Einführung von Geschworenengerichten mit Hinzuziehung von zwölf Geschworenen nach englischem Vorbild.
In der Strafgerichtsbarkeit galt noch lange die Constitutio Criminalis Carolina aus dem Jahre 1532, wenngleich schon vor Errichtung des Großherzogtums unter dem aufgeklärten Markgrafen und späteren Großherzog Karl Friedrich von Baden 1767 die Folter abgeschafft worden war. 1851 trat dann das bereits 1845 verkündete Strafgesetzbuch für das Grossherzogtum Baden  mit 714 Paragraphen in Kraft.
Weitere Reformen kamen durch das Polizeistrafgesetz von 1863 und die Justizreform von 1864, mit der die Beteiligung der Laien in definierte Schöffen- und Schwurgerichte festgelegt wurde. Ein Gesetz von 1863 regelte erstmals in Deutschland die Verwaltungsgerichtsbarkeit. Höchste Instanz der Rechtspflege war das Oberlandesgericht Karlsruhe, daneben gab es sieben Landgerichte mit Sitz in Freiburg, Karlsruhe, Konstanz, Mannheim, Mosbach, Offenburg und Waldshut.

### Grundzüge des Heerwesens

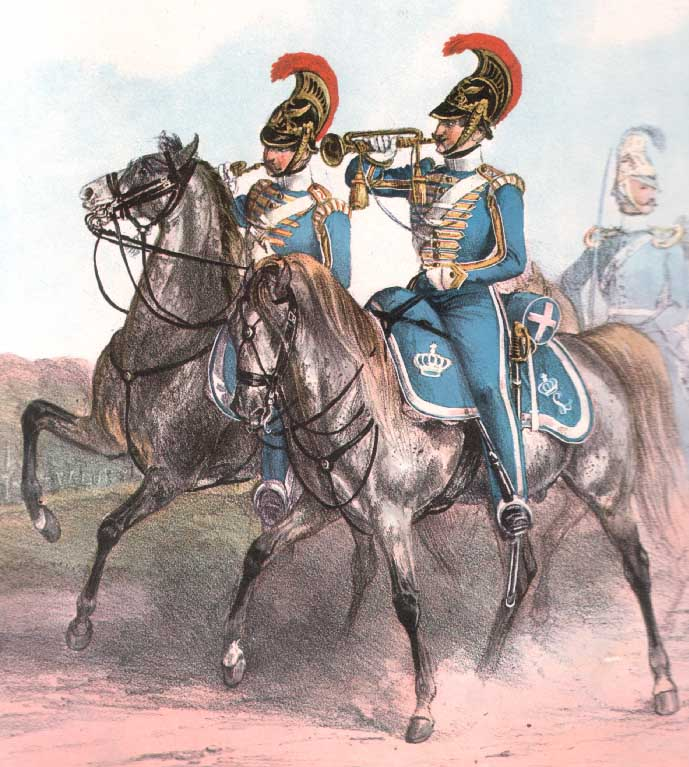
Trompeter des ursprünglichen 2. Dragoner-Regiments um 1830

Im Jahre 1806 bestand die badische Armee aus 14 Bataillonen Infanterie, zehn Schwadronen Kavallerie und drei Batterien Artillerie. Für den Dritten Koalitionskrieg Frankreichs gegen Österreich und Russland im Jahre 1805 musste Baden ein Hilfskorps von 3000 Mann stellen, welches jedoch in den Schlachten bei Ulm und Austerlitz nicht zum Einsatz kam, weil Napoleon jeweils einen schnellen Sieg errang. Im Vierten Koalitionskrieg Frankreichs gegen Preußen wurden 6000 badische Soldaten eingesetzt. Das Kontingent bestand aus vier Infanterie-Regimentern, einem Dragoner-Regiment, zwei Husaren-Schwadronen und zwei Batterien Artillerie zu Fuß. Auch bei diesem Feldzug fanden die Entscheidungsschlachten von Jena und Auerstedt ohne badische Beteiligung statt. Der Haupteinsatz des Kontingents vollzog sich bei der Belagerung der schwedischen Festung Stralsund sowie der Stadt Danzig. Zur Niederwerfung der spanischen Guerilla von 1808 bis 1813 stellte Baden ein Regiment unter Oberst von Porbeck, welches aus 1733 Mann bestand, von denen nur etwa 500 nach dem Ersten Pariser Frieden von 1814 wieder nach Hause zurückkehrten. Im Fünften Koalitionskrieg 1809 gegen Österreich zogen 6850 badische Soldaten als Brigade unter Generalleutnant von Harrant mit. Sie waren in drei Linien-Infanterie-Regimenter, ein Jäger-Bataillon, ein Dragoner-Regiment sowie eine Batterie zu Fuß und eine halbe Batterie zu Pferde mit zwölf Geschützen eingeteilt und gehörten zum IV. Armeekorps unter Marschall André Masséna. Dabei drangen sie unter verlustreichen Kämpfen entlang der Donau bis nach Ungarn vor.
Für den Russlandfeldzug im Jahre 1812 steuerte Baden etwa 6700 Mann bei, von denen mehr als 6000 fielen. Beim Übergang der Reste der Grande Armée über die Beresina am 28. November 1812 konnten die badischen Husaren den Rückzug von 40.000 Mann decken, wurden dabei aber selbst völlig aufgerieben. Die Reste der badischen Brigade sicherten als Nachhut den weiteren Rückmarsch der Grande Armée und trafen am 8. Dezember 1812 in einer verbliebenen Truppenstärke von noch etwa 400 Mann in Wilna ein. Zu deren Verstärkung kam ein aus Karlsruhe entsandtes Kontingent von 1200 Mann Ersatztruppen. Nach der Vereinigung mit den Russlandrückkehrern verteidigten sie die Oderfestung Glogau gegen Angriffe der russischen und preußischen Armee.
Im Jahre 1813 stellte Baden für Napoleon erneut ein Korps mit 6990 Mann ins Feld. Damit beteiligten sich die Badener auf französischer Seite an der Völkerschlacht bei Leipzig. Nach dem Frontwechsel verkündete der Großherzog die allgemeine Wehrpflicht und konnte für den Krieg gegen Frankreich im Jahre 1814 16.000 Mann aufbieten.
Für den Verteidigungsfall des Deutschen Bundes hatte Baden ein Gesamtkontingent von 10.000 Mann für das Bundesheer zu stellen. Dieses bestand aus 7751 Mann Infanterie, 1429 Mann Kavallerie und 820 Mann Artillerie sowie Pioniere mit 20 Geschützen. Das Kontingent bildete die 2. Division des VIII. Bundesarmeekorps. Baden verfügte über Festungsanlagen in Konstanz und Rastatt.
Badens militärische Gesamtstärke umfasste 8.586 Mann Infanterie, 1884 Mann Kavallerie und 670 Mann Artillerie sowie eine Pionier- und Handwerkerkompanie. Von diesen waren aber nur 5150 Mann im ständigen Dienst.
Die Infanterie bestand aus vier Regimentern, einem Bataillon leichte Infanterie und einem Bataillon Leibgrenadiergarde. Die beiden selbstständigen Bataillone bildeten seit 1832 das neue Leibinfanterieregiment. Die Kavallerie setzte sich aus drei Dragonerregimentern zusammen. Die Artillerie besaß eine reitende Batterie und drei Batterien zu Fuß.
Nach der Niederwerfung der Revolution von 1849 durch die Truppen des Deutschen Bundes löste Großherzog Leopold alle Armeeteile auf, die an der Meuterei im Mai beteiligt waren. Dies betraf alle Einheiten abgesehen von einem Infanterie-Bataillon, welches zu der Zeit im Verband der Nordarmee in Schleswig-Holstein diente sowie eine Schwadron Dragoner, die während der Revolution in der Festung Landau lag. Mehrere Dutzend der Aufständischen wurden hingerichtet, hunderte in langjährigen Arrest genommen und viele entlassen.
Nach 1850 stellte der Großherzog die Armee neu auf, nachdem er einige Offiziere und Mannschaften der aufgelösten Einheiten zur Umerziehung nach Preußen geschickt hatte.
Nach der Reichseinigung 1871 wechselte die badische Armee unter der Bezeichnung XIV. Armeekorps in den Verantwortungsbereich des preußisch dominierten und geprägten Kontingentsheeres.

### Staatssymbole
Im Jahre 1807 erließ der Großherzog (Karl Friedrich) das Wappen, welches 1830 vereinfacht wurde und statt zuletzt 30 Wappenfelder nur noch das badische Stammwappen mit dem Schrägbalken zeigte. Zwei zurücksehende gekrönte silberne Greifen hielten das mit einer Königskrone bedeckte Stammwappen. Dahinter befand sich ein von der gleichen Krone bedeckter Purpurmantel mit Hermelinfütterung. Unterhalb des Wappens befanden sich die drei Orden des Hauses Baden, der Hausorden der Treue, der Militär-Karl-Friedrich-Verdienstorden und der Orden Berthold des Ersten.
Mit Bekanntmachung des Großherzoglichen Staatsministeriums vom 17. Dezember 1891 wurde eine neue Landesflagge bestimmt. Sie zeigt „zwei gelbe und einen rothen Längsstreifen von gleicher Breite“. Zuvor zeigte die Flagge nur „zwei Längsstreifen von denen der obere rot und der untere gelb war“. Die Mitglieder des großherzoglichen Hauses erhielten durch die Bekanntmachung von 1891 von der Landesflagge abgeleitete Standarten.
Die Hymne des Großherzogtums Baden war nicht die heute noch beliebte Regionalhymne Badnerlied sondern die Fürstenhymne Heil unserm Fürsten Heil.

### Währung
Bis zur Gründung des Deutschen Reichs war der süddeutsche Silbergulden zu 60 Kreuzer und ab 1838 parallel der Taler des Deutschen Zollvereins offizielles Zahlungsmittel. Nach der Gründung des Deutschen Reichs wurde durch das Deutsche Münzgesetz vom 9. Juli 1873 und durch die kaiserliche Verordnung vom 22. September 1875 die Mark zu 100 Pfennigen mit Wirkung vom 1. Januar 1876 als gesetzliches Zahlungsmittel eingeführt.

### Maßeinheiten
Bestanden in den Regionen der alten Markgrafschaften bereits mehrere Einheitensysteme nebeneinander, so wurden diese mit dem territorialen Zugewinn Anfang des 19. Jahrhunderts kaum mehr überschaubar. 1810 wurde ein neues System der Maße und Gewichte festgelegt, welches die Namen der traditionellen Einheiten beibehielt und sie in ihrer Größe ein wenig veränderte, so dass zu den metrischen Einheiten Frankreichs einfache Umrechnungsfaktoren entstanden und die Einheiten untereinander weitgehend in dezimaler Einteilung abhingen. Erst 1829 wurden die neuen Einheiten mit einer Eichordnung als allgemein verbindlich erklärt. Zum 1. Januar 1872 führte Baden dann das reichseinheitliche metrische Einheitensystem ein.

## Bevölkerungsentwicklung

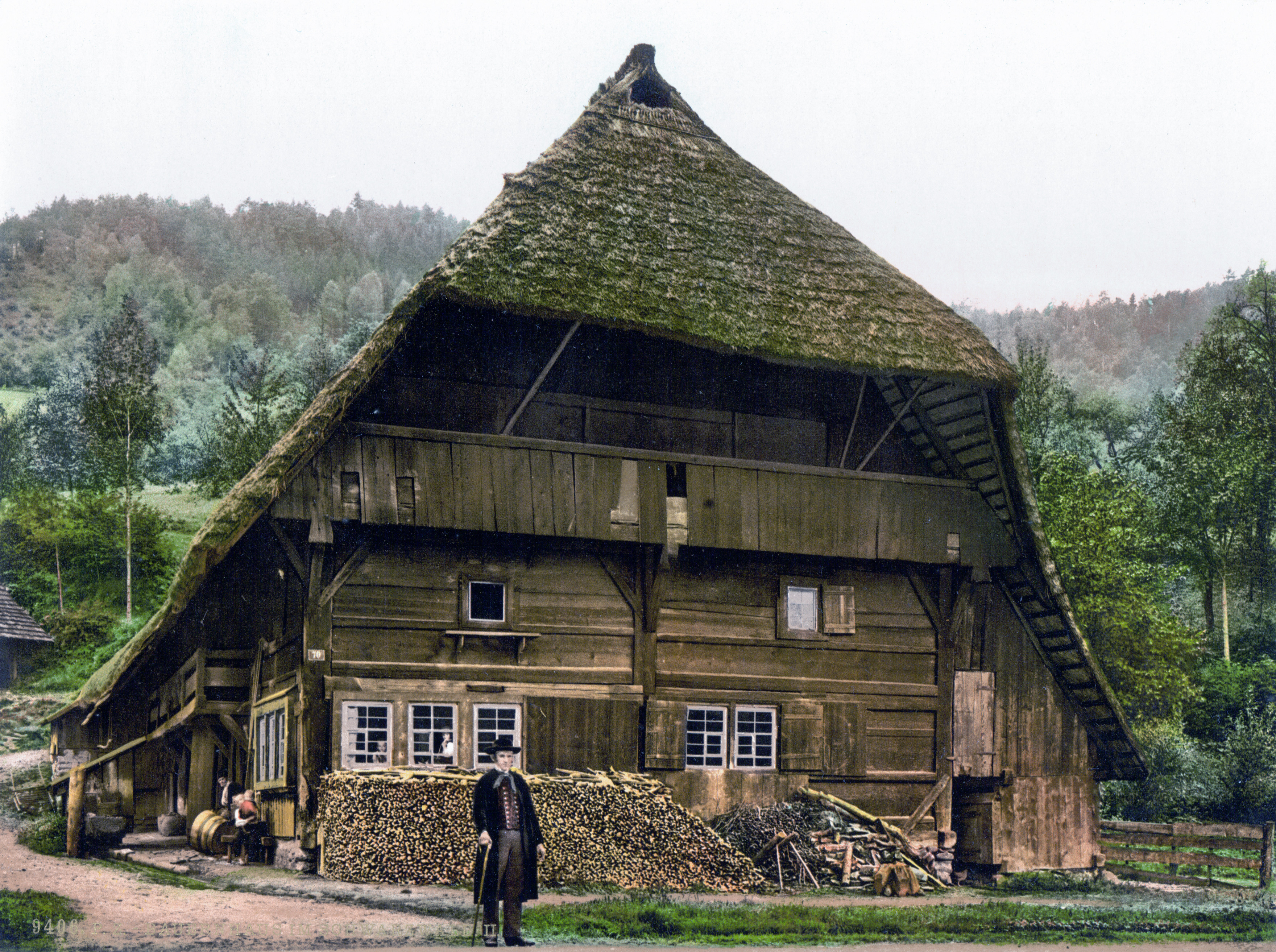
Schwarzwaldhaus eines Kleinbauern um 1900

Im Jahre 1815 lebten in Baden rund eine Million Einwohner, deren Zahl bis 1910 auf rund 2,14 Millionen anwuchs. Dies entspricht einer Zunahme von 113 %, welche deutlich unter dem Durchschnitt des Deutschen Reichs lag. Auf dem Reichsgebiet in den Grenzen von 1914 gab es im gleichen Zeitraum eine Zunahme um 162 %. Im Nachbarland Württemberg betrug das Bevölkerungswachstum hingegen nur 73 %. Wie Württemberg hatte Baden während des gesamten 19. Jahrhunderts erhebliche Entwicklungsaufgaben zu lösen. Mehr als drei Viertel der Bevölkerung wohnten auch nach 1850 in kleinen Landgemeinden. Die Menschen litten vielfach unter Armut und Mangel als Folge der kleinbäuerlichen und kleingewerblichen Struktur der Wirtschaft, die in den Hungerjahren 1816/17 und 1846/47 zu besonders drückender sozialer Not führte. Zahlreiche in der Landwirtschaft beschäftigte Personen hatten ihre Arbeit in der Krise seit 1846 verloren. Fast ein Drittel der Bevölkerung war um die Jahrhundertmitte wohnsitzlos und gehörte zu den so genannten „Landstreichern“ und „Vaganten“. Die Armut trieb die Leute häufig in die Kriminalität, was sich insbesondere durch Holzdiebstahl, Weidevergehen und Wilderei bemerkbar machte. Für viele war die Binnenwanderung aus Baden in ein anderes Land des Deutschen Bundes oder die Auswanderung wie etwa nach Russland oder Amerika der einzig möglich scheinende Ausweg. In den Jahren von 1816 bis 1845 wanderten schätzungsweise rund 50.000 Badener aus. Der badische Staat förderte von 1850 bis 1855 die Auswanderung finanziell mit 1,6 Millionen Gulden, so dass etwa ein Viertel der erfassten USA-Auswanderer staatliche Unterstützung zur Ausreise erhielten. Von 1845 bis 1854 verließen etwa 134.000 Menschen das Großherzogtum Baden. Umgekehrt war Baden in der ersten Hälfte des 19. Jahrhunderts noch kein attraktives Einwanderungsland.
Die Auswanderungssituation änderte sich erst allmählich mit dem Anbruch des Industriezeitalters in der zweiten Hälfte des 19. Jahrhunderts. In den nun rasch wachsenden Städten bildeten sich Arbeitersiedlungen, in denen jedoch zunehmende Wohnungsnot entstand. Vielfach mussten sich kinderreiche Arbeiterfamilien eine kleine Wohnung mit nur einem Raum teilen. Dort herrschten dann teilweise schwer zu beschreibende hygienische Zustände. Der Jahresbericht der Badischen Fabrikinspektion aus dem Jahre 1895 erwähnt anhand eines Beispiels aus dem Arbeiterdorf Sandhofen bei Mannheim den zerlumpten und verwahrlosten Eindruck, den die Menschen dort hinterließen. Das Wohnungselend ging mit der Ausbreitung von Krankheiten, besonders der Tuberkulose, einher.
Die nachfolgende Tabelle zeigt die Bevölkerungsentwicklung Badens im 19. und beginnenden 20. Jahrhundert:
| Jahr | Einwohner           |
| ---- | ------------------- |
| 1810 | 974.000 Einwohner   |
| 1815 | 993.414 Einwohner   |
| 1816 | 1.005.899 Einwohner |
| 1834 | 1.230.791 Einwohner |
| 1849 | 1.326.774 Einwohner |
| 1855 | 1.315.000 Einwohner |
| 1864 | 1.432.456 Einwohner |

| Jahr | Einwohner           |
| ---- | ------------------- |
| 1867 | 1.434.970 Einwohner |
| 1875 | 1.507.000 Einwohner |
| 1885 | 1.601.255 Einwohner |
| 1890 | 1.657.867 Einwohner |
| 1900 | 1.867.944 Einwohner |
| 1910 | 2.142.833 Einwohner |
| 1919 | 2.210.000 Einwohner |

Die Zahl der Lebendgeborenen bezogen auf 1000 Einwohner sank zur Jahrhundertmitte merklich, was auf die Hungersnöte, die Revolution und die Auswanderungswelle von 1845 bis 1857 zurückzuführen ist. Von 1840 bis 1849 gab es pro Jahr durchschnittlich 39 Lebendgeborene bezogen auf 1000 Einwohner, von 1850 bis 1859 waren es etwa 35 pro Jahr und von 1860 bis 1869 wieder rund 38 pro Jahr. Von 1870 bis 1879 erreichte die Zahl ihren Höhepunkt von rund 40 Lebendgeborenen pro Jahr je 1000 Einwohner und sank danach wieder auf ein Niveau von etwa 34 Lebendgeborene je 1000 Einwohner und Jahr. Seit 1850 sank der Anteil der unehelich Geborenen von über 16 % auf unter 8 % im Jahre 1909. Der Grund dafür kann in der Einführung der Zivilehe im Jahre 1869 gesehen werden. Das Großherzogtum Baden hatte dies als eines der Ergebnisse des Kulturkampfes mit der katholischen Kirche erzielt und war damit ein Vorreiter der am 6. Februar 1875 im ganzen Deutschen Reich eingeführten Zivilehe.

## Wirtschaftliche Entwicklung bis 1850

### Ausgangssituation nach der Gründung des Großherzogtums
Als das Großherzogtum Baden die Kriegswirren der Napoleonischen Zeit im Jahre 1815 überstanden hatte, begann für das Land die friedliche Fortsetzung des stetigen Wegs in die Moderne. Dabei erwiesen sich die Handlungsträger in Baden als meist sehr entschlussfreudige Reformer. Die ersten Jahrzehnte des neuen Staates waren jedoch noch mit erheblichen Entwicklungsproblemen belastet. Noch standen die Bewohner des neuen Landes unter dem Eindruck der von vielerlei Traditionen geprägten Ständegesellschaft des untergegangenen Heiligen Römischen Reichs und hatten die Auswirkungen der Umgestaltung durch die Politik Napoleons kaum verkraftet. Noch übte eine kleine Gruppe von Standesherren des alten Adels mancherorts einen mächtigen Einfluss aus. Über die vergangenen Jahrhunderte waren die Territorien am Oberrhein immer wieder zu einem Opfer der zahlreichen kriegerischen Auseinandersetzungen zwischen Frankreich und den Habsburgern geworden. Furchtbares Kriegsleid mit Plünderungen und Brandschatzungen wiederholten sich seit dem Dreißigjährigen Krieg in unregelmäßigen Abständen.
Die Schifffahrt am Oberrhein war in vorindustrieller Zeit langsam und mit vielerlei Mühen und Gefahren verbunden, wenngleich der Fluss auch vor seiner Regulierung ein für die Anrainer wichtiger Transportweg war. Stromabwärts wurden die wenig manövrierfähigen Holzschiffe am Oberrhein meist gerudert und nur bei günstigem Wind konnten Segel gesetzt werden, stromaufwärts hingegen von Schiffsziehern oder mit Hilfe von Pferden von Land aus bewegt. Dieses so genannte Treideln war eine harte und gefährliche Arbeit. Für die Landschaft entlang des Rheins bestand zudem ständige Hochwassergefahr.
Obwohl das Elsass seit dem 17. Jahrhundert politisch zum Königreich Frankreich gehörte, blieb seine alemannische Eigenart und seine wirtschaftliche Verbundenheit mit den Territorien rechts des Rheins noch während des gesamten 18. Jahrhunderts praktisch unberührt. Durch die Ereignisse in der Folge der Französischen Revolution wurde das Elsass nun allerdings in das französische Wirtschaftsgebiet mit einbezogen, die Durchsetzung der französischen Sprache und Kultur forciert und die Zollgrenze vom Vogesenkamm an den Rhein verlegt. Somit litt Baden seit Anfang des 19. Jahrhunderts unter seiner neu entstandenen wirtschaftlichen Randlage.

### Agrarstaat in der ersten Hälfte des 19. Jahrhunderts
In den Jahrzehnten bis zur Revolution von 1848/49 änderte sich die Gesamtstruktur der Wirtschaft noch wenig. Nur etwa ein Viertel der Bevölkerung lebte in den Städten, der Rest auf dem Lande zumeist als Kleinbauern oder Handwerker. Die größten Städte Badens waren 1850 Karlsruhe (23.000 Einwohner), Mannheim (22.100 Einwohner), Freiburg (15.300 Einwohner), Heidelberg (13.500 Einwohner) und Pforzheim (8000 Einwohner). Als Garnisonsstadt wichtig war zudem Rastatt, als Kur- und Badeort Baden-Baden, welches damals wie das Land nur Baden hieß, sowie die am Beginn ihrer Entwicklung stehenden Industriestandorte Bruchsal, Ettlingen, Offenburg und Lahr.
Das Markgräflerland als badisches Weinanbaugebiet entwickelte schon Markgraf Karl Friedrich weiter zur Erzeugung von Qualitätsweinen. Noch zu seinen Lebzeiten wurde der Weinbau ausgedehnt auf Weinberge am Bodensee, im Kraichgau und im Taubergrund. Einen wichtigen Beitrag zur Kultur des Weinanbaus in Baden leistete Ferdinand Öchsle mit der Erfindung der Weinwaage.

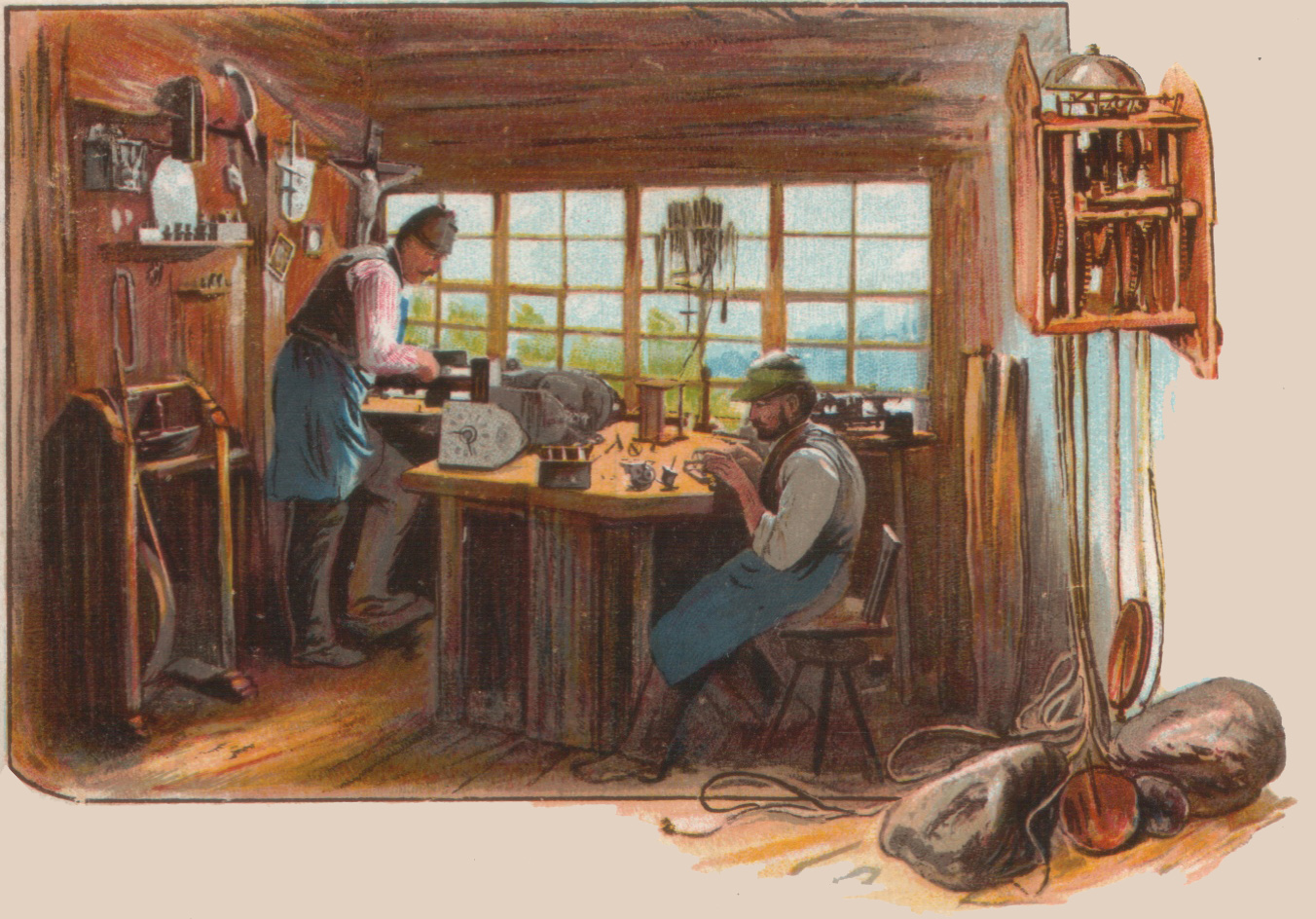
Uhrmacherwerkstatt in einem Schwarzwaldhaus, nach einem Aquarell von L. Sigwarth

Ein landestypisches Erzeugnis war von jeher die Schwarzwalduhr, welche von den Uhrmachern in Kleinwerkstätten im eigenen Haus angefertigt wurde. Für die Herstellung der Einzelteile spezialisierten sich Zulieferer. Auf diese Weise entstanden zwischen 1800 und 1850 im Hochschwarzwald durch Handwerker 15 Millionen Uhren. Als die handwerkliche Erzeugung der Uhren Mitte des Jahrhunderts zunehmend in die Krise geriet, wurde 1850 in Furtwangen die Großherzoglich Badische Uhrmacherschule eröffnet. Die Papierherstellung erfolgte in Baden traditionell durch Papiermüller, die in Kleinunternehmen von 6 bis zu 20 Personen arbeiteten.
In den durch Baden erworbenen Reichsstädten spielten die Zünfte noch eine gewichtige Rolle. Erst im Jahre 1862 kam in Baden das Ende des Zunftwesens und damit die allgemeine Gewerbefreiheit. Neben den Zünften gab es von jeher so genannte Stör-Handwerker wie etwa die Scherenschleifer, die keiner Zunft angehörten. Diese versorgten vor allem die ländliche Bevölkerung mit unentbehrlichen Waren und Dienstleistungen. Für den Austausch von Gütern wichtig blieben durchs ganze 19. Jahrhundert hindurch die vielerorts abgehaltenen Jahres- und Wochenmärkte. In Karlsruhe fand seit 1805 ein großer Jahrmarkt unter der Bezeichnung Messe statt.
In Konkurrenz zu den im Niedergang befindlichen Zünften gelang einigen Handwerksbetrieben die Entwicklung zur Fabrik. Im Jahre 1829 fanden sich im Großherzogtum Baden an größeren Industrieanlagen sechs Baumwollspinnereien, 13 Baumwollwebereien, drei Tuchmanufakturen, eine Stoffdruckerei, zehn Papierfabriken und elf chemische Fabriken.
1843 gab es allerdings erst rund 10.000 Fabrikarbeiter in ganz Baden. Die meisten Gewerbebetriebe gehörten zum Mittelstand und beschäftigten mit Inhabern und Hilfspersonal rund 150.000 Personen im ganzen Land. Im Gewerbe und in der Industrie spielte Kinderarbeit eine Rolle.

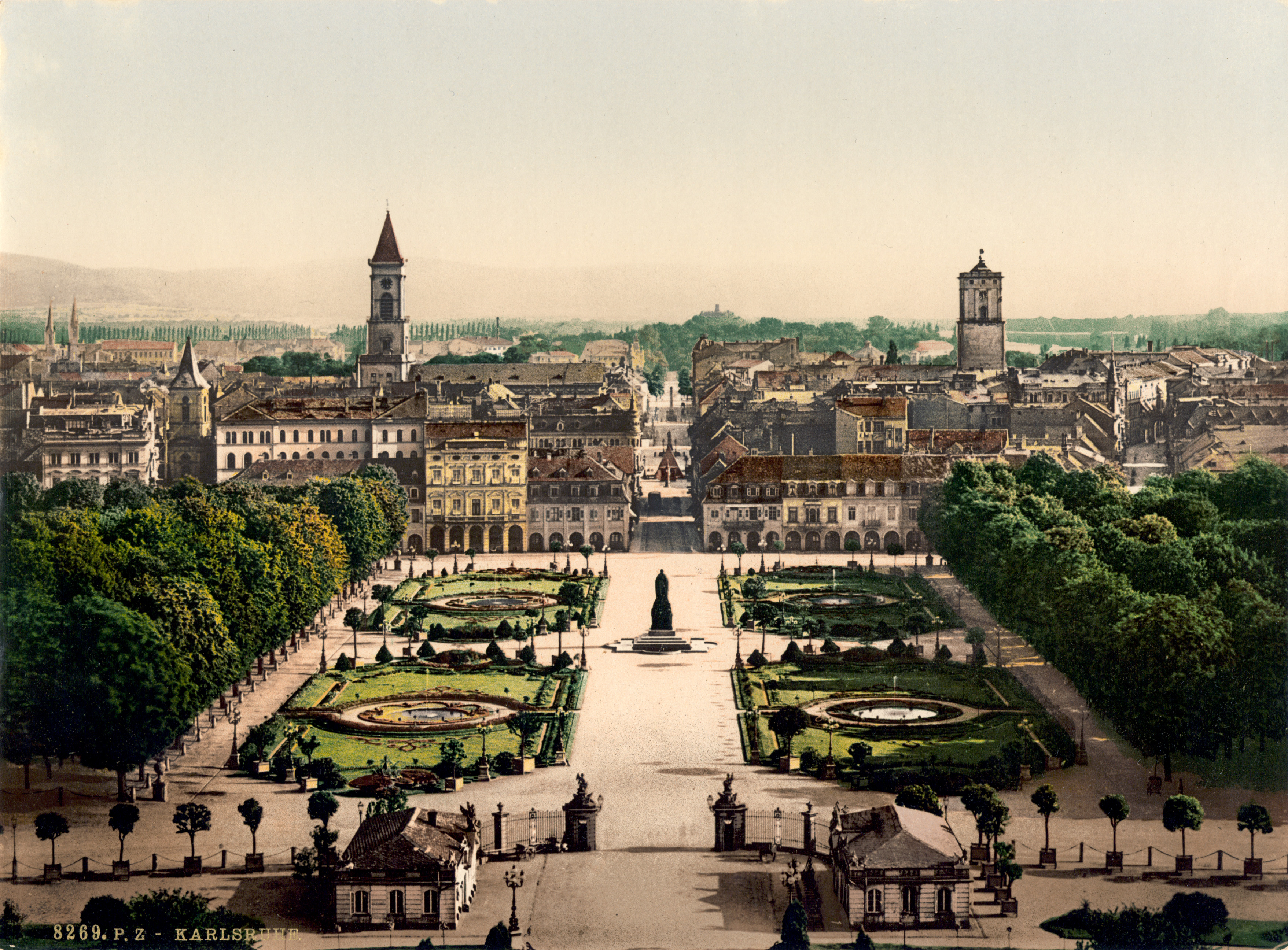
Karlsruhe um das Jahr 1900

Zu Beginn des 19. Jahrhunderts entwickelte sich in Karlsruhe das für die bürgerliche Gesellschaft des Biedermeierzeitalters so wichtige Verlagswesen. Wichtige Verleger in Karlsruhe waren David Marx, August Klose, Ludwig Frommel, Wilhelm Creuzbauer und Adolph Bielefeld.
Als sich 1836 die technisch fortschrittliche Schweizer Baumwollindustrie gezwungen sah, für ihre Einfuhr in den nunmehr im deutschen Zollverbund befindlichen badischen Markt Zölle zu bezahlen, entschlossen sich die Schweizer Fabrikanten und Finanziers, neue Textilfabriken in Baden zu errichten, um damit den gesamten deutschen Markt für sich zu erschließen. So errichtete zum Beispiel Wilhelm Geigy ab 1835 eine Spinnerei und Weberei in Steinen. Für die Erzeugung der Energie spielte noch nicht Dampf-, sondern Wasserkraft die entscheidende Rolle. 1844 gab es in Baden bereits 93 Baumwollfabriken mit einer Gesamtzahl der Beschäftigten von 6929.
Nach Plänen von Johann Gottfried Tulla wurde von 1817 bis 1874 der Oberrhein begradigt und auf Initiative von Max Honsell weiter reguliert. Der Rhein wurde dadurch zur europäischen Großwasserstraße. Im Jahre 1827 fuhr das erste Dampfschiff auf dem Rhein.
In der Wiener Punktation im Mai 1820 vereinbarten die süddeutschen Staaten die Aufnahme von Verhandlungen für eine Zollunion. Da die Zollunion jedoch 1823 an den unterschiedlichen handelspolitischen Vorstellungen der beteiligten Staaten scheiterte, dauerte es noch bis 1836, ehe Baden dem 1834 gegründeten Deutschen Zollverein beitreten konnte. In der Zeit vor 1836 beteiligte sich Baden somit nicht am Prozess der wirtschaftlichen Integration Deutschlands und pflegte stattdessen als Transitland seine Handelsbeziehungen zu Frankreich und der Schweiz.
Die erste Strecke der Badischen Staatseisenbahnen auf der Hauptlinie Mannheim – Basel wurde von 1840 bis 1855 erbaut und in Betrieb genommen. Durch die starke Verbesserung der Transportmöglichkeiten entstanden nun in den Orten mit Bahnanschluss zunehmend feste Kolonialwaren- und Gemischtwarenläden.
Als Anfang des Jahres 1848 die Bankhäuser Haber und Kusel in Karlsruhe zusammenbrachen, brachte dies neben vielen Privatanlegern auch die drei größten badischen Industriebetriebe in schwere Bedrängnis: die Zuckerfabrik in Waghäusel, die Spinnerei und Weberei in Ettlingen und die Maschinenbau-Gesellschaft in Karlsruhe. Der Landtag folgte am 29. Januar 1848 gegen den Widerstand Friedrich Heckers einem Regierungsantrag zur Übernahme der Zinsgarantien, um die Arbeitsplätze der drei vom Konkurs bedrohten Unternehmen zu sichern.

## Politische Entwicklung von 1818 bis 1848

### Beginn der Ära Berstett

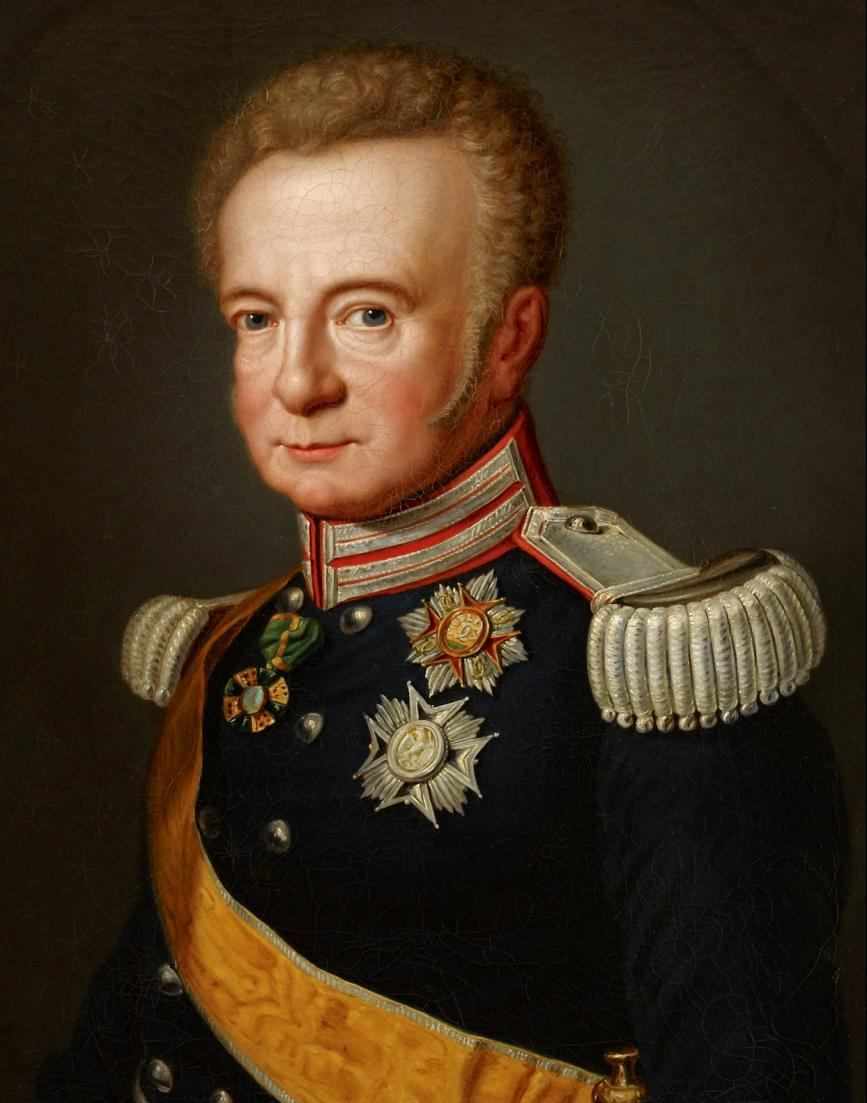
Großherzog Ludwig bestieg 1818 den badischen Thron und versuchte als Gegner der unter seinem Vorgänger verabschiedeten Verfassung während seiner zwölf Jahre dauernden Herrschaft die Rechte des Landtags auszuhebeln, indem er diesen nur selten einberief oder Beamte, die gleichzeitig Mitglieder des Landtags waren, in der Ausübung ihres Mandats behinderte

Am 8. Dezember 1818 folgte der konservative Großherzog Ludwig seinem verstorbenen Neffen Karl auf den badischen Thron nach. Er stand der Verfassung von 1818 und dem Landtag von vornherein ablehnend gegenüber und umgab sich mit konservativen Ministern aus der Regierung Berstett.
Nach den Bestimmungen des Beamtengesetzes von 1819 konnten nur noch Akademiker Beamte in unkündbarer Stellung werden; es privilegierte diese also vor unerwünschter Konkurrenz aus tieferen sozialen Schichten. Nach dem Disziplinarrecht wurden Befähigung und Staatstreue durch Beförderung, Gehaltserhöhung und weitere Karrieremöglichkeiten belohnt. Es entstand eine neue Leistungselite, die materiell und sozial abgesichert war und sich staatstreu verhielt.
Die erste Wahl zur Zweiten Kammer der Badischen Ständeversammlung fand im Februar 1819 statt. Viele der gewählten Abgeordneten standen dem Liberalismus nahe. Nicht ganz die Hälfte der Mandatsträger gehörte der höheren Beamtenschaft an. Hinzu kamen eine größere Gruppe von Gewerbetreibenden und einige Bürgermeister.
Zwischen der Wahl und dem ersten Zusammentreten des badischen Landtags ereignete sich auf dem Territorium des Großherzogtums ein Attentat mit einschneidenden Konsequenzen für liberal eingestellte Kreise. Der Student Karl Sand ermordete am 23. März 1819 den russischen Staatsrat und konservativ gesinnten Bühnenautor August von Kotzebue. Nach dem Mord ergingen die Karlsbader Beschlüsse vom 31. August 1819, mit denen der österreichische Staatskanzler Metternich die Verfolgung der bürgerlich-liberalen Opposition („Demagogenverfolgungen“) in den Staaten des Deutschen Bundes einleitete. Die Bundesstaaten schränkten nun unter der Oberaufsicht der neu errichteten Mainzer Zentraluntersuchungskommission die Pressefreiheit drastisch ein.

### Erster Badischer Landtag 1819
Am 22. April 1819 trat die Zweite Kammer des badischen Landtags zum ersten Mal zusammen. Die feierliche Eröffnungszeremonie fand auf Einladung Großherzog Ludwigs im Karlsruher Schloss statt. Die Abgeordneten diskutierten in den folgenden Monaten unter Führung von Ludwig von Liebenstein, Johann Georg Duttlinger und Mathias Föhrenbach über Forderungen der liberalen Fraktion. Zum Forderungskatalog gehörte die Einführung von Geschworenengerichten, die Trennung von Justiz und Verwaltung, die Pressefreiheit, die Einführung der Ministerverantwortlichkeit, die Beseitigung der grundherrlichen Rechte des Adels und die Freigabe des innerdeutschen Handels. Damit umrissen die liberalen Parlamentarier bereits Probleme, die die Debatten der kommenden Jahrzehnte bestimmten. Die weitgehende Ablehnung des Forderungskatalogs durch die konservative Regierung Berstett drängte den Liberalismus in die Opposition. Unter den sich oppositionell verhaltenden Abgeordneten waren auch einige Beamte. Dies beunruhigte die badische Regierung und deshalb suchte sie beim Deutschen Bund um Unterstützung nach. Am 28. Juni 1819 verschob der Großherzog weitere Sitzungen des Landtags auf einen späteren Zeitpunkt.
Der Frankfurter Territorialrezess vom 10. Juli 1819 sicherte die territoriale Unversehrtheit Badens gegen bayerische Ansprüche auf die rechtsrheinische Pfalz sowie den Erwerb des vom badischen Staatsgebiet umschlossenen Überbleibsels des Fürstentums von der Leyen um die ehemalige Grafschaft Hohengeroldseck.
Mit der Wiener Schlussakte scheiterte ein Versuch der badischen Regierung, ein generelles Verbot von Repräsentativverfassungen durchzusetzen. Damit wäre die Revision der bestehenden Verfassung von 1818 möglich geworden, doch garantierte die Schlussakte auf Druck von Bayern und Württemberg die bereits bestehenden Verfassungen der Staaten des Deutschen Bundes.
Am 26. Juni 1820 wurde die zweite Sitzungsperiode des Landtages eröffnet. Sie wurde überschattet von Versetzungen, Urlaubsverweigerungen und sogar Verhaftungen missliebiger Abgeordneter. Die Regierung Berstett musste jedoch bald einlenken, da der Deutsche Bund ihre Politik nicht ausreichend unterstützte. Die Zweite Kammer kam der badischen Regierung nun etwas entgegen und vermied künftig eine Fundamentalopposition.

### Landtag von 1822
Die Sitzungen des neugewählten zweiten Landtags schienen ab dem 26. März 1822 zunächst recht konfliktfrei zu verlaufen. Der missliebige Freiherr Ludwig von Liebenstein war auf den Kreisdirektorenposten in Durlach versetzt worden. Solche und weitere ähnliche Schikanen gingen meist vom Bundestagsabgesandten Friedrich Karl Freiherr von Blittersdorff aus. In der zweiten Sitzungsperiode ab November 1822 kam es jedoch zu Konflikten der Regierung mit der Zweiten Kammer. Ab dem Januar 1823 lief eine lautstarke Auseinandersetzung um das Militärbudget, was die Bildung von Fraktionen begünstigte. Die Opposition, die sich um ihre zentrale Figur Johann Adam von Itzstein gruppierte, verstärkte ihren Zusammenhalt. Diese Entwicklung bewog Großherzog Ludwig, den Landtag am 31. Januar 1823 zu schließen und allen verabschiedeten Gesetzen die Zustimmung zu versagen. Beamte, die gegen das Militärbudget gestimmt hatten, mussten damit rechnen, von der Regierung entweder entlassen, pensioniert oder strafversetzt zu werden.

### Verfassungskämpfe in der zweiten Hälfte der Ära Berstett
Im Dezember 1824 löste der Großherzog beide Kammern des Landtages auf. Bei den anschließenden Neuwahlen brachte die Regierung die neue Zweite Kammer durch massive Wahlbeeinflussung auf Linie. Ihr gehörten nun nur noch drei oppositionelle Abgeordnete an – Johann Georg Duttlinger, Mathias Fährenbach und Albert Ludwig Grimm. Der Landtag nahm schließlich ohne weitere Diskussion ein Konskriptionsgesetz an, mit dem die Einberufung zur Armee geregelt und die Dienstzeit auf einheitlich sechs Jahre festgelegt wurde. Die liberale Opposition sprach wegen der Willfährigkeit der Kammer in dieser Frage dann auch von einem Scheinkonstitutionalismus. Von Februar bis Juni 1825 tagte der dritte Landtag ohne nennenswerte Höhepunkte. Der neugewählte Landtag stimmte dem Budget zu und bewilligte Verfassungsänderungen, bei denen zwar die alle sechs Jahre stattfindende kompletten Landtagserneuerung beibehalten wurde, die alle zwei Jahre durchgeführten Teilwahlen jedoch abgeschafft wurden und man die Budgetperiode auf drei Jahre erhöhte. Da nach neuer Verfassungslage der Abstand zwischen den Tagungen der Zweiten Kammer von maximal zwei auf nun drei Jahre gestreckt werden konnte, weil erst nach dieser Zeitspanne ihre Zustimmung zu einem neuen Budget notwendig wurde, willigte der Landtag also in den von der Regierung betriebenen eigenen Machtverlust ein. Auch in der vierten Tagungsperiode von Februar bis Mai 1828 konnte die Regierung Berstett auf eine ergebene Mehrheit im Landtag bauen. Die Politik blieb nach dem Empfinden der Opposition weiter ohne Visionen und eine dringend notwendige Gemeinde- und Agrarreform kam nicht voran.
Trotz aller Auseinandersetzungen mit den Landständen hatte die Regierungszeit Großherzog Ludwigs auch positive Aspekte. Seine Regierung verbesserte die Landesverwaltung, sanierte die nach den Kriegswirren desolaten Staatsfinanzen durch konsequentes Sparen und förderte tatkräftig die aufkeimende Industrie.
Im Großherzogtum Baden vollzog sich am 30. März 1830 ein Thronwechsel. Großherzog Ludwig I. verstarb. Er war der letzte direkte männliche Nachkomme der Zähringerlinie. Da er keine standesmäßen Eheverbindungen eingegangen war, erlosch mit ihm im Mannesstamm sein dynastischer Zweig. Die Herrschaft ging gemäß den auf dem Aachener Kongress 1818 gefassten Beschlüssen auf das Haus Baden-Hochberg über. Ludwigs Stiefbruder Leopold übernahm den Thron. Dessen Herrschaft wurde von den übrigen deutschen Staaten und europäischen Großmächten nicht in Frage gestellt. Nur der bayerische König Ludwig I. meldete nach aus dem Aussterben der badischen Hauptlinie Ansprüche auf Gebiete der Pfalz an. Die badische Bevölkerung hoffte auf Reformen unter dem neuen Großherzog. Dieser beließ jedoch zunächst die Regierung seines Vorgängers mit den konservativen Ministern Berstett und Berckheim im Amt. Erst unter dem Eindruck der Pariser Julirevolution von 1830 kam die liberale Bewegung verstärkt zu Wort.

### Liberalismus und Pressefreiheit

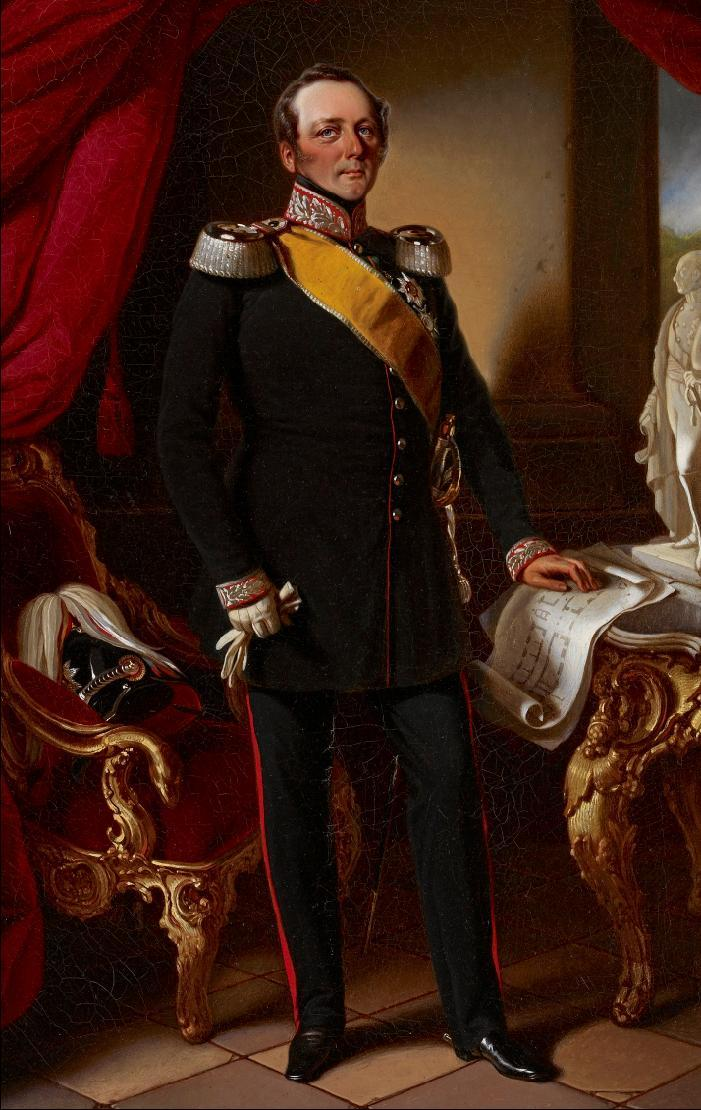
Großherzog Leopold auf einem Gemälde aus dem Jahre 1853

Vor der Wahl von 1830 wies auf Betreiben von Ludwig Georg Winter ein Regierungs-Rundschreiben die Kreisdirektoren an, die anstehenden Landtagswahlen in keinerlei Weise zu beeinflussen. Im Vorfeld dieser Wahlen kam es zu einer starken Politisierung. Nach dem Willen der Opposition sollte die Verfassungsänderung von 1825 rückgängig gemacht werden und die Wiederwahl der Abgeordneten von 1819 bis 1823 erreicht werden. Bei der Landtagswahl am 18. November 1830 errangen dann neben zehn Anhängern der Regierung 21 entschiedene Liberale ein Mandat für die Zweite Kammer, unter ihnen Karl von Rotteck, Karl Theodor Welcker, Johann Adam von Itzstein und Johann Georg Duttlinger. Weitere zwölf Mandate fielen an gemäßigte Liberale, darunter Karl Mittermaier, und 20 an Unentschiedene, die auch zum Teil dem Liberalismus zuneigten. Die zweite Kammer der Badischen Ständeversammlung war nun bis 1848 ein deutlich vernehmbares Sprachrohr des Badischen Liberalismus und der deutschen Einigungsbewegung.
Am 29. Dezember 1830 wurde die neue Regierung Winter gebildet. Der neue Innenminister Ludwig Georg Winter, nunmehr führender Kopf im Kabinett, stand vor der schwierigen Aufgabe, zwischen der starken liberalen Tendenz in der öffentlichen Meinung und der restaurativen Grundstimmung im Deutschen Bund einen Kompromiss zu finden. Am 17. März 1831 eröffnete der Großherzog den neuen badischen Landtag zu einer neun Monate dauernden Sitzungsperiode. Die Verfassungsänderungen von 1825 wurden aufgehoben. Die zweijährigen Teilwahlen konnten wieder stattfinden, die zur Ausbildung einer politischen Öffentlichkeit beitrugen. Am 15. Oktober 1831 trat Karl Theodor Welcker an das Rednerpult der Zweiten Kammer und trug eine Motion über die organische Entwicklung des Deutschen Bundes vor. Er forderte Verfassungen für alle Bundesstaaten und ein gesamtdeutsches Parlament. Die badische Regierung hatte versucht, diese Rede zu verhindern. Die Minister sahen durch Welckers Forderungen die Vorrechte der deutschen Fürsten bedroht; demonstrativ verließen die Minister den Plenarsaal, als Welcker das Wort ergriff.
Unter dem Einfluss des Innenministers Winter wurde die Gemeindeordnung modernisiert. Der Landtag verabschiedete ein neues Pressegesetz und eine neue Zivilprozessordnung. Im Oktober 1831 lehnte die Zweite Kammer den Beitritt zum Süddeutschen Zollverein ab und forderte stattdessen Verhandlungen über einen gesamtdeutschen Zoll- und Handelsverein. Die badische Regierung machte sich die zollpolitischen Forderungen der Kammer zu eigen und erklärte sich im Mai 1832 in Berlin für einen gesamtdeutschen Zoll- und Handelsverein. Die Regierung aus Karlsruhe wurde jedoch zu keinen weiteren Gesprächen in dieser Sache eingeladen.
Nach der Aufhebung der Pressezensur am 1. März 1832 erschien in Freiburg erstmals die von Rotteck und Welcker gegründete Tageszeitung Der Freisinnige. Daneben wurden in der südbadischen Universitätsstadt noch drei weitere Oppositionsblätter vertrieben, so dass Freiburg sich zu einem Zentrum des badischen Liberalismus entwickelte. Nach den Ereignissen um das Hambacher Fest vom 27. bis zum 30. Mai 1832 nötigten Österreich und Preußen die badische Regierung im Juli 1832, das liberale Pressegesetz zurückzuziehen.

### Reitzensteins Reaktivierung

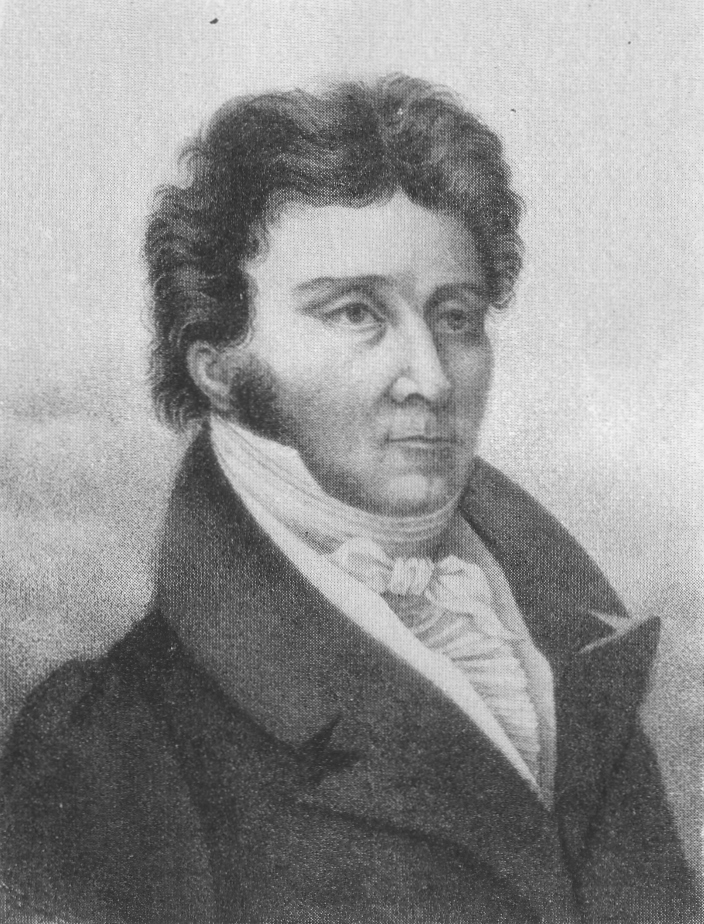
Karl von Rotteck (1775–1840)

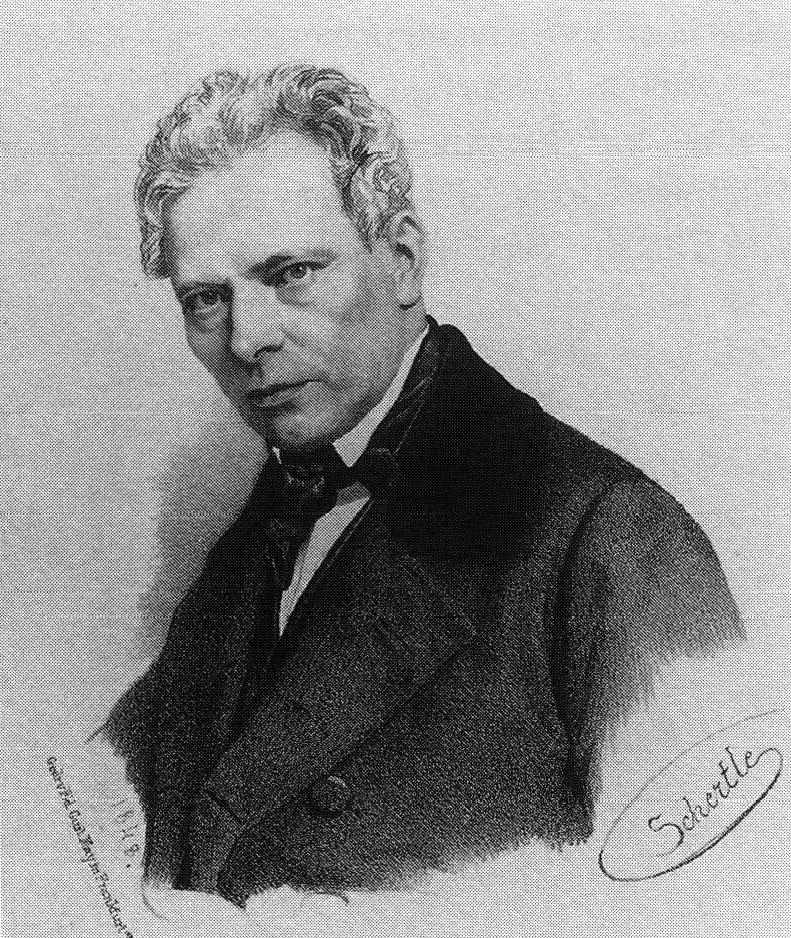
Carl Theodor Welcker (1790–1869)

Nach den beiden ersten Jahren der Regierung Winter war der Versuch gescheitert, in Baden entgegen den Grundsätzen des Deutschen Bundes liberal zu regieren. Mit der Reaktivierung Sigismund von Reitzensteins als Staatsminister wollte der Großherzog im Mai 1832 ganz im Sinne des Fürsten Metternich den liberalen, demokratischen und nationalen Bestrebungen Einhalt gebieten. Diese Wende in der Regierungspolitik führte im ganzen Land zu Protesten. Besonders laute kamen aus den Reihen der Studenten Freiburgs. Die Regierung schloss die Universität daraufhin für einige Zeit und versetzte die Freiburger Professoren Karl von Rotteck und Karl Theodor Welcker im Oktober 1832 in den Ruhestand.
Vor den Ergänzungswahlen zur Zweiten Kammer im März 1833 sorgte die Regierung nun wieder durch eine Anweisung an die Behörden für die Wahl solcher Abgeordneter, die zu Zugeständnissen an die Regierungspolitik bereit sein würden. Gegen den heftigen Widerstand der Ersten Kammer kam das Gesetz zur Ablösung des Zehnten im Herbst 1833 zustande. Weitere Gesetze verfügten die als Bauernemanzipation bezeichnete Aufhebung der verbliebenen Feudalrechte. Auf der Wiener Konferenz von 1834 nahm Staatsminister Sigismund Freiherr von Reitzenstein als Vertreter Badens teil. Er setzte sich in der Folge für die dort beschlossene Verschärfung der politischen Repression ein, was die politische Willensäußerung breiterer Bevölkerungsschichten auch in Baden einschränkte. Die beiden zwangspensionierten Professoren Karl von Rotteck und Karl Theodor Welcker brachten 1834 den ersten Band des Staatslexikons heraus. Es erschien in seiner ersten Ausgabe in 15 Bänden von 1834 bis 1843 und übte einen großen Einfluss auf das liberale Bürgertum in Deutschland aus.
Bereits im Herbst 1833 veröffentlichte Karl Friedrich Nebenius eine Denkschrift, in der er für einen Beitritt Badens zum Zollverein eintrat. Nach heftigen Debatten nahm die Zweite Kammer den von der Regierung ausgehandelten Vertrag über den Beitritt zum Deutschen Zollverein Anfang Juli 1835 mit 40 zu 22 Stimmen an. Die Opposition unter der Führung der Abgeordneten Rotteck und Welcker lehnte den Beitritt zwar vehement ab, für den badischen Staat und seine aufstrebende Industrie erwies sich der am 1. Januar 1836 vollzogene Beitritt zur Zollunion aber langfristig als sehr vorteilhaft.

Zum Jahresende 1835 trat der bisherige Außenminister Johann von Türckheim zurück. Nun sorgte Sigismund von Reitzenstein durch die Berufung des konservativen badischen Bundestagsgesandten Friedrich Karl Freiherr von Blittersdorff in dieses Amt für eine deutliche Verschiebung der Gewichte innerhalb der Regierung – im Kabinett überwogen nun die konservativen Minister. Der eher liberal eingestellte Innenminister Ludwig Georg Winter war mit seiner Gesinnung nun im Kabinett isoliert. 

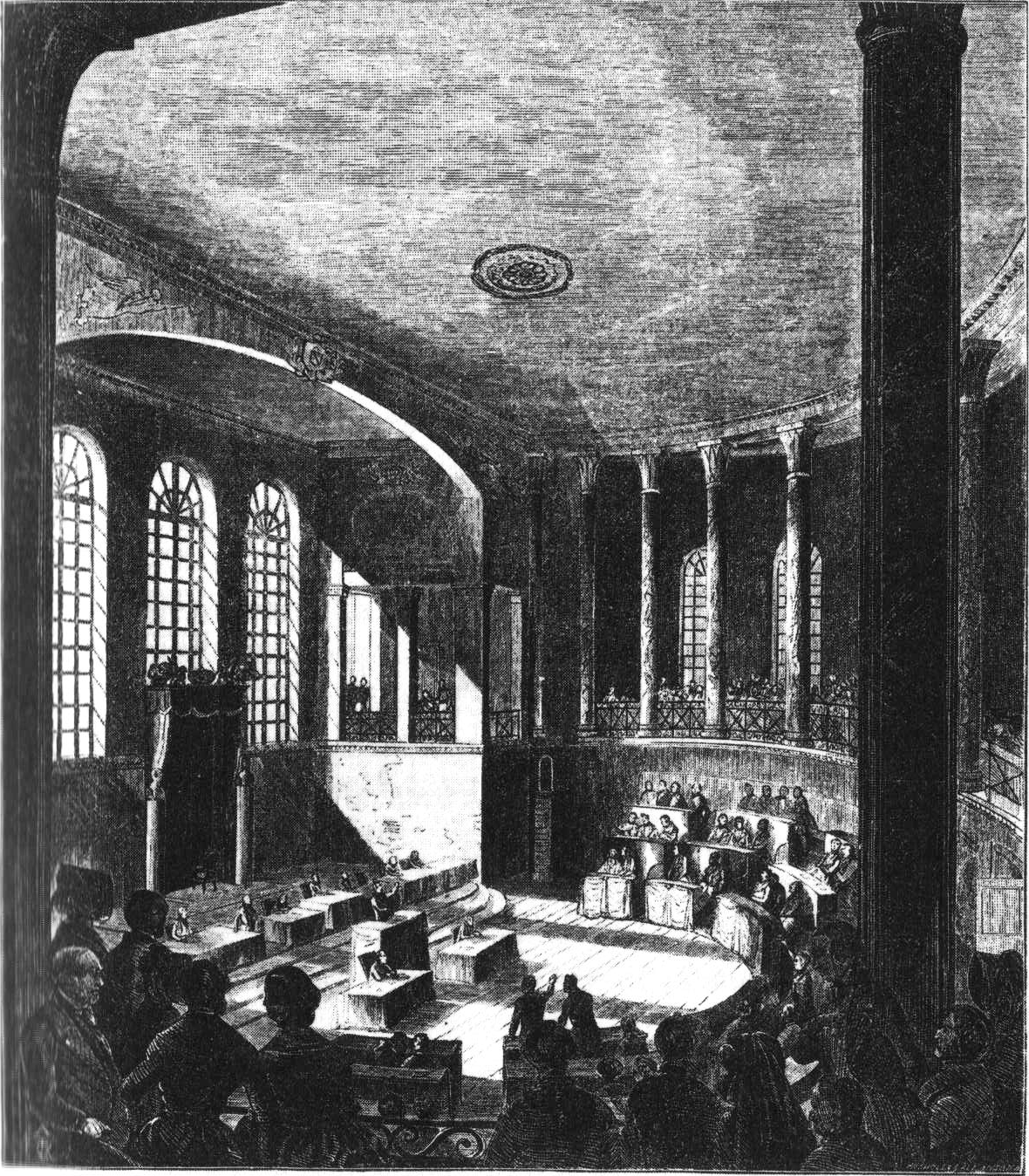
Zeitgenössische Darstellung einer Sitzung der Zweiten Kammer der Badischen Ständeversammlung im Jahr 1845

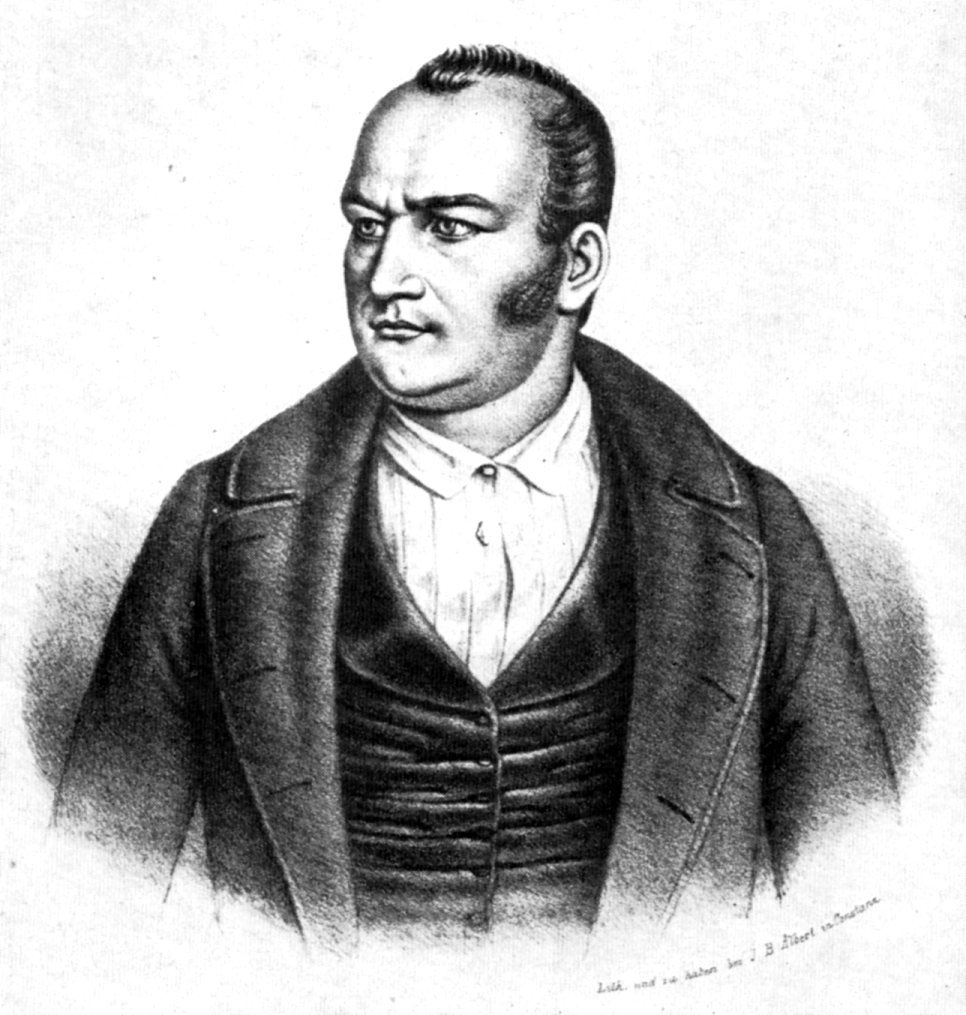
Joseph Fickler (1808–1865)

 Seit Juli 1836 erschienen in Konstanz die radikaldemokratischen Seeblätter, redigiert von Joseph Fickler. Am 25. April 1837 brachte Joseph von Buß im Landtag die soziale Frage zur Sprache. Seine berühmt gewordene „Fabrikrede“ gilt als die erste sozialpolitische Rede vor einem deutschen Parlament. Obwohl Buß die in Gang befindliche Industrialisierung insgesamt befürwortete, sah er die Nachteile für die Arbeiter und verlangte Hilfsmaßnahmen von Seiten des Staates. Die in der Rede genannten Vorschläge hatten visionären Charakter. Sie reichten von Arbeitszeitbeschränkungen über Unfallschutz bis hin zu Bildungsmaßnahmen und staatlicher Hilfe bei Existenzgründungen. Außerdem sollten die Landwirtschaft und das Handwerk zu Lasten der Industrie gefördert werden und ein eigenes Arbeitsministerium errichtet werden. Der Vorstoß hatte jedoch keine konkreten Maßnahmen zur Folge.
Die Regierung beantragte den Bau einer Eisenbahnstrecke von Mannheim über Heidelberg, Bruchsal, Karlsruhe, Rastatt, Offenburg und Freiburg bis Basel sowie einer Stichbahn zur Stadt Baden und einer Zweigstrecke nach Straßburg. Die Regierung und die Erste Kammer machten sich zunächst für eine Privateisenbahn stark, die liberale Opposition im Landtag trat jedoch von Anfang an für eine Eisenbahn in staatlicher Hand ein. Karl Friedrich Nebenius errang dafür schließlich eine Mehrheit in der Ersten Kammer eines außerordentlichen Landtages im März 1838. Er leitete dann vom 26. April 1838 bis 5. Oktober 1839 das Innenministerium in der nach ihm benannten Regierung Nebenius. Der Landtag ratifizierte die Verträge mit dem Großherzogtum Hessen-Darmstadt und der Freien Stadt Frankfurt über einen Anschluss nach Norden. Im September 1838 begann der Bau der Badischen Eisenbahn. Bei den Wahlen zum Landtag im Laufe des Februars und März 1839 errang die liberale Opposition einen Wahlsieg, womit auch die Bevölkerung ihre Zustimmung zur Staatseisenbahn zum Ausdruck brachte.

### Repressionspolitik in der Ära Blittersdorf
Mit dem Rücktritt Karl Friedrich Nebenius’ als Innenminister Anfang Oktober 1839 konnte nun der konservative Minister Friedrich Landolin Karl von Blittersdorf unangefochten das neue Kabinett als „Regierung Blittersdorf“ führen. Die durch die Rheinkrise 1840 ausgelöste nationalpatriotische Erregung interpretierte Blittersdorf als konservative Wende der öffentlichen Meinung und er ließ sich davon zu harten Maßnahmen gegen den Liberalismus verleiten. Eine von März bis Mai 1840 in der Zweiten Kammer des Landtags debattierte Strafrechtsreform scheiterte, weil die Erste Kammer die Zustimmung verschleppte. Mit Blick auf die Durchsetzung des Rechts auf Pressefreiheit forderte am 19. Juni 1840 Karl Theodor Welcker, den Einfluss des Deutschen Bundes auf die Mitgliedsstaaten einzuschränken. Nach den Ergänzungswahlen zum Landtag im April 1841 setzte Blittersdorff durch, dass zwei in die Zweite Kammer gewählten Richtern der für die Ausübung ihres Mandats nötige Urlaub verweigert wurde, was einen ernsten Konflikt mit der Opposition im Landtag auslöste. Die öffentliche Meinung unterstützte im Urlaubsstreit immer stärker die Opposition. Am 4. August 1841 vertagte der Großherzog die Kammer und warf ihr einen Tag später in einem Manifest vor, durch die Widersetzlichkeit in der Urlaubsfrage die notwendige Gesetzgebungsarbeit behindert zu haben. Auf Antrag von Johann Adam von Itzstein stellte die Zweite Kammer am 18. Februar 1842 fest, dass das Manifest des Großherzogs vom 5. August 1841 nicht verfassungskonform sei, weil es nicht vom Landtag ratifiziert worden war. Am darauffolgenden Tag löste Großherzog Leopold die Kammer auf.
Bei den Neuwahlen zur Zweiten Kammer im April und Mai 1842 trachtete die Regierung wieder durch Wahlbeeinflussung, sich eine konservative Mehrheit im Landtag zu verschaffen. Der Wahlkampf richtete sich erstmals und in einer bisher nicht gekannten Form der Politisierung direkt an das Wahlvolk. Die liberale Opposition strebte an, Blittersdorff aus dem Ministeramt zu entfernen; Der Wahlausgang kam der Opposition entgegen; zwar verfehlte sie die absolute Mehrheit knapp, aber die Partei der Regierungsanhänger war schwächer als sie. Von den 63 Mandaten errangen die Liberalen 31, die radikalen 22 darunter und die gemäßigt oppositionellen 9; die konservative ministerielle Partei brachte es hingegen nur auf 27 Mandate. 5 Abgeordnete waren unentschieden. Blittersdorff spielte die Bedeutung des Wahlergebnisses herunter und wollte die Kammer nur das Budget beraten lassen und ihre Zustimmung zu den geplanten Maßnahmen im Eisenbahnbau erwirken. Zum traditionellen Diner zur Eröffnung des Landtags lud der Großherzog dieses Mal allein regierungstreue Abgeordnete ein; bei früheren derartigen Anlässen hatte er immer alle eingeladen. Während der Etatberatungen ging die Opposition die Regierung heftig an und brachte viele andere politische Fragen auf. Am 19. August 1842 sprach die Zweite Kammer mit 34 zu 24 Stimmen der Regierung das Misstrauen aus, genehmigte aber nach langen Debatten im September 1842 das Budget, so dass der Landtag regulär zum Abschluss kam. Nach seiner Schließung ging der politische Streit in der Presse weiter. Vor allem die radikalen Seeblätter in Konstanz, die liberale Oberrheinische Zeitung in Freiburg und die Mannheimer Zeitung unterstützten die Opposition. Diese unterlief die Zensur, indem sie landespolitische Artikel in Zeitungen veröffentlichte, die außerhalb Badens erschienen, jedoch ohne Einschränkung in Baden verkauft werden durften. Anlässlich der Feiern zum 25. Jubiläum der badischen Verfassung am 22. August 1843 brachte die liberale Bewegung sogar fast 100.000 Teilnehmer auf die Beine. Angesichts dieser starken Teilnahme der Bevölkerung und weil er glaubte, nicht genügend Unterstützung aus Österreich zu erhalten, reichte Blittersdorff Ende Oktober 1843 seinen Rücktritt als Minister ein, zumal nun auch Kabinettsmitglieder sich gegen den konservativen Kurs der Regierungspolitik aussprachen.

### Letzte Jahre im Vormärz
Die letzten Jahre des Vormärz waren in Baden politisch entspannter als die Ära Blittersdorf zuvor. Die neue Regierung Boeckh trat wesentlich moderater auf, sie berief den Landtag im November 1843 zu umfangreichen Beratungen ein. Dadurch konnte im Februar 1845 die Strafrechtsreform zum Abschluss gebracht werden. Am 6. März 1845 wurde eine neue Gerichtsverfassung eingeführt, die auch auf unterer Ebene die Rechtspflege von der Verwaltung trennte. Das neue Strafgesetzbuch und die neue Strafprozessordnung traten in Kraft. Die praktische Umsetzung dieser Justizreformen zog sich jedoch wegen der revolutionären Ereignisse von 1848/49 noch bis in die fünfziger Jahre hin.
Nachdem der evangelische Pfarrer und Abgeordnete Karl Zittel am 8. Februar 1846 im Landtag eine Motion zur Gleichstellung des sogenannten Deutschkatholizismus mit den anderen christlichen Konfessionen eingebracht hatte, kam es, von ihm unbeabsichtigt, zu politischen Massenprotesten der römisch-katholischen Mehrheit, die die liberaldemokratischen und freisinnig orientierten Deutschkatholiken nicht auf eine Stufe mit sich gestellt sehen wollte. Etwa 50.000 Badener aus zahlreichen römisch-katholischen Gemeinden versammelten sich, um gegen Zittels Ideen zu protestieren. Auf diesen ungewohnten politischen Druck von Seiten katholischer Kreise reagierte die Regierung mit dem vermeintlich bewährten Instrument der Landtagsauflösung.

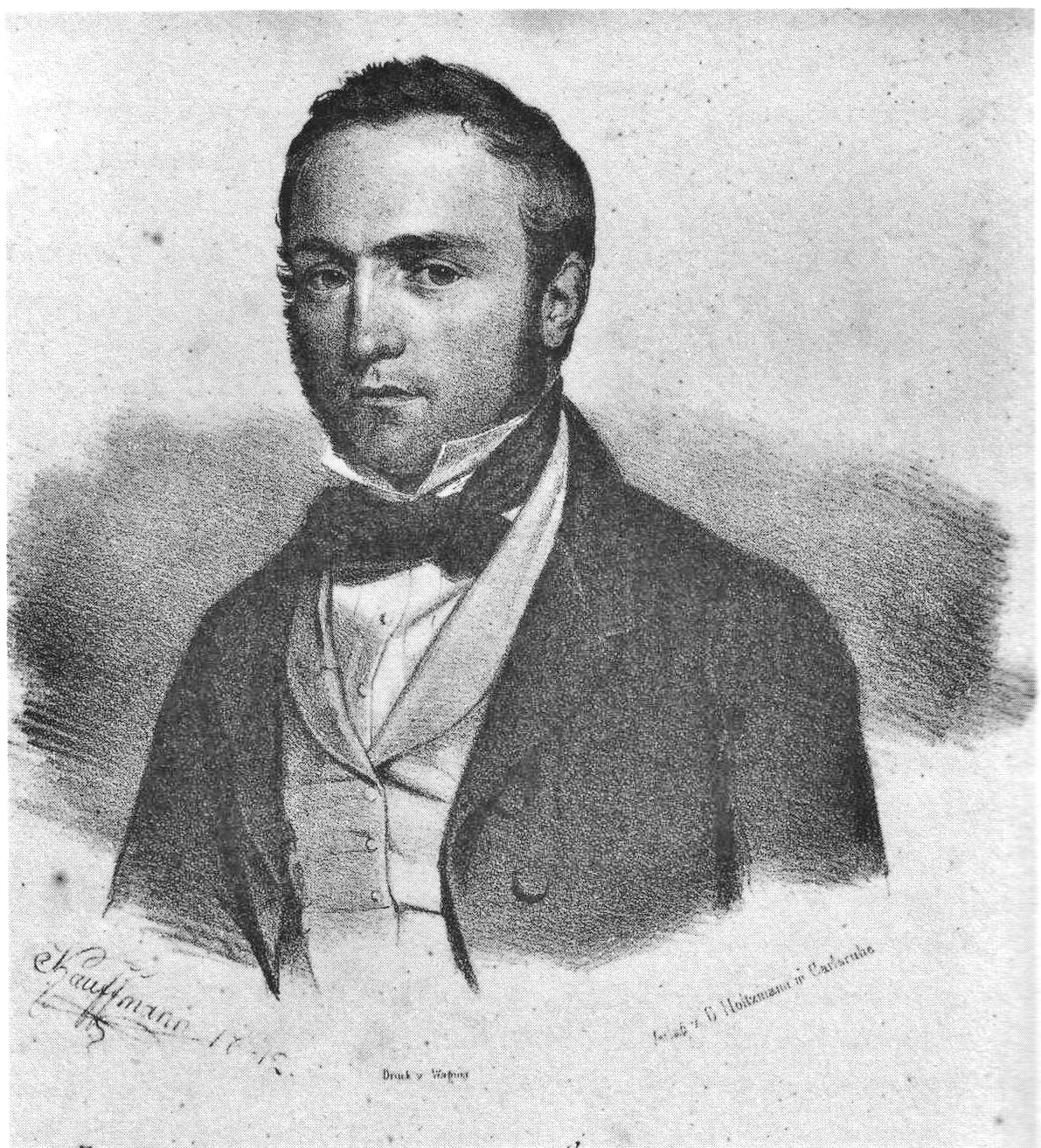
Friedrich Daniel Bassermann (1811–1855), einer der Wortführer der gemäßigten Liberalen

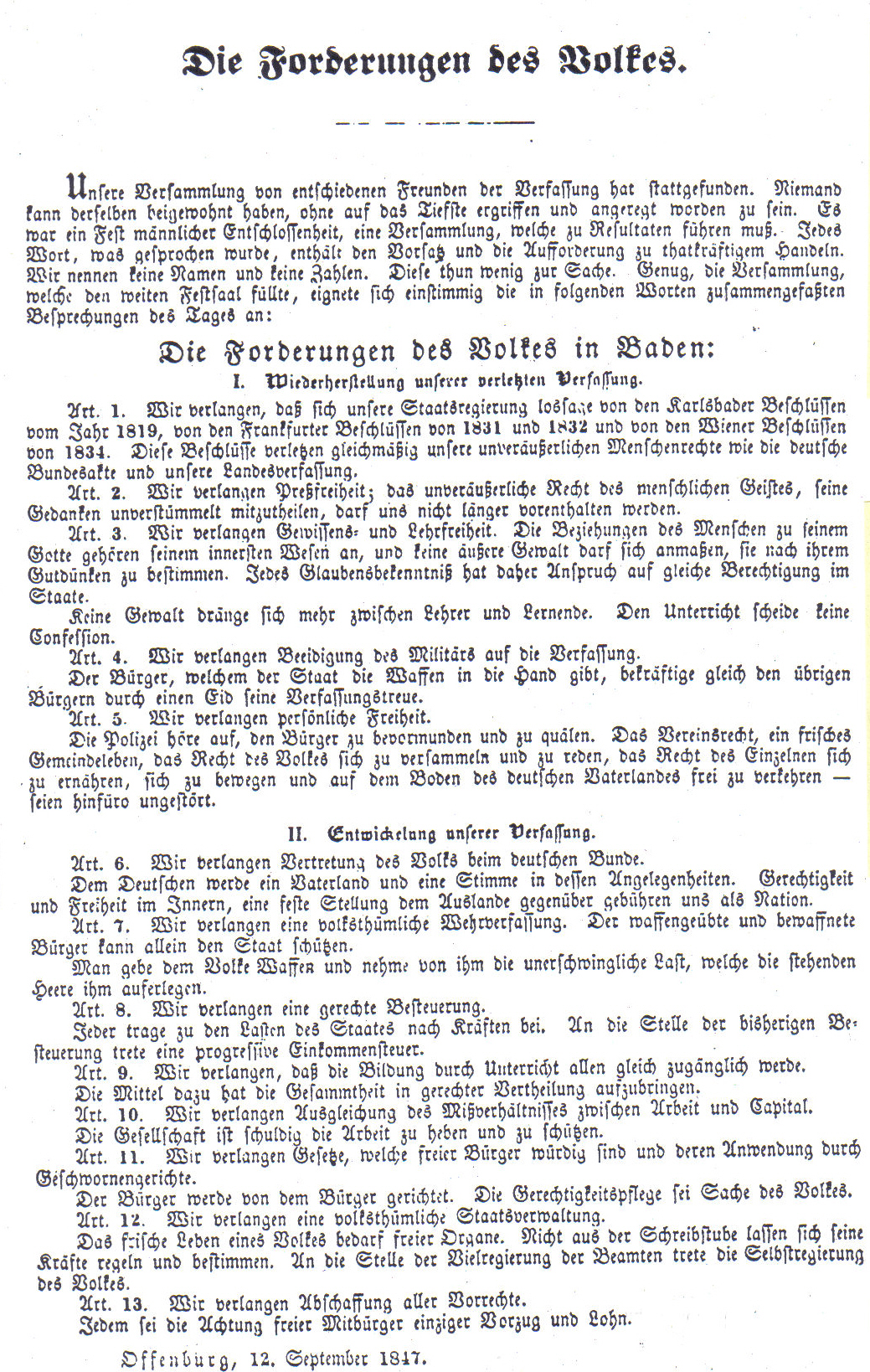
Flugblatt vom September 1847 mit den „Forderungen des Volkes“, den bei der Offenburger Versammlung formulierten Zielen der Radikaldemokraten

Bei der Landtagswahl im Mai 1846 errangen die Liberalen einen überwältigenden Sieg, die Zahl ihrer Mandate wuchs auf 36. Selbst der vorige Außenminister Blittersdorff, inzwischen wieder Gesandter beim Bundestag in Frankfurt, vertrat deshalb die Ansicht, dass man liberale Abgeordnete in die Regierungsverantwortung einbinden sollte, um der Proteststimmung die Spitze zu brechen. Wiederholte Missernten in den Vorjahren und im Jahre 1846 selbst brachten eine Inflation, die eine allgemeine Wirtschaftskrise auslöste. Zum Jahreswechsel 1846/47 erlebte das Land deshalb einen bedrückenden Hungerwinter, Auftakt zu einem ganzen Jahrzehnt der Krise, das Scharen von Landeskindern zu Bettlern machte und zur Auswanderung trieb. In dieser allgemeinen Krise trat der Abgeordnete Friedrich Hecker Mitte Oktober 1846 demonstrativ zu den Radikalen über, mit der Begründung, dass die Liberalen die Regierung Nebenius viel zu sehr schonten. Mit Josef Fickler und Gustav Struve führte nun Hecker die radikale Opposition. Um einen Bruch zwischen den liberalen und radikalen Abgeordneten der Opposition im Landtag abzuwenden, luden die Abgeordneten Karl Theodor Welcker, Friedrich Daniel Bassermann und Karl Mathy zu einer Versammlung nach Durlach ein, auf der die Differenzen zwischen den oppositionellen Strömungen beigelegt werden sollten. Jedoch erschienen weder Hecker noch Struve; der Bruch zwischen Liberalen und Radikalen war also Ende November 1846 vollzogen. Die gemäßigten Liberalen beschlossen daraufhin in Durlach am 29. November 1846 die Gründung der Deutschen Zeitung, die ein Organ des aufgeklärten bürgerlichen Liberalismus für ganz Deutschland sein sollte und ab dem Juli 1847 erschien. Mit der Bildung der Regierung Bekk Ende Dezember 1846 glaubten die gemäßigten Liberalen bereits am Ziel ihrer politischen Wünsche zu sein, obwohl die Regierung auch weiterhin dem Liberalismus keine größeren Zugeständnisse machen wollte.
Am 12. September 1847 versammelten sich mehrere hundert Anhänger der badischen Radikalen in Offenburg (Offenburger Versammlung). Im dortigen Gasthaus Zum Salmen legte Friedrich Hecker in seinen 13 Forderungssätzen des deutschen Volkes eine Grundsatzschrift vor, die die Schaffung einer demokratischen und sozialen Republik auf Basis der Selbstbestimmung des Volkes verlangte. Bei der Heppenheimer Tagung am 10. Oktober 1847 kam die Hälfte der 18 Teilnehmer, allesamt führende süd- und westdeutsche liberale Politiker, aus Baden. Sie forderten dort die Schaffung eines deutschen Nationalstaats und die Gewährung von Bürgerrechten.
Vor den Ergänzungswahlen zum Landtag im Oktober 1847 gingen Liberale und Radikale getrennt in den Wahlkampf. Die Radikaldemokraten konnten bei den Wahlmännern nur wenige Stimmen erringen, so dass die liberale Mitte im Landtag stärker wurde.

## Badische Revolution

### Die Revolution kündigt sich an

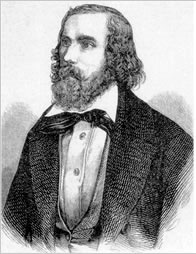
Friedrich Hecker (1811–1881)

Die Geschichte der badischen Revolution, die letztlich scheiterte, vollzog sich in drei Etappen: Im April 1848 unternahmen radikalrepublikanische Revolutionäre unter der Führung Friedrich Heckers und Gustav Struves einen Aufstand gegen die liberale Regierung des Großherzogs. Im September 1848 versuchte Gustav Struve mit seinen Anhängern erneut einen Putsch; die dabei in Lörrach ausgerufene deutsche Republik blieb jedoch eine Episode. Dem Scheitern der Frankfurter Nationalversammlung folgte schließlich im Mai und Juni 1849 der große badische Aufstand, an dem sich auch die Landesarmee beteiligte und der den Großherzog zur Flucht ins Ausland nötigte. Die sich dabei formierende Badische Revolutionsregierung konnte die Macht im Land jedoch nicht lange halten, denn die preußische Armee unter Führung des sogenannten Kartätschenprinzen warf die Revolution rasch nieder.
Schon zu Beginn des Jahres 1848 erhoben sich im badischen Landtag Stimmen, die eine deutliche Änderung der Zustände im Lande forderten. Am 12. Februar 1848 forderte Friedrich Daniel Bassermann in einer Motion die Umwandlung des Deutschen Bundes in einen Nationalstaat mit einer bundesstaatlichen Verfassung. Am 23. Februar 1848 debattierte der Landtag über die Pressezensur, deren Abschaffung dabei Karl Theodor Welcker verlangte. Als Reaktion auf die Februarrevolution in Frankreich stellte die Mannheimer Volksversammlung vom 27. Februar 1848 einen Katalog von Forderungen auf, darunter die Verantwortlichkeit der Minister gegenüber dem Landtag, die Vereidigung der Armee auf die Verfassung, die Abschaffung noch bestehender feudaler Vorrechte, die Errichtung von Geschworenengerichten und die Aufhebung der Ausnahmegesetze. Am 29. Februar 1848 stellte die Regierung die Erfüllung zentraler Forderungen der Opposition in Aussicht; sie versprach im Landtag die Einführung von Schwurgerichten und die Abschaffung der Pressezensur. Außerdem sollte die Bewaffnung der Bürger die Gefahr eines für möglich gehaltenen Kriegs mit einer sich wieder expansiv gebärdenden französischen Republik eindämmen.
Am 1. März 1848 fand in Karlsruhe eine Massendemonstration statt; die Demonstranten zogen vor das Ständehaus und Friedrich Hecker trug ihre Forderungen in der Zweiten Kammer vor; sie entsprachen weitgehend dem Programm der Radikaldemokraten. Die Kammermehrheit machte sich die Forderungen schließlich zu eigen und die Regierung sagte deren Erfüllung zu. Zuerst setzte Johann Baptist Bekk das Pressegesetz von 1831 und damit die Pressefreiheit wieder in Geltung. Am 9. März bestallte der Großherzog eine neue sogenannte Märzregierung, das liberale Kabinett Hoffmann. Karl Theodor Welcker löste beim Bundestag in Frankfurt den reaktionären Gesandten Blittersdorff ab. Was das liberale Bürgertum in anderen deutschen Ländern wie etwa Preußen oder Österreich im Rahmen der Märzrevolution noch vergeblich forderte, eine liberal zusammengesetzte Regierung auf Basis einer Landeskonstitution, war im Großherzogtum Baden also bereits im März 1848 verwirklicht. Dies genügte jedoch den badischen Radikaldemokraten nicht.
Ihre am 19. März 1848 einberufene Volksversammlung in Offenburg, an der sich 20.000 Badener beteiligten, stellte nun Forderungen auf, die weit über die liberale Reformgesetzgebung hinausgingen. Verlangt wurde zum Beispiel eine Neugestaltung der beiden Kammern des Landtages. In jeder Gemeinde wurden Vaterländische Vereine in Aussicht gestellt, auf deren Grundlage eine straffe Zentralorganisation entstehen sollte.
Am 31. März 1848 gelang es den Führern der badischen Radikalen Friedrich Hecker und Gustav Struve nicht, sich im Frankfurter Vorparlament mit ihrem Aktionsprogramm durchzusetzen und sie verfehlten den Einzug in den Ausschuss, der die Bildung der deutschen Nationalversammlung überwachen sollte. Am 10. April 1848 trat das badische Gesetz zur Aufhebung der feudalen Rechte der Standesherren in Kraft.

### Der Heckerzug im April 1848 und seine Folgen

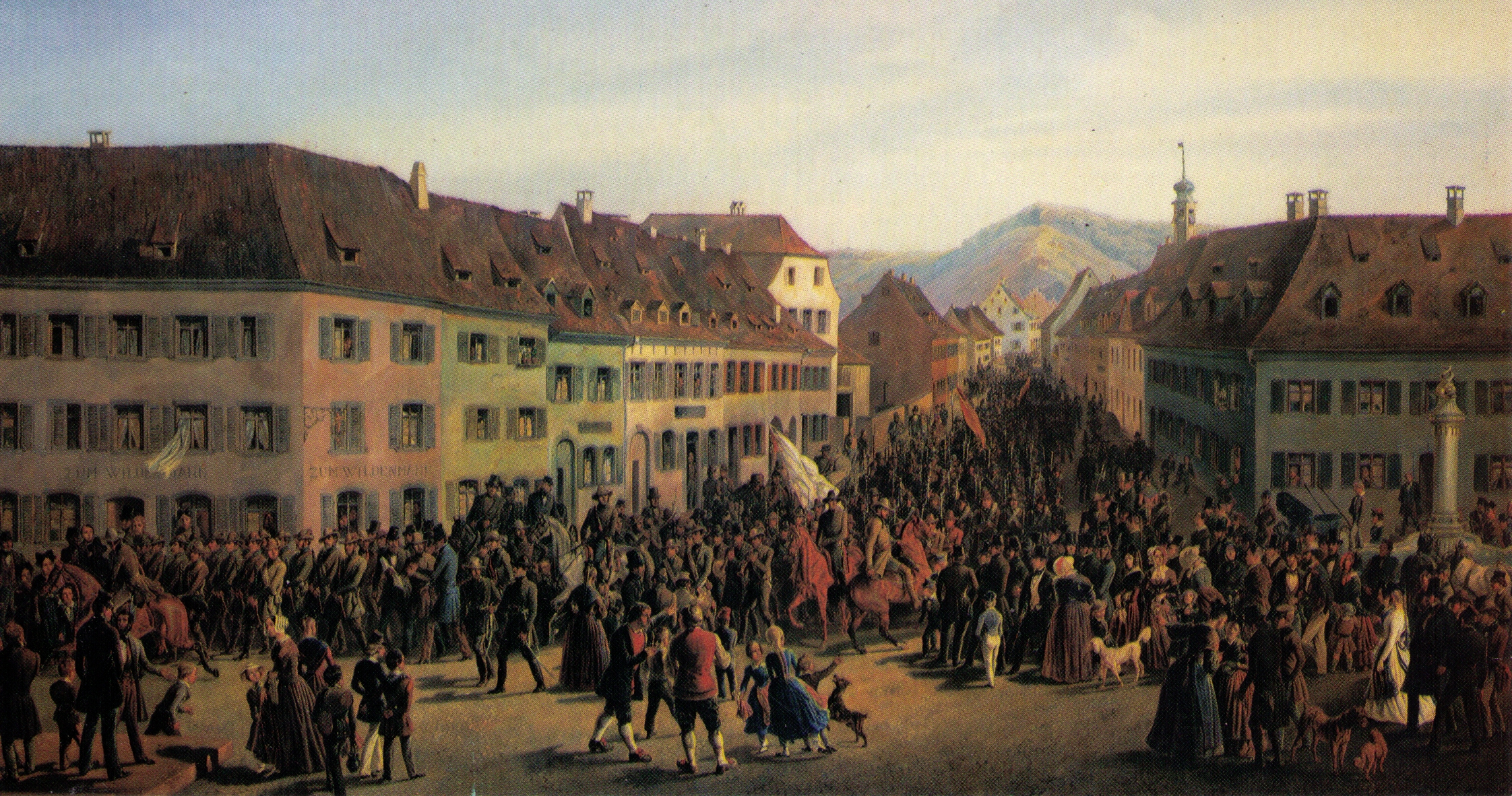
Einzug einer Freischärlerkolonne unter Gustav Struve in Lörrach am 20. April 1848 auf dem Weg zur Unterstützung des Heckerzugs beim Gefecht von Kandern. (Ölgemälde von Friedrich Kaiser)

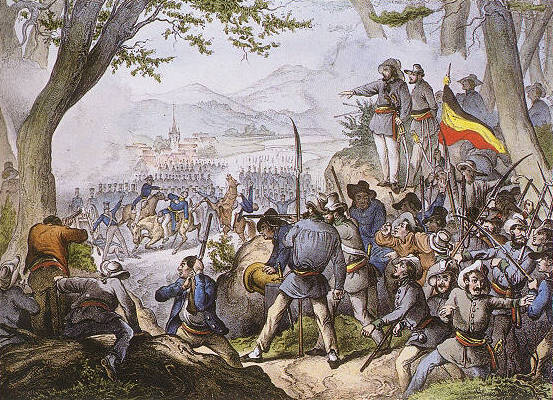
Zeitgenössische Lithographie des Gefechts bei Kandern aus der Perspektive der Revolutionäre am 20. April 1848, bei der der Heckeraufstand niedergeschlagen wurde

Nachdem Josef Fickler am 2. April auf einer Volksversammlung die Abschaffung der Monarchie gefordert hatte, wurde er am 8. April 1848 auf der Durchreise im Karlsruher Hauptbahnhof verhaftet. Dies veranlasste Armand Goegg, die 400 demokratischen Volksvereine zu Protestaktionen zusammenzuführen. Als weitere Folge kam es zu dem von Friedrich Hecker und Gustav Struve vom 13. bis 20. April 1848 durchgeführten ersten badischen Aufstand. Hecker und Struve begaben sich nach Konstanz und riefen die Republik aus. Die wehrfähigen Männer des Seekreises sollten sich zu einem bewaffneten Zug durchs Oberland formieren. Statt der erwarteten 40.000 Männer nahmen aber nur 3000 bis 4000 am Aufstand teil. Die badische Armee konnte mit Unterstützung von Bundestruppen sofort 30.000 Mann ins Feld führen und schlug den so genannten Heckerzug in Gefechten bei Kandern, bei Steinen und bei Günterstal blutig nieder. Die zur Unterstützung Heckers vom sozialistischen Dichter Georg Herwegh angeführte aus dem französischen Exil heranrückende Deutsche Demokratische Legion wurde am 27. April 1848 im Gefecht bei Dossenbach in der Nähe der Stadt Schopfheim aufgerieben. Die Armee nahm das ebenfalls von den Aufständischen besetzte Freiburg sowie Mannheim ein und unterstellte es wieder der Regierung in Karlsruhe. Die radikalen Anführer flohen ins benachbarte Ausland, nach Frankreich oder in die Schweiz. Die Regierung verbot die oppositionellen demokratischen Volksvereine, darunter auch alle Gesangs- und Turnvereine und übte eine scharfe Zensur aus. Die Missstände im sozialen Bereich hatten den Unmut weiter Bevölkerungskreise beflügelt. Deshalb beachteten viele Badener die Verbote kaum.
Bei der Wahl zur Deutschen Nationalversammlung im April und Mai 1848 gewannen überwiegend linke Gruppierungen die 19 badischen Mandate, weil viele gemäßigt liberale und konservative Wähler der Abstimmung fernblieben. Am 18. Mai 1848 fand die Eröffnung der Nationalversammlung in Frankfurt statt.

### Erneute Erhebung unter Gustav Struve

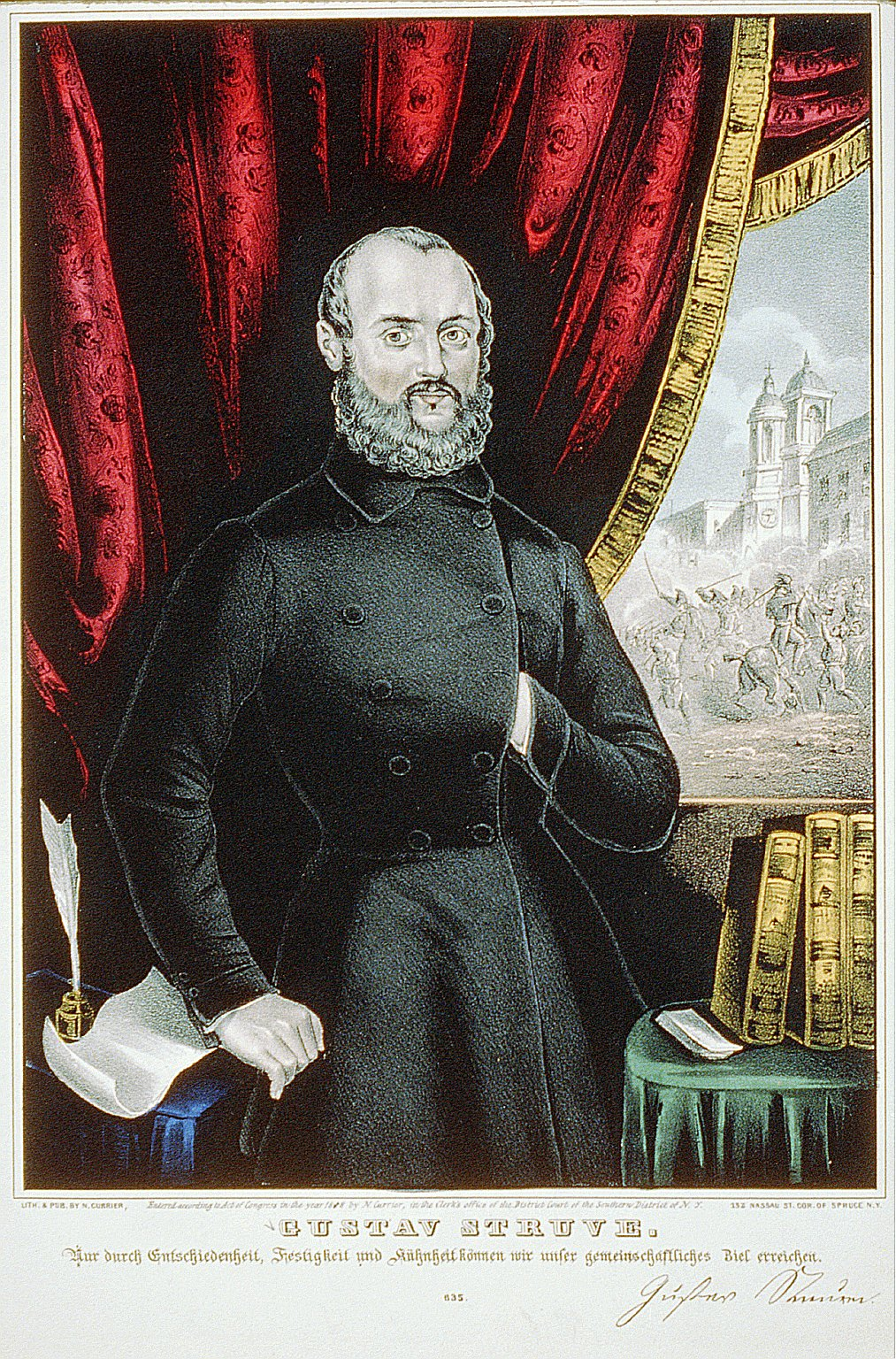
Gustav Struve (1805–1870)

Den Anlass für den zweiten badischen Putschversuch bot die in Frankfurt tagende Nationalversammlung. Diese hatte eine Übergangsregierung in Form der Provisorischen Zentralgewalt eingesetzt. Die Übergangsregierung billigte einen Waffenstillstand Preußens mit Dänemark nach bewaffneten Auseinandersetzungen um die nationale Zugehörigkeit Schleswigs. Die radikale Linke protestierte dagegen und organisierte gewaltsame Unruhen in Frankfurt. Diese Nachrichten aus Frankfurt beflügelten die Gedanken der badischen Revolutionäre im Exil.
Vom 21. bis zum 23. September 1848 kam es deshalb zum zweiten badischen Aufstand, dem sogenannten Struve-Putsch. Gustav Struve trat am 21. Juni von der Schweiz über die Grenze nach Baden und rief in Lörrach die Deutsche Republik aus. Mit einer kleinen Gruppe von Anhängern zog er Richtung Norden. Am dritten Tag stellte ihn die Badische Armee bei Staufen und schlug den Aufstand nieder. Dabei geriet Struve in Gefangenschaft.

### Zwischen dem zweiten und dem dritten Aufstand
Mitte Oktober 1848 beriet der badische Landtag in aufgeheizter Atmosphäre Fragen der Sozialpolitik. Die badische Regierung wollte jedoch keine Entscheidungen zulassen, die später hätten geändert werden müssen, sobald die erwartete Reichsverfassung aus der Frankfurter Paulskirche gekommen wäre. Dennoch setzte der badische Landtag die Abschaffung der Todesstrafe, die Einrichtung von Schwurgerichten und die Gleichbehandlung der Religionsgemeinschaften durch. Damit erhielten die männlichen Juden die allgemeinen bürgerlichen Rechte auf Landesebene, nicht aber auf kommunaler Ebene! Trotzdem war dies ein weiterer Schritt auf dem Weg zur jüdischen Emanzipation. Knapp ein Drittel der badischen Abgeordneten unter Führung von Christian Kapp sprach der derzeitigen Zweiten Kammer die Existenzberechtigung ab und forderte die Wahl einer badischen Nationalversammlung.
Als die deutsche Nationalversammlung in Frankfurt Ende Dezember 1848 im Rahmen der Grundrechte das Recht der Vereinsfreiheit garantierte, musste die badische Regierung den demokratischen Volksvereinen freie Hand lassen. Unter dem Vorsitz des Anwalts Lorenz Brentano bildete sich ein Landesverband, dessen eigentliche Führungsfigur jedoch der zweite Vorsitzende Amand Goegg wurde. Der Verband bestand aus rund 400 Ortsgruppen mit etwa 35.000 Mitgliedern. Als Gegenbewegung zu den demokratischen Volksvereinen entstand auf Seiten der gemäßigten Liberalen im Februar 1849 der Landesverband der „vaterländischen Vereine“. Dieser in Durlach gegründete Verband fand jedoch kaum Zustimmung und brachte es auf lediglich 4000 Mitglieder in 35 Ortsvereinen.
Am 11. Januar 1849 sprach sich die Zweite Kammer des badischen Landtags für die Kleindeutsche Lösung mit dem preußischen König an der Spitze einer erblichen Monarchie aus. Am 17. Februar 1849 fasste die Kammer den Beschluss, der Regierung einen Gesetzentwurf für eine neue Wahlordnung vorzulegen. Mit dem Hinweis auf die neuen Grundrechte gemäß der Paulskirchenverfassung sollten alle Standesvorrechte aufgehoben werden, so dass auch die Mitglieder der Ersten Kammer gewählt und nicht mehr ernannt werden durften. Mitte April 1849 beriet der badische Landtag den Gesetzentwurf für die neue Wahlordnung. Die Erste Kammer sollte demnach im Dreiklassenwahlrecht mit Drittelung des Steuerkapitals bestellt werden. Es sollte also zukünftig nicht mehr der Stand, sondern das Vermögen privilegiert werden. Für die auf 55 Mandate zu verkleinernde Zweite Kammer sollte das Reichswahlgesetz Anwendung finden. Die Zweite Kammer stimmte dem Entwurf nach einigen Änderungen zu. Die Abstimmung der Ersten Kammer fand nicht mehr statt, ehe es zum Ausbruch der Mai-Revolution kam.
Der 28. März 1849 markierte ein wichtiges Datum, denn an diesem Tag verabschiedete die Nationalversammlung in der Paulskirche in Frankfurt nach langen Auseinandersetzungen die Deutsche Reichsverfassung. Am 11. April 1849 verkündete die badische Regierung, dass Großherzog Leopold die Reichsverfassung anerkenne. Weitere 28 deutsche Landesregierungen folgten diesem Beispiel. Die große badische Mai-Revolution von 1849 hatte ihre eigentliche Ursache in der am 28. April 1849 erfolgten Ablehnung der deutschen Kaiserkrone durch den König von Preußen. König Friedrich Wilhelm IV. wollte diesen Titel nicht annehmen, da er auf einer demokratischen Entscheidung gewählter Abgeordneter der Nationalversammlung beruhte (vgl. Kaiserdeputation). Dies widersprach seinen Vorstellungen vom Gottesgnadentum. Die Nationalversammlung in Frankfurt forderte nun das Volk in den deutschen Ländern auf, die gesamtdeutsche Verfassung dennoch zur Geltung zu bringen. Die daraufhin einsetzende Volksbewegung für die beschlossene Reichsverfassung, die sogenannte Reichsverfassungskampagne, führte an mehreren Kristallisationskeimen – insbesondere aber in Baden – zur Mairevolution.

### Mairevolution 1849

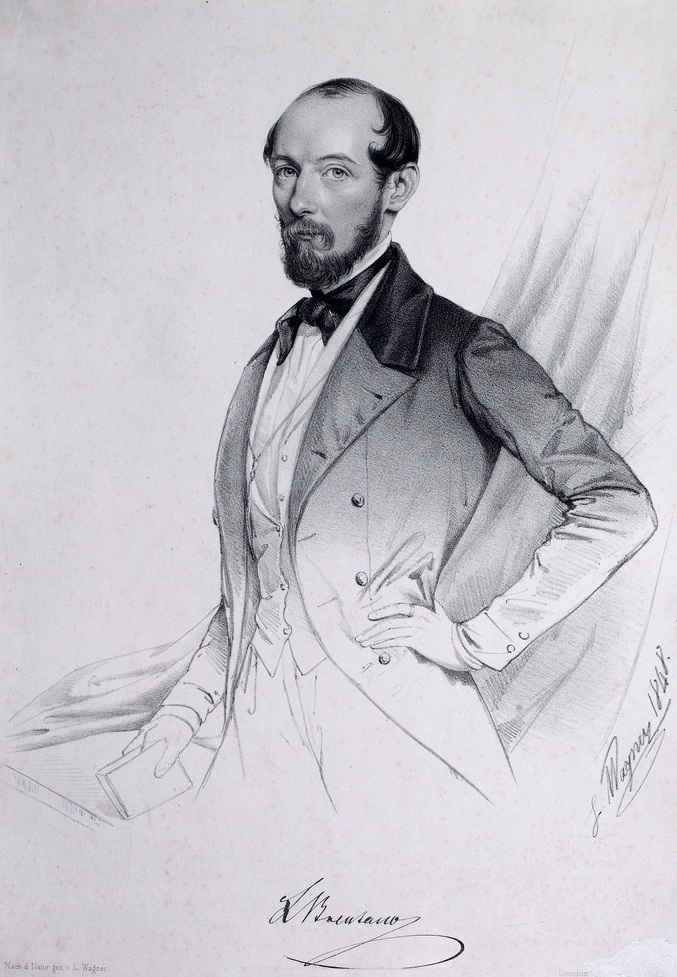
Lorenz Brentano (1813–1891)

Am 12. Mai 1849 kam es in der Bundesfestung Rastatt zu einer Militärmeuterei. Desolate militärische Zustände hatten zu einer lange aufgestauten Unzufriedenheit in der Armee geführt, die sich nun in einem offenen Aufruhr entlud, nachdem der revolutionäre Gedanke auf die Truppe übergesprungen war. Die badischen Radikalen beriefen am 13. Mai 1849 eine Landesversammlung der Volksvereine nach Offenburg, an der etwa 40.000 Menschen teilnahmen, darunter auch viele Soldaten. Eine Delegation der Volksvereine legte dem Innenminister Johann Baptist Bekk drei Forderungen vor: es sollte die großherzogliche Regierung Hoffmann zurücktreten, die Revolutionäre des Jahres 1848 Amnestie erhalten und eine verfassunggebende Landesversammlung gewählt werden. Dafür zeigte Bekk jedoch kein Verständnis und beharrte auf der Einhaltung der bestehenden Verfassung und Gesetzmäßigkeit. Der in Offenburg gewählte Landesausschuss unter der Führung Lorenz Brentanos ließ nun folgende Beschlüsse verabschieden: Die Bildung einer revolutionären Regierung Brentano, die Einberufung einer konstituierenden Landesversammlung sowie die Zusammenlegung von Volkswehr und Armee. Der Landesausschuss sollte dauerhaft in Rastatt tagen. Nachdem am selben Tag auch das Militär in der Karlsruher Garnison meuterte und es in der Residenzstadt zu Unruhen kam, ergriff Großherzog Leopold die Flucht über das Elsass ins Rheinland. Einen Tag später, am 14. Mai 1849, trat der Landtag zu seiner letzten Sitzung zusammen. Eine offizielle Schließung fand jedoch nicht statt. Nach 182 Tagessitzungen lag die Macht nun allein beim Landesausschuss der Volksvereine.
Am 3. Juni 1849 stimmten die wahlberechtigten Männer Badens nach der Wahlordnung der deutschen Nationalversammlung über die Zusammensetzung einer konstituierenden Landesversammlung ab. Die Wahl verlief bei geringer Beteiligung weitgehend störungsfrei. Die Abgeordneten der Verfassunggebenden Versammlung Badens von 1849 gehörten dem Mittelstand an und waren im Schnitt 39 Jahre alt. Nachdem der geflohene Großherzog Leopold auf preußischen Druck am 6. Juni 1849 die neue konservative Exilregierung Klüber ernannt hatte und Beitrittsverhandlungen zu dem Dreikönigsbündnis zwischen Preußen, Sachsen und Hannover aufgenommen hatte, sagte die preußische Regierung zu, der Bitte des Großherzogs nach Beistand nachzukommen und gegen die badische Revolution militärisch vorzugehen.

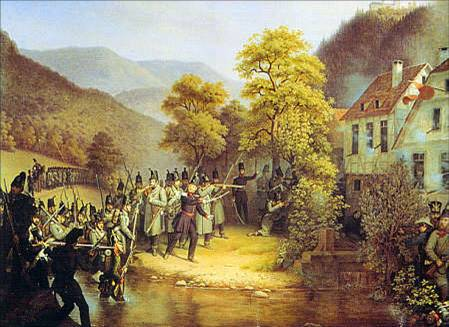
Franz Seraph Stirnbrand (1788–1882): Gefecht in Gernsbach am 29. Juni 1849

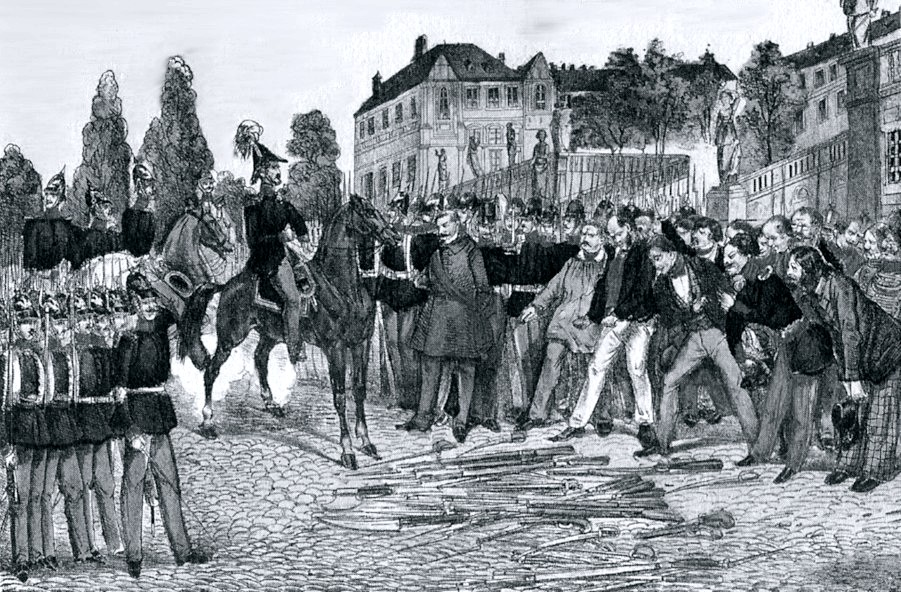
Kapitulation der revolutionären Besatzung von Rastatt gegenüber den Truppen des Deutschen Bundes am 23. Juli 1849

Am 10. Juni 1849 wurde die konstituierende Landesversammlung in Rastatt feierlich eröffnet. Bis zum 30. Juni fanden 14 öffentliche und zwei geheime Sitzungen statt. Die Delegierten behandelten überwiegend aktuelle Themen des Zeitgeschehens. Es schälten sich zwei Fraktionen heraus: die gemäßigte Linke wollte die Monarchie vorläufig erhalten, wohingegen die entschiedene Linke für die Republik eintrat. Am 13. Juni 1849 bestätigte die Landesversammlung Lorenz Brentano als Vorsitzenden der Revolutionsregierung. Der Rechtsanwalt und Vorsitzende des Landesausschusses der Volksvereine wurde an die Spitze des Dreierkollegiums gewählt, welches die Regierungsgeschäfte des Landes führte.
Ab dem 14. Juni 1849 musste die Badische Volksarmee gegen die Armee der Fürsten des Deutschen Bundes zum Kampf antreten. An der Neckarlinie führten die badischen Truppen unter dem Befehl des polnischen Offiziers Ludwik Mierosławski einen aussichtslosen Kampf gegen die feindliche Übermacht. Diese stand unter dem Befehl des preußischen Thronfolgers Prinz Wilhelm. Am 21. Juni 1849 erlitten die badischen Revolutionäre im Gefecht bei Waghäusel eine entscheidende Niederlage. Der Gegner zwang sie zum Rückzug hinter die Murglinie. Auch diese mussten sie am 29. Juni aufgeben und sich in den Süden des Landes zurückziehen. Von dort flüchteten die Reste der Revolutionsarmee am 11. Juli 1849 in die Schweiz. Am 23. Juli 1849 kapitulierten die letzten verbliebenen Aufständischen in der eingeschlossenen Festung Rastatt. Damit endete die badische Mairevolution. Ganz Baden war nun von preußischen Truppen besetzt. Die Regierung des Großherzogs arbeitete bereits seit Anfang Juli wieder in Karlsruhe. Am 18. August 1849 kehrte auch Großherzog Leopold aus dem Exil zurück. Die staatsrechtliche Kontinuität wurde durch die traditionelle Schließung des Landtags im November 1849 wiederhergestellt.

## Politische Entwicklung von 1849 bis 1900

### Ära der Reaktion
Baden blieb in der Reaktionsära einstweilen unter der Kontrolle des preußischen Militärs. Somit war Badens Souveränität nach 1849 stark eingeschränkt durch die Abhängigkeit von der Politik Preußens. Die preußische Unionspolitik, an deren Anfang das sogenannte Dreikönigsbündnis stand, rief die Gefahr eines Kriegs zwischen Preußen und Österreich hervor. Im Falle einer preußischen Niederlage drohte Baden die Zerstückelung unter den süddeutschen Nachbarländern Bayern und Württemberg, welche auf Seiten Österreichs standen. Mit der Olmützer Punktation war diese Gefahr schließlich gebannt. Die Stationierung der preußischen Besatzungstruppen verschlang jedoch große Summen an Steuergeldern, wenngleich in der Krise Anfang November 1850 ein Großteil der preußischen Truppen aus Baden abgezogen wurde, um gegen Österreich in Stellung zu gehen. Das Kriegsrecht blieb in Baden noch bis zum 1. September 1852 bestehen.
Bei den Ergänzungswahlen zum Landtag im Jahre 1850 konnten die Liberalen ihre Mehrheit in der Zweiten Kammer zwar erhalten, zeigten sich aber bereit zu Kompromissen mit der Regierung. Im Oktober 1850 ernannte Großherzog Leopold als Nachfolger des zurückgetretenen Außenministers Friedrich Adolf Klüber den reaktionären Diplomaten Ludwig Freiherr Rüdt von Collenberg zum Staatsminister des großherzoglichen Hauses und der auswärtigen Angelegenheiten und somit de facto zum Vorsitzenden der Regierung Rüdt. Rüdt galt im Gegensatz zu dem aus Preußen stammenden Klüber als eher Österreich nahestehend. Auf der am 23. Dezember 1850 in Dresden eröffneten Ministerialkonferenz zur Neugestaltung des Deutschen Bundes gelang es Rüdt, das nach der Revolution in Baden zerstörte Vertrauen in die Zuverlässigkeit seines Landes wiederherzustellen. Die Landtagswahlen im Oktober 1851 führten zu einer konservativen Mehrheit, so dass die Regierung künftig Rückendeckung aus der Zweiten Kammer erwarten durfte. So blieb dies auch in den drei darauf folgenden Landtagen bis 1858.
Mit dem Tod Großherzog Leopolds am 24. April 1852 begann die über ein halbes Jahrhundert andauernde Regierungszeit von Friedrich I. Von 1852 bis 1856 war Friedrich zunächst Regent für seinen älteren Bruder Ludwig II., der zwar formal den Titel eines Großherzogs führte, jedoch wegen einer Geisteserkrankung von Anfang an regierungsunfähig war. Am 5. September 1856 nahm der badische Regent offiziell den Titel eines Großherzogs an, da inzwischen klar war, dass sein älterer Bruder nicht mehr gesund werden würde. Großherzog Friedrich heiratete am 20. September 1856 die preußische Prinzessin Luise und wurde damit zum Schwiegersohn des späteren ersten Deutschen Kaisers. Diese Ehe erklärt die enge Bindung Badens an Preußen für die zweite Hälfte des 19. Jahrhunderts.

### Beginn des Konflikts mit der katholischen Kirche

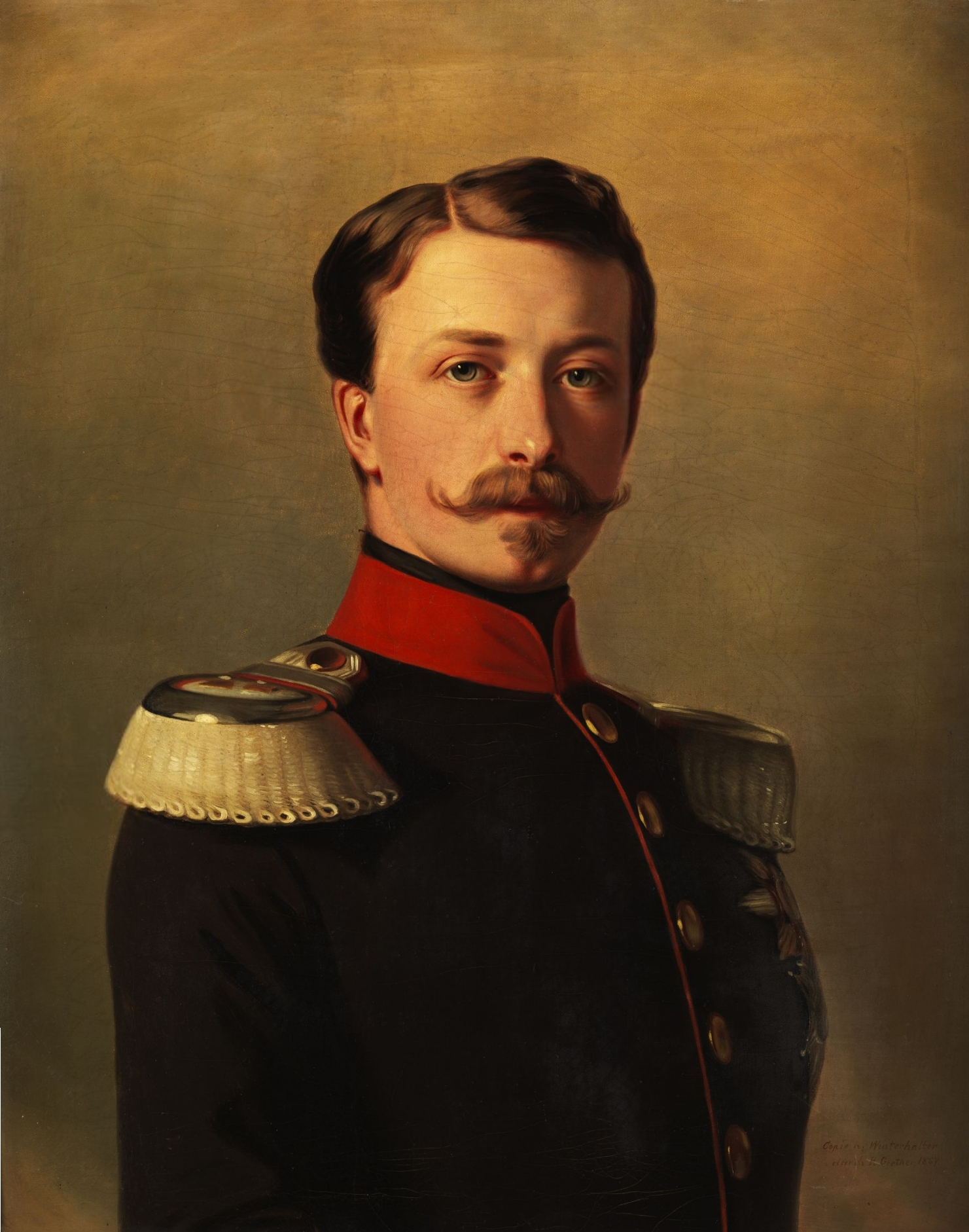
Der noch junge Großherzog Friedrich von Baden auf einem Gemälde aus dem Jahre 1857

Obwohl annähernd zwei Drittel der Bevölkerung Badens Katholiken waren, dominierte in der politischen Führung des Landes der Protestantismus. Sowohl der Großherzog als auch die Mehrheit der Minister und höheren Beamten waren evangelisch. Über den katholischen Oberkirchenrat in Karlsruhe übte der badische Staat einen mächtigen Einfluss auf die Kirche aus. Dieses Staatskirchensystem wurde insbesondere von liberalen Kreisen befürwortet, nicht jedoch von der Kirche selbst. Dies war der Nährboden für einen Konflikt des badischen Staates mit der katholischen Kirche, der als Badischer Kulturkampf in die Geschichte einging. Der Erzbischof von Freiburg, Hermann von Vicari, wollte Anfang der 1850er Jahre für seine Kirche eine größere Unabhängigkeit von der staatlichen Bevormundung erwirken. Es gab heftige Auseinandersetzungen zwischen dem Erzbistum und dem Oberkirchenrat, die in der Belegung badischer Beamter mit dem großen Kirchenbann gipfelten. Deshalb wurde Vicari im Mai 1854 unter Hausarrest gestellt, ehe ein im Sommer 1854 geschlossenes Interim zwischen Baden und der Kurie den Streit vorläufig beendete und der Kirche bereits sehr entgegenkam.
Die beiden leitenden Minister des Kabinetts Stengel-Meysenbug arbeiteten in der Frage des Konflikts mit dem Erzbistum Freiburg auf eine endgültige Konvention mit Rom hin, in der die Rechte der Kirche noch einmal ausgeweitet werden sollten. Nachdem der Vertrag im Juni 1859 von den Bevollmächtigten beider Seiten vorläufig unterzeichnet war, regte sich Widerstand bei den Liberalen. Nach einem entfachten Sturm der Entrüstung siegten diese bei den Erneuerungswahlen zum Landtag im September 1859 und organisierten Ende November 1859 eine Protestversammlung gegen eine starke autonome katholische Kirche und somit gegen die geplante Kirchenkonvention. Bei einer Abstimmung in der Zweiten Kammer am 30. März 1860 lehnten die Abgeordneten mit 46 gegen 15 Stimmen die Konvention als verfassungswidrig ab. Daraufhin entließ Großherzog Friedrich die beiden konservativen Minister Franz von Stengel und Wilhelm Rivalier von Meysenbug und bildete das Kabinett Stabel, an dessen Spitze die beiden liberalen Wortführer Anton Stabel und August Lamey traten.
Nachdem der Sardische Krieg mit einer österreichischen Niederlage geendet hatte, fürchteten die süddeutschen Staaten eine mögliche Fortsetzung des Kriegs zwischen Österreich und Frankreich auf ihren Territorien. Der preußische Prinzregent Wilhelm lud deshalb die europäischen Fürsten vom 16. bis 18. Juni 1860 zu einem gesellschaftlichen Großereignis nach Baden in Baden. Auch der französische Kaiser Napoleon III. kam zum Kongress der Fürsten nach Baden-Baden und versicherte, dass diese Gefahr nicht bestehe.

### Politik der neuen Ära
Von 1860 bis 1866 vollzog sich in Baden die Politik der „neuen Ära“. In seiner Osterproklamation vom 7. April 1860 kündigte Großherzog Friedrich ein Reformprogramm an, dessen Ziel die Erfüllung wesentlicher Forderungen des Liberalismus sein sollte sowie die Lösung der nationalen Frage, auch unter Preisgabe der badischen Souveränität. Die Kirchen wollte der Großherzog weiterhin unter starker staatlicher Kontrolle sehen. Noch im gleichen Jahr regelten fünf neue Gesetze das Verhältnis von Staat und Kirche. Ein neu errichtetes Handelsministerium unter der Leitung von Gideon Weizel arbeitete ein Gewerbegesetz aus. Der geistige Vater des Programms der neuen Ära war ein Studienfreund des Großherzogs, der liberale Abgeordnete Franz von Roggenbach, welcher im Mai 1861 das Außenministerium übernahm.
Am 14. Juli 1861 erschütterte das Attentat des Studenten Oskar Becker die Öffentlichkeit. Er gab in der Stadt Baden zwei Schüsse auf den König von Preußen ab. Dieser trug aber nur eine leichte Verletzung davon.
Im Rahmen der neuen Ära vollzog die badische Regierung 1864 eine Verwaltungsreform, so dass es statt der vier Kreisregierungen nun 59 direkt dem Innenministerium unterstellte Bezirksämter gab, die zu Kreisen und insgesamt vier Landeskommissariaten zusammengefasst wurden. Weitere Reformen brachten eine neue vorbildliche Gerichtsverfassung, die Einrichtung eines Verwaltungsgerichtshofs, ein Gleichberechtigungsgesetz für die jüdische Bevölkerung sowie die Aufhebung des Zunftzwangs.
Österreich ergriff in der Frage des Kulturkampfs entschieden Partei für die Position des Erzbistums Freiburg, so dass Außenminister Roggenbach eine enge Anlehnung Badens an Preußen betrieb. Bei den Landtagswahlen im August 1861 errangen die Liberalen einen großen Sieg und konnten ihre Mehrheit auf drei Viertel aller Sitze ausdehnen. Zwei Jahre später konnten die Liberalen ihre Mandatszahl nochmals auf nun 50 Sitze in der Zweiten Kammer erhöhen. Im August 1862 trat an die Stelle der bisherigen konfessionellen Schulbehörden für die Volksschulen und simultanen Behörden für die höheren Schulen ein neu errichteter simultaner Oberschulrat unter der Leitung von Karl Knies. Der Oberschulrat arbeitete an einer Vorlage zur Reform des badischen Volksschulwesens. Mit dem Schulaufsichtsgesetz vom 29. Juli 1864 ersetzte die Regierung die geistlichen Ortsinspektionen durch weltliche Schulräte. Die katholische Kirche wollte jedoch am bisherigen Zustand konfessioneller Inspektionen festhalten. Der Kulturkampf ging somit als badischer Schulstreit weiter.
Beim Frankfurter Fürstentag im August 1863 ergriff Großherzog Friedrich Partei für die Lösung der deutschen Frage unter preußischer Führung. Damit waren weitergehende Pläne Österreichs für eine Reform des Deutschen Bundes zum Scheitern verurteilt. 1865 trat Außenminister Roggenbach vor dem Hintergrund der Schleswig-Holstein-Krise zurück. Sein Nachfolger Ludwig von Edelsheim führte Baden mit 13 Staaten des Deutschen Bundes an der Seite Österreichs gegen Preußen in den Deutschen Krieg, obwohl Großherzog Friedrich Badens Neutralität bevorzugt hätte. Diesem Verhalten lag die Überlegung zugrunde, dass der preußische König Wilhelm im Falle eines preußischen Sieges das Land seines Schwiegersohnes wahrscheinlich schonen würde, während ein neutrales oder gar auf preußischer Seite stehendes Baden bei einem österreichischen Sieg keine Schonung erwarten könne. Den Oberbefehl über die badische Division im VIII. Bundeskorps übernahm Prinz Wilhelm, der jüngere Bruder des Großherzogs. Als sich am 24. Juli 1866 auf dem Territorium Badens in den Gefechten bei Tauberbischofsheim Truppen der preußischen und württembergischen Armee gegenüberstanden, hielt Prinz Wilhelm die badischen Truppen aus den Kämpfen heraus, weshalb ihm eine Mitschuld am Misserfolg des Feldzugs vorgeworfen wurde. Da jedoch mit der Schlacht bei Königgrätz am 3. Juli 1866 der Krieg für Preußen bereits entschieden war, erscheinen die danach ausgetragenen Gefechte und Opfer des VIII. Bundeskorps als wenig sinnvoll. Im Angesicht der Niederlage entließ der Großherzog das für den Kriegseintritt verantwortliche Ministerium und bildete das neue Kabinett Mathy, womit die neue Ära und damit eine betonte Abhängigkeit der Regierung von der Parlamentsmehrheit zu Ende ging und eine Rückkehr zur konstitutionellen Regierungsweise vollzogen wurde. Am 29. Juli erhielt die badische Armee den Befehl, in die Kasernen zurückzukehren.

### Baden als formal völlig souveräner Staat
Am 31. Juli 1866 erklärte Baden den Austritt aus dem Deutschen Bund. Nach außen galt Baden nun neben den drei süddeutschen Nachbarstaaten Bayern, Württemberg und Hessen-Darmstadt als gänzlich unabhängiges Völkerrechtssubjekt. Das souveräne Großherzogtum Baden schloss am 17. August 1866 Frieden mit dem Königreich Preußen und vereinbarte zusätzlich ein bis 1868 geheim gehaltenes Schutz- und Trutzbündnis. Das badische Heer glich sich der preußischen Armee an. Mit der Bildung des Kabinetts Jolly am 12. Februar 1868 stieg der preußische General Gustav Friedrich von Beyer, der seit 1866 als Militärbevollmächtigter Preußens in Karlsruhe diente, zum badischen Kriegsminister auf. Die Gründung des Norddeutschen Bundes erforderte eine Neuorganisation des Deutschen Zollvereins. Der badische Landtag bestätigte die Neufassung des Zollvertrags am 8. Juli 1867. Die enge Anlehnung an Preußen war offenkundig und erfreute sich auch breiter Zustimmung in der badischen Bevölkerung. Die liberale Partei im Landtag reflektierte diese Stimmung und stand deshalb dem Nationalliberalismus nahe. Gegen einen Anschluss Badens an ein von Preußen geführtes Deutschland waren einige linksliberale Politiker, sowie die 1869 gegründete Badische Volkspartei, die aus der katholischen Opposition hervorging. Die badischen Katholiken waren weniger an einer kleindeutschen Lösung und eher an einer großdeutschen föderalen Lösung unter Einschluss des katholischen Österreich interessiert. Bei den Wahlen zum Zollparlament im Februar 1868, die anders als die Landtagswahlen nach allgemeinem und gleichem Stimmrecht vorgenommen wurden, erreichten die Nationalliberalen acht Mandate, die Katholiken fünf und die Konservativen ein Mandat. Bei den Ergänzungswahlen zum Landtag 1869 gewann die Volkspartei jedoch lediglich vier Mandate, so dass die Nationalliberalen wegen der öffentlich protokollierten Stimmabgabe und der indirekten Wahl durch Wahlmänner ihre überwältigende Mehrheit halten konnten. Völlig überraschend für die badische Regierung und Öffentlichkeit kam der Ausbruch des Deutsch-Französischen Kriegs. Baden verkündete am 15. Juli 1870 die Mobilmachung und beteiligte sich seit dem 21. Juli 1870 am Krieg. Nach anfänglicher Sorge, dass Baden wegen der langen Grenze mit Frankreich zum Schlachtfeld hätte werden können, zerstreuten sich diese Befürchtungen mit den Siegesmeldungen der Preußischen Armee und ihrer Verbündeten.

### Von der Reichsgründung bis zur Jahrhundertwende

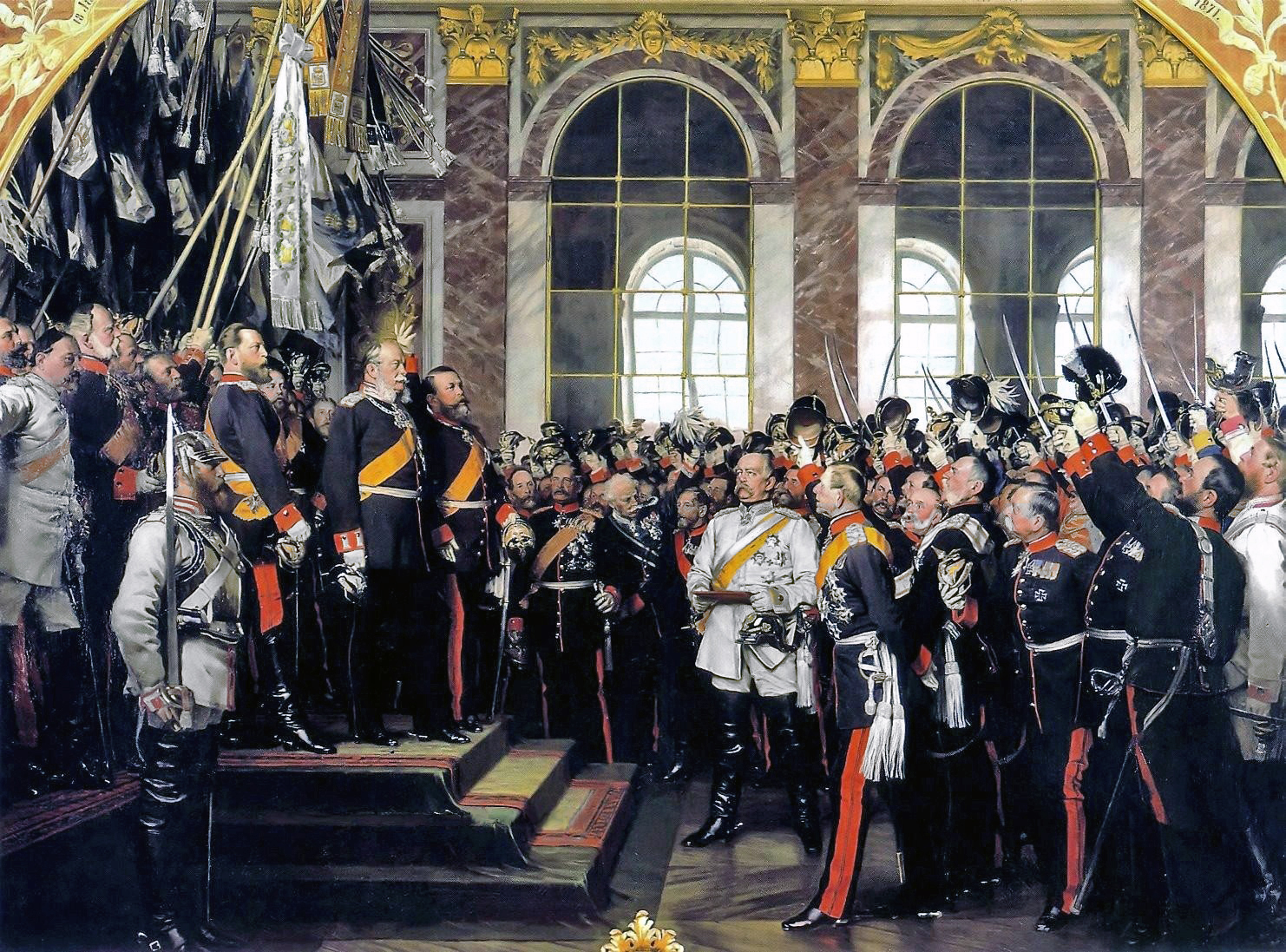
Proklamation des Königs von Preußen zum Deutschen Kaiser
Gemälde von Anton von Werner

Am 18. Januar 1871 proklamierten die deutschen Fürsten im Spiegelsaal des Schlosses von Versailles den preußischen König zum Deutschen Kaiser. Großherzog Friedrich I. von Baden rief dort das erste „Hoch lebe Kaiser Wilhelm“ auf seinen Schwiegervater aus und umging damit geschickt die umstrittene offizielle Titulierung „Deutscher Kaiser“, die der Kanzler Otto von Bismarck durchgesetzt hatte, nachdem die Bundesfürsten den Titel „Kaiser von Deutschland“ abgelehnt hatten. Das Großherzogtum Baden verlor 1871 mit dem Beitritt zum neu gegründeten Deutschen Kaiserreich seine uneingeschränkte Souveränität. Auf Sonderrechte, die die Nachbarländer Bayern und Württemberg durchzusetzen vermochten, verzichtete Baden. Das badische Außenministerium mit den diplomatischen Vertretungen im Ausland ließ der Großherzog schließen. Auch ein eigenes Kriegsministerium gehörte nun der Vergangenheit an. Die bisherige badische Armee wechselte unter der Bezeichnung XIV. Armeekorps in den Verantwortungsbereich des preußisch geprägten kaiserlichen Heeres. Auch das badische Post- und Telegraphenwesen ging dem Land als selbst verwaltete Institution verloren. Innenpolitisch änderte sich in Baden wenig. Das Kabinett von 1868 blieb noch bis 1877 bestehen, gefolgt vom Kabinett Turban und 1893 vom Kabinett Nokk. Die Regierungen bis zur Jahrhundertwende konnten sich auf die nationalliberal geprägte Mehrheit in der Zweiten Kammer des Landtags verlassen, wenngleich diese mit den Jahren zunehmend bröckelte.
Der 1860 begonnene Kulturkampf zwischen dem badischen Staat und der katholischen Kirche hatte seinen Höhepunkt in den Jahren von 1864 bis 1876 und ebbte erst nach der Verabschiedung des Simultanschulgesetzes im Jahre 1876 allmählich ab. Das Simultanschulgesetz bestimmte die Abschaffung der konfessionell gebundenen Volksschulen, an deren Stelle nun Simultanschulen traten. 1880 verzichtete die badische Regierung auf das Kulturexamen, so dass ein wesentlicher Konfliktherd zwischen Staat und Kirche beseitigt war.
Großherzog Friedrich, der sich von seinem ehemaligen Außenminister Roggenbach beraten ließ, war gegenüber der Innenpolitik des Reichskanzlers Bismarck (Preußischer Kulturkampf, Sozialistengesetze) kritisch eingestellt. Jedoch machte Baden im Bundesrat in Berlin kaum seinen Einfluss geltend, da die eigene Stimmenzahl und somit das politische Gewicht in diesem Gremium als zu gering erachtet wurde.

### Weitere politische Entwicklung
→ siehe: Badische Ständeversammlung für eine Übersicht der Sitzverteilung in der Zweiten Kammer 1871 bis 1918  und eine Erläuterung der Politik der einzelnen Parteien.
Nennenswerte Ansätze zur Bildung politischer Parteien gab es in Baden wie auch in den anderen deutschen Ländern erst nach dem Jahre 1860. Bis dahin unterschied man im Wesentlichen die beiden Grundströmungen einer konservativen oder liberalen Gesinnung. Eine konservative Gesinnung war mit der Regierungspolitik des bestehenden Obrigkeitsstaates in der Regel konform, eine liberale Gesinnung ging mit einer mehr oder weniger stark ausgeprägten oppositionellen Haltung einher.
Der in Baden von jeher stark verankerte Liberalismus blieb lange Zeit unorganisiert. Politische Konturen gewann er lediglich in Form der liberalen Fraktion, welche die liberal gesinnten Mitglieder der Zweiten Kammer bildeten. Diese Landtagsabgeordneten rekrutierten sich, wie auch ihre konservativen Pendants, nur aus einem Kreis von Honoratioren, welche männlich, sehr finanzkräftig und bis 1861 christlicher Konfession waren. Diesen Anforderungen genügte nur etwa ein halbes Prozent der badischen Bevölkerung. Auch das aktive Wahlrecht war nur Männern vorbehalten, die das Ortsbürgerrecht an ihrem Wohnort besaßen. Erst im Jahre 1870 erhielten alle Männer über 25 Jahren, also auch Arbeiter, Knechte und Dienstboten, das Wahlrecht. Damit wurden ganz neue Wählerschichten erschlossen, die sich von den Honoratioren im Landtag nicht mehr unbedingt vertreten fühlten. Da jedoch das aktive Wahlrecht erst seit 1870 geheim war und die Abgeordneten bis 1904 durch Wahlmänner und nicht direkt gewählt wurden, war die Zusammensetzung der Zweiten Kammer während des ganzen 19. Jahrhunderts nicht konform mit dem tatsächlichen politischen Willen des Volkes.

## Politische Entwicklung von 1900 bis 1918

### Am Beginn des 20. Jahrhunderts

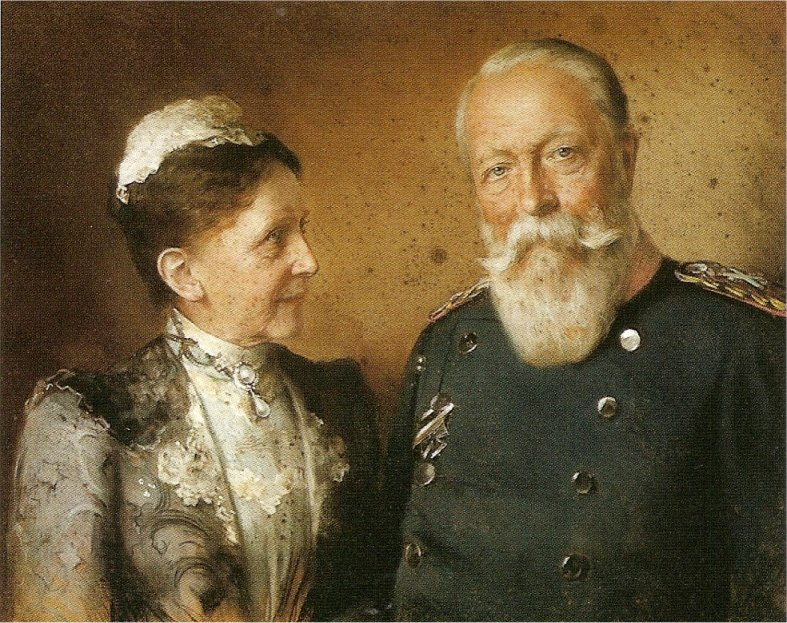
Großherzogin Luise und Großherzog Friedrich I. von Baden auf einem Bildnis von Hanns Fechner aus dem Jahre 1902

Im Jahre 1904 änderten sich die Wahlmodalitäten zum Landtag grundlegend. An die Stelle der bisherigen 63 Sitze der Zweiten Kammer trat nun eine Zahl von 73 Mandaten. Die Wähler durften ihre Abgeordneten seither in direkter und geheimer Wahl bestimmen. Nach den Landtagswahlen 1905 war das Zentrum mit 28 Mandanten noch vor den Nationalliberalen mit 23 Abgeordneten die stärkste Fraktion. Von den weiteren im Landtag vertretenen Parteien verfügte die SPD über 12 Mandate, die linksliberale Deutsche Volkspartei über 5 Mandate, die Konservativen über drei Mandate sowie die Freisinnige Volkspartei und der Bund der Landwirte über je ein Mandat. Um den politischen Einfluss des Zentrums einzudämmen, gingen die drei liberalen Parteien eine wahltaktische Absprache mit der SPD ein, die unter der Bezeichnung Großblock im ganzen Reich für Aufsehen sorgte. Die SPD galt zu jener Zeit als eine Partei, die die bestehende Staatsform ablehnte. In Baden schreckten die sozialdemokratischen Abgeordneten vor einer Unterstützung der Regierungspolitik nicht mehr zurück und ernteten damit schwere Kritik von der SPD-Führung aus Berlin. Für den eigensinnigen badischen Weg standen Sozialdemokraten wie Wilhelm Kolb oder Ludwig Frank Pate. Im Jahre 1906 wurde Großherzog Friedrich achtzig Jahre alt. Gleichzeitig jährte sich seine Regierungszeit als Großherzog sowie seine Hochzeit zum fünfzigsten Mal. Die Doppelfeier des Geburtstages und der Goldenen Hochzeit feierte das großherzogliche Paar mit großer Pracht. Bereits im folgenden Jahr verstarb der allseits beliebte Landesvater und es folgte ihm sein gleichnamiger Sohn Friedrich II. auf dem Thron nach. Am Trauerzug seines Vaters nahmen sogar Abgeordnete der SPD teil.
Als bei den Landtagswahlen 1909 das Zentrum mit 26 Mandaten etwas zurückfiel, konnte die SPD ihre Position im Landtag auf Platz zwei verbessern. Mit 20 Mandaten lag sie noch vor den Nationalliberalen, die es diesmal auf nur 17 Mandate gebracht hatten. Die restlichen zehn Mandate verteilten sich auf Abgeordnete kleinerer Parteien. Die Fortsetzung der Großblockpolitik war nun für die Nationalliberalen unumgänglich, und Innenminister Bodman äußerte sich am 13. Juli 1910 dahingehend, dass er die SPD als „eine großartige Emanzipationsbewegung des vierten Standes“ bezeichnete. Dafür galt er dann in der bürgerlichen Presse insbesondere außerhalb Badens als „roter Minister“.

### Baden während des Ersten Weltkriegs

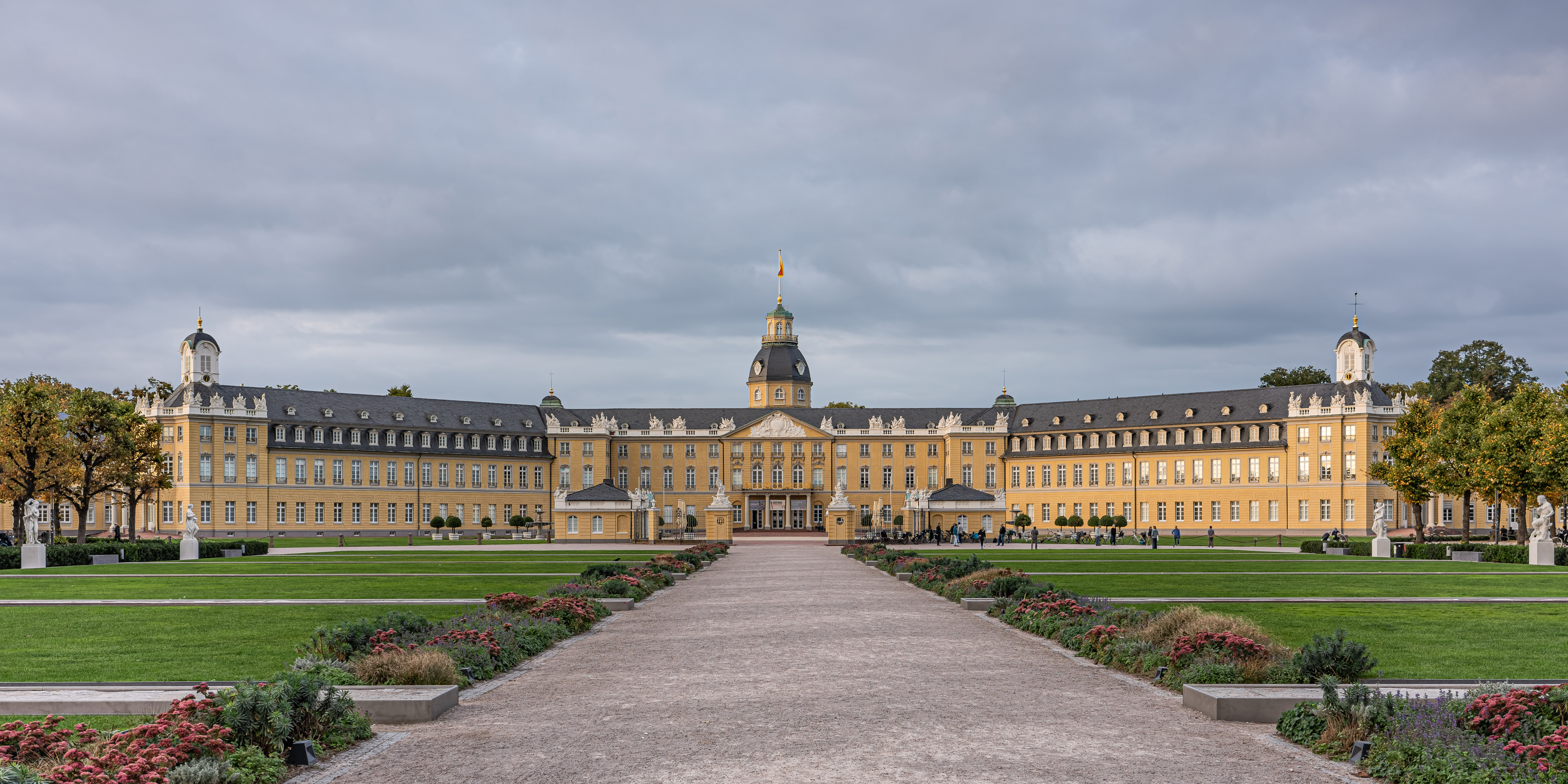
Mit der Revolution im November 1918 endete die Funktion des Schlosses in Karlsruhe als großherzogliche Residenz

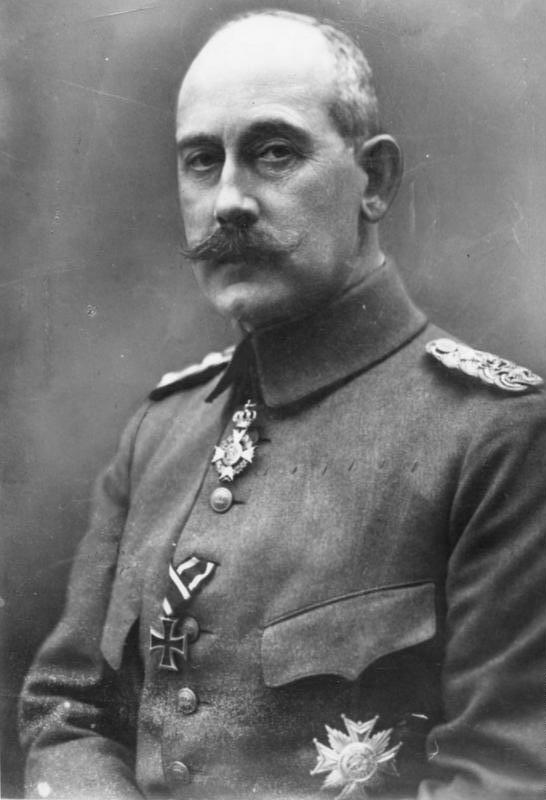
Max von Baden, nach dem 30. August 1914, letzter Thronfolger des Großherzogtums Baden und vom 3. Oktober bis 9. November 1918 letzter Reichskanzler des Deutschen Kaiserreichs

Als in der internationalen politischen Julikrise des Jahres 1914 die militärischen Kreise in Berlin den Ausbruch des Ersten Weltkriegs forcierten, konnten sie der deutschen Bevölkerung den Eindruck vermitteln, dass der Waffengang dem Reich von seinen Feinden aufgezwungen worden wäre. Dies löste eine unglaubliche Begeisterung am Dienst fürs Vaterland aus. Noch konnte sich offenbar niemand vorstellen, welche Gräuel ein Krieg mit den modernen Waffen des 20. Jahrhunderts mit sich bringt. Auch die Bewohner Badens ließen sich von der allgemeinen Kriegsbegeisterung mitreißen. Der Reichstagsabgeordnete Ludwig Frank meldete sich freiwillig zur Armee und fiel bereits Anfang September in Lothringen.
Zu Kriegsbeginn kämpften die badischen Truppen im Elsass. Bei der burgundischen Pforte verlief die Front sogar auf reichsdeutschem Gebiet und der Gefechtslärm war am Oberrhein gut zu hören. Die Städte zwischen Lörrach und Offenburg wurden zu ersten Opfern von Angriffen aus der Luft, und selbst Karlsruhe und Mannheim waren nicht mehr sicher. Der folgenschwerste Luftangriff des Ersten Weltkriegs ereignete sich am 22. Juni 1916 in Karlsruhe. Französische Flugzeuge bombardierten ein Zirkuszelt, als gerade die Nachmittagsvorstellung lief. Dabei starben 85 Kinder und 35 Erwachsene, hauptsächlich Frauen. Der Luftkrieg über Baden forderte 218 zivile Todesopfer. Im Ersten Weltkrieg starben über 62.000 badische Soldaten, fast 6 % der männlichen Bevölkerung gemäß dem Stand des Jahres 1910. Die Zahl der Verwundeten betrug mehr als das Doppelte. Diese Opferzahlen und die zunehmenden Einschränkungen bei der Versorgung der Bevölkerung mit lebenswichtigen Nahrungsmitteln, Medikamenten und sonstigen Gütern des täglichen Bedarfs führten ab 1917 zu ersten Streiks in den Industriezentren. Der neue Ministerpräsident Bodman wäre in dieser Lage bereit gewesen, politische Zugeständnisse zu machen, wurde jedoch vom Großherzog zurückgehalten. Im August 1918 konnte das Land noch sein 100-jähriges Verfassungsjubiläum begehen.

### Novemberrevolution in Baden
Als der Krieg sein viertes Jahr bereits um einige Monate überschritten hatte, eskalierte die Stimmung in Norddeutschland bei den Kieler Matrosen und schlug in offene Meuterei um, als sie zur Seeschlacht gegen die britische Flotte auslaufen sollten. Von dort breitete sich der Ungehorsam wie ein Flächenbrand im ganzen Reich aus. Die in Baden unblutig verlaufende Novemberrevolution führte zur Flucht des Großherzogs aus seiner Residenzstadt Karlsruhe. Er zog sich mit seiner Frau Hilda nach Badenweiler zurück. Die Regierung Bodman, die letzte des Großherzogs, machte der neuen Badischen Volksregierung, einem Allparteienkabinett, platz. Am 22. November 1918 dankte der Großherzog offiziell ab und führte seitdem als Chef des Hauses Baden den Namen Markgraf von Baden. Diese Abdankung erfolgte auch im Namen seines erbberechtigten Vetters Prinz Max von Baden, welcher am 9. November als Reichskanzler eigenmächtig die Abdankung des Kaisers Wilhelm II. verkündet hatte.

## Religion

### Evangelische Kirche

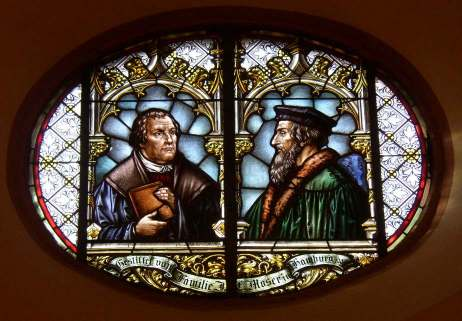
Kirchenfenster in der Stadtkirche Wiesloch mit Martin Luther (l.) und Johannes Calvin (r.) zur Erinnerung an die Badische Union von 1821.

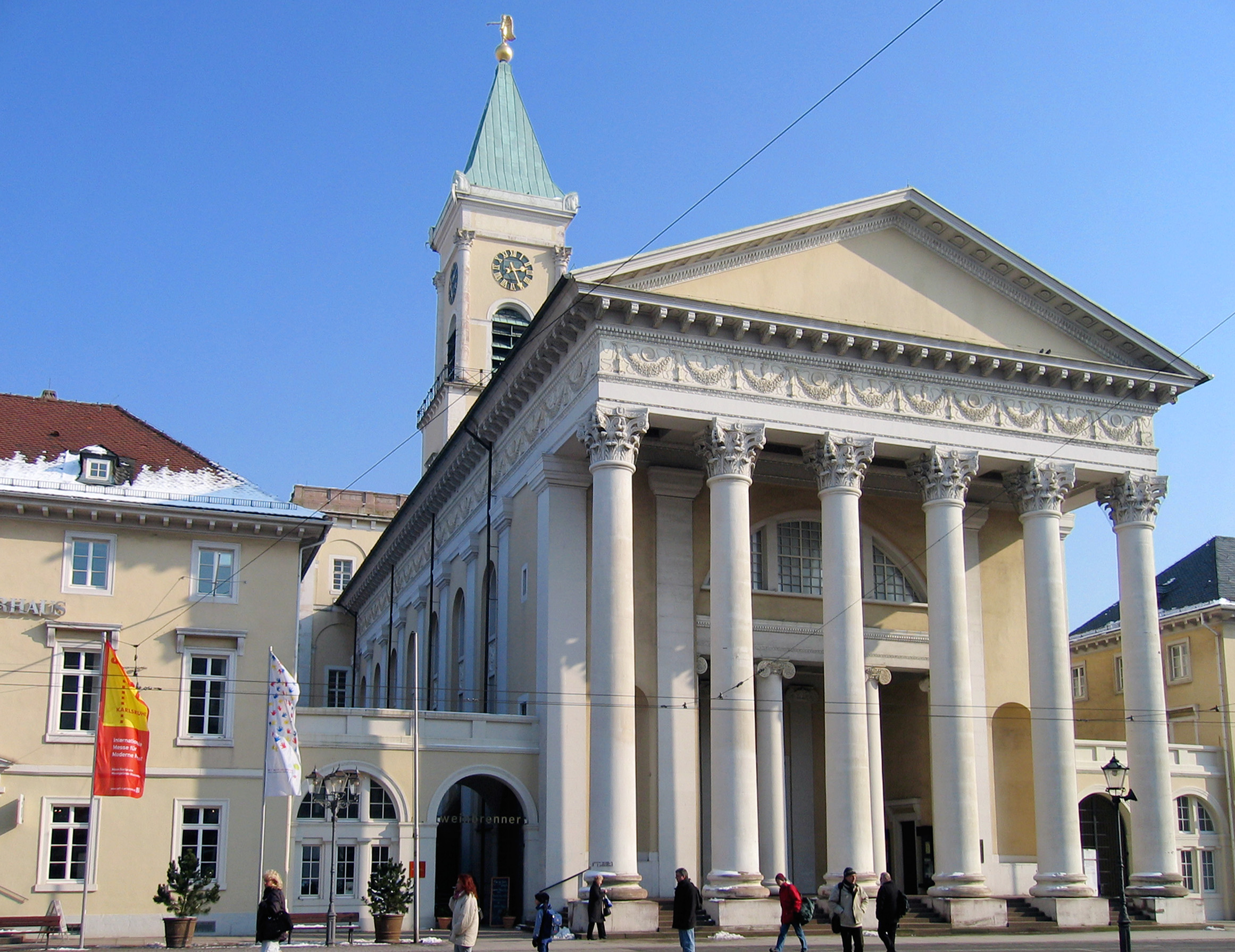
Die evangelische Stadtkirche Karlsruhe kann als die Hauptkirche der badischen Landeskirche angesehen werden

Obwohl nur rund ein Drittel der Bevölkerung Badens protestantisch war, genossen die Angehörigen der Evangelischen Landeskirche einen Vorrang vor der katholischen Mehrheit, weil der ebenfalls evangelische Großherzog ihr Oberhaupt als Summus episcopus war. Da mit der Gebietserweiterung der evangelisch-lutherisch dominierten Markgrafschaft Baden durch die rechtsrheinische Kurpfalz auch reformierte Protestanten dazukamen, gab es Bestrebungen zur Bildung einer Unierten Kirche. Die Union der lutherischen und reformierten Kirche zur Vereinigten Evangelisch-protestantischen Kirche im Großherzogtum Baden trat dann am 28. Oktober 1821 in Kraft. Es bereite einige Schwierigkeiten, zu einem gemeinsamen Katechismus zu finden, welcher dann im Juli 1830 vorläufig und 1834 letztendlich gültig wurde. Ebenfalls im Jahre 1830 kam die gemeinsame Agende und das gemeinsame Gesangbuch in Gebrauch. Wegen des 1834 eingeführten Unionskatechismus, der die beiden früheren Bekenntnisse stark vermischte, trennte sich 1850 die Evangelisch-Lutherische Kirche in Baden von der unierten Landeskirche, um wieder zurück auf den reinen Pfad der Bekenntnisschriften der evangelisch-lutherischen Kirche zu gelangen. Erst 1856 erfolgte ein Duldungserlass des Großherzogtums Baden für diesen freikirchlichen Sonderweg.
Eine dominierende Stellung in der Landeskirche nach der badischen Revolution nahm der Heidelberger Professor Carl Christian Ullmann ein, der seit 1853 Prälat und seit 1856 auch Direktor des Oberkirchenrats wurde und somit die geistliche und die weltliche Leitungsfunktion der badischen Landeskirche in seiner Person vereinigte. Als Ullmann 1858 eine neue Agende einführen wollte, erhoben sich Proteste insbesondere in den ehedem reformierten Gegenden der Kurpfalz. Der Großherzog räumte, um die Gemüter zu beruhigen, den Gemeinden großen Spielraum bei der Auslegung der Gottesdienstordnung ein. Per Gesetz kam es im Herbst 1860 zu einer Neuordnung der Evangelischen Landeskirche. Die Stellung der Kirchengemeinden verbesserte sich nun zusehends. Auf allen hierarchischen Ebenen waren nun Vertretungen durch die Gemeindemitglieder zu bilden. Die Kirchengemeindeversammlung hatte das Recht zur Wahl des Pfarrers. Alle fünf Jahre tagte nun eine Generalsynode. Das Verhältnis zwischen Oberkirchenrat und Generalsynode blieb weitgehend frei von Spannungen. 1869 wurde in den pfälzischen Gebieten eine alternative Ordnung zur seit 1858 bestehenden Agende für zulässig befunden. Das 1830 eingeführte Gesangbuch gab seither immer wieder Anlass zu Diskussionen, die schließlich 1882 durch eine neue nun allseits akzeptierte Ausgabe beendet werden konnten. Am Beginn des 20. Jahrhunderts verlor die Landeskirche an Boden, was darauf zurückzuführen sein mochte, dass es nicht gelang, in den neuen Wohngebieten der Großstädte eine hinreichend gute seelsorgerische Grundversorgung zu gewährleisten.

### Katholizismus
Die Säkularisation und die territoriale Neuordnung nach dem Reichsdeputationshauptschluss bedeutete für die katholische Kirche zu Beginn des 19. Jahrhunderts einen erheblichen Verlust an Gütern und politischem Einfluss. Mit der Säkularisation einher ging vor allem das gewaltsame Ende der alten Klöster. Dies bedeutete neben der Aufhebung der Konvente in ihrer religiösen Funktion die Enteignung der überkommenen grund-, leib- und landesherrlichen Rechte sowie der Gebäude mit allem Inventar an den Nachfolgestaat Baden. Das an den badischen Staat gefallene Klosterinventar umfasste viele kunsthistorisch wertvolle sakrale Gegenstände, Bücher der reich ausgestatteten Klosterbibliotheken und die in Jahrhunderten gesammelten und aufbewahrten Archivalien. Durch die Säkularisation fand anderseits rückblickend eine Befreiung der Kirche von einem Reichtum statt, der sie über Jahrhunderte vom Wesen des christlichen Mönchtums abgelenkt hatte. Die Pracht der Gottesdienste und der Klang der Glocken übertönten die Stimmen, welche auf die soziale Schieflage aufmerksam machten, die vielerorts zwischen der Macht der Fürstäbte und der sie umgebenden Mönche als „gnädige Herren“ einerseits und der notleidenden Bevölkerung, den Untertanen, anderseits herrschte.

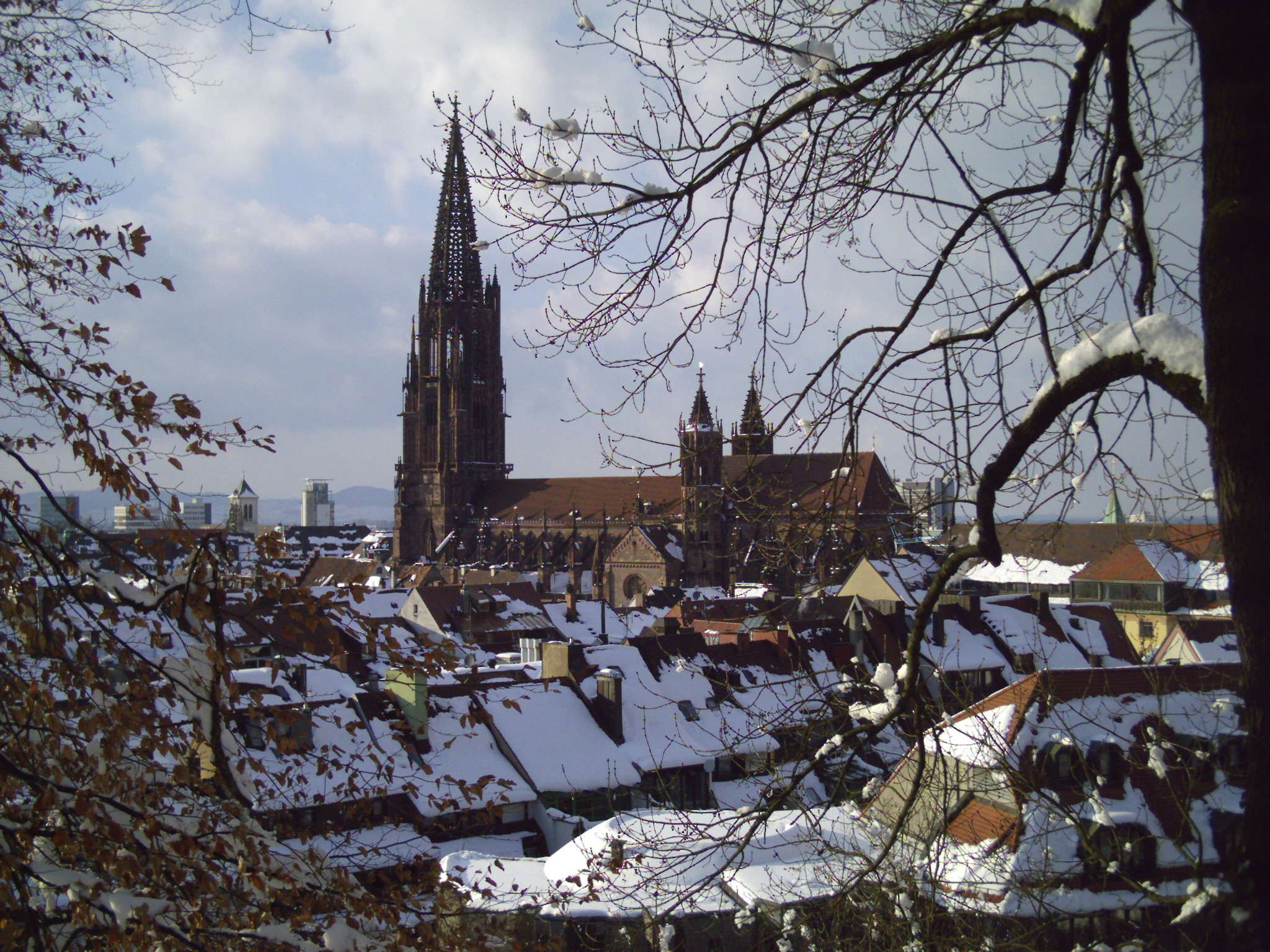
Das Freiburger Münster ist seit 1827 die Kathedrale des Erzbischofs von Freiburg

Die durch Napoleons Politik neu entstandenen Landesgrenzen deckten sich nicht mehr mit den tradierten Diözesangebieten der alten Reichskirche. Nach dem Wiener Kongress glich Rom die deutschen Kirchenprovinzen und Bistümer an die neu entstandenen Verhältnisse an. Papst Pius VII. hob am 16. August 1821 das Jahrhunderte alte Bistum Konstanz auf und errichtete stattdessen die Erzdiözese Freiburg innerhalb der neuen Oberrheinischen Kirchenprovinz. Erster Erzbischof von Freiburg und Metropolit der Kirchenprovinz wurde wegen Differenzen zwischen der badischen Regierung und der Kurie mit einigen Jahren Verspätung erst 1827 Bernhard Boll. Der Sitz des Erzbischofs in dem im südlichen und überwiegend katholischen Landesteil gelegenen Freiburg zeichnete sich mit Bedacht durch seine räumliche Ferne von der evangelisch dominierten Landeshauptstadt Karlsruhe aus.
Der badische Staat übte gemäß einer am 30. Januar 1830 erlassenen Verordnung ein landesherrliches Schutz- und Aufsichtsrecht über die Kirche aus. Dem Erzbischof blieb nur das Recht der kirchlichen Einsetzung der vom Staat ernannten Pfarrer. Kirchensynoden durfte der Bischof nur mit staatlicher Genehmigung und im Beisein staatlicher Kommissare abhalten. Die Stellung der katholischen Kirche, der zwei Drittel der Einwohner Badens angehörten, war somit sehr eingeengt. Als Nachfolger des verstorbenen Erzbischofs Boll gelang es der Regierung in Karlsruhe, den Wunschkandidaten des Domkapitels, Hermann von Vicari, zu verhindern und den ihr genehmen Kandidaten Ignaz Anton Demeter durchzusetzen. Somit wollte der Staat seine Rechte ausüben und die kirchlichen Rechte beschneiden. 1842 konnte der Kandidat Vicari jedoch nicht noch einmal verhindert werden und war nun 26 Jahre lang der neue Leiter des Erzbistums. Im Gegensatz zu seinen Vorgängern stellte sich Vicari dem Konflikt der Kirche mit dem Staat im öffentlich ausgetragenen Schlagabtausch.
Im badischen Katholizismus gab es während der ersten Hälfte des 19. Jahrhunderts noch eine beträchtliche Divergenz der Meinungen und viele aufgeklärte Katholiken. Der nun von Erzbischof Vicari forcierte Konflikt mit dem Staat brachte den Klerus und die Gläubigen wieder enger zusammen. Die Grundüberzeugung von Erzbischof Vicari beruhte auf dem Gedanken, dass die Kirche keiner weltlichen Macht außer der des Papstes untergeordnet sein dürfe. Am 3. Januar 1845 schränkte der Freiburger Erzbischof Mischehen zwischen Katholiken und Protestanten ein. Alle katholischen Priester wurden verpflichtet, Mischehen nur dann einzusegnen, wenn die katholische Erziehung der Kinder zugesichert wurde. Das badische Innenministerium erklärte diese Anordnung für nichtig, sah aber von weitergehenden Maßnahmen ab. Beim Tod des Großherzogs Leopold 1852 erwartete der Staat von der katholischen Kirche die Feier von Exequien. Dies lehnte der Erzbischof jedoch ab mit der Begründung, dass die Feier von Exequien nur einem katholischen Großherzog zugestanden hätten, für einen evangelischen Großherzog aber lediglich ein gewöhnlicher Trauergottesdienst in Frage komme. Die badische Regierung gab schließlich in diesem Konflikt nach. Anfang März 1853 erklärte Erzbischof Vicari, dass er trotz des Anspruchs der Regierung auf das Staatskirchensystem nicht mehr länger bereit wäre, ein Bestätigungsrecht bei Stellenbesetzungen zu akzeptieren. Außerdem kündigte er an, die Ausbildung der Geistlichen in eigenen Einrichtungen vorzunehmen und keine staatlichen Prüfer mehr zuzulassen. Zudem bestand Vicari auf der freien Entfaltung religiöser Orden. Damit war der Badische Kulturkampf eröffnet, der sich in mehreren Phasen und heftigen Auseinandersetzungen mit dem Liberalismus fortsetzen sollte. Der Höhepunkt des Kampfes vollzog sich von 1864 bis 1876 und ebbte dann allmählich ab.
Der Erzbischof Christian Roos initiierte die Gründung der Caritas, welche sein Bischofskaplan Lorenz Werthmann 1897 in Köln durchführte. Anfang des 20. Jahrhunderts gingen neue kulturkämpferische Angriffe von protestantischen Pfarrern und Gelehrten aus. Besonders hervorgetreten ist dabei der Karlsruher Historiker Arthur Heinrich Böhtlingk mit seinen Schriften Abwehr und Anklage. Ein offenes Schreiben an Sne. Exz. Erzbischof Dr. Nörber zu Freiburg im Breisgau (2., vermehrte, Auflage, Frankfurt am Main 1903) und Das deutsche Volk unterm römischen Joche (Frankfurt am Main 1907).

### Judentum

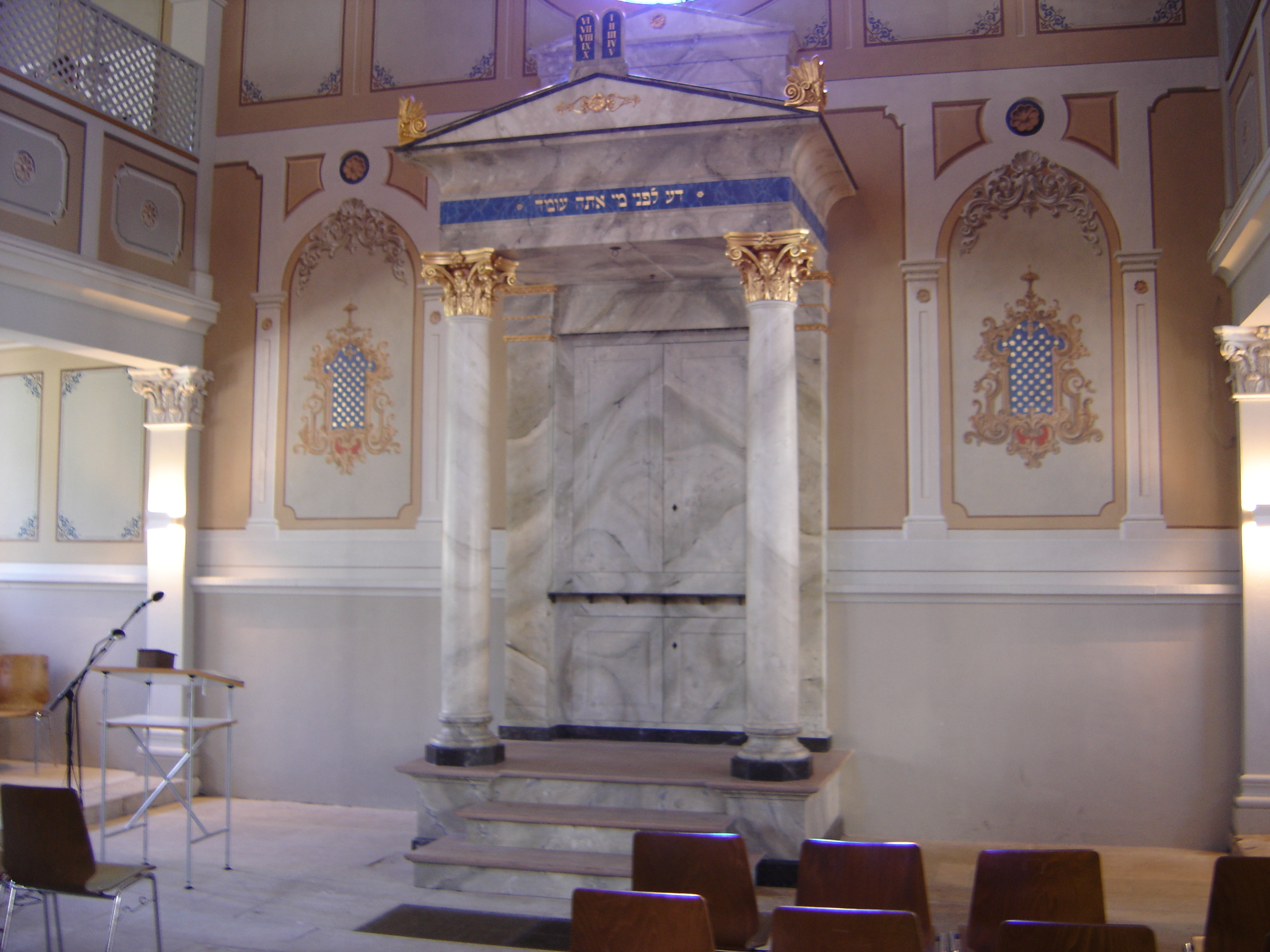
Innenansicht der Synagoge in Sulzburg

Durch die Gebietsvergrößerungen am Anfang des 19. Jahrhunderts wuchs auch die Zahl der badischen Juden von 2265 im Jahr 1802 bis 1808 auf 14.200. Bedeutende jüdische Gemeinden befanden sich neben ländlichen Schwerpunkten in den vormals kurpfälzischen Städten Heidelberg und Mannheim. Das Badische Judenedikt vom 13. Januar 1809 regelte deren bürger- und kirchenrechtliche Verhältnisse. Es brachte noch nicht die volle Gleichberechtigung, war aber ein erster wichtiger Schritt in diese Richtung. Wegen der jahrhundertealten Berufsverbote fristeten viele badische Juden ihr Dasein als Nothändler, als Makler, Hausierer, Trödel- und Leihhändler und waren zu Beginn des 19. Jahrhunderts ausgesprochen arm. Zu dieser Bevölkerungsschicht zählten anfangs etwa 27 % aller Juden in Baden. In der ersten Hälfte des 19. Jahrhunderts erfolgte ein allmähliches Hineinwachsen der Juden in die bürgerliche Gesellschaft.

Hauptsynagoge in Mannheim um 1855

Am 4. Mai 1827 entstanden durch Verordnung die 15 badischen Bezirksrabbinate, denen die jüdischen Gemeinden unterstellt wurden. Die 1822 in Sulzburg entstandene Synagoge erinnert noch heute an das wachsende Selbstbewusstsein der jüdischen Gemeinden in Baden. Eine politische Emanzipation der Juden kam indessen nicht voran, weil die Mehrheit der christlichen Bevölkerung dies ablehnte. Erst im Jahre 1849 erfolgte die Emanzipation in staatsbürgerlicher Hinsicht, so dass von da an Juden in den Landtag wählbar waren. Dieses passive Wahlrecht war bis dahin nicht gegeben, da gemäß der Verfassung von 1818 Abgeordnete einer der drei christlichen Konfessionen angehören mussten. Jedoch erst im Jahre 1861 gelang dem Rechtsanwalt Rudolf Kusel als erstem Juden der Einzug in die Zweite Kammer der badischen Landstände. Im Kommunalrecht gab es aber weiterhin Benachteiligungen. Das am 4. Oktober 1862 erlassene Gesetz zur bürgerlichen Gleichstellung der Israeliten brachte dann die volle Emanzipation auf allen Ebenen. In diesem Jahr lebten in Baden 24.099 Juden. Gemäß dem Emanzipationsgesetz hatten die Juden volle Niederlassungsfreiheit und konnten auch Beamte und Lehrer werden. Mit Leopold Hirsch Guggenheim hatte die Gemeinde Gailingen am Hochrhein, die auf eine lange jüdische Tradition zurückblicken konnte, von 1870 bis 1884 einen jüdischen Bürgermeister. Bemerkenswert ist zudem, dass mit der Ernennung des Finanzministers Moritz Ellstätter 1868 erstmals ein Angehöriger des mosaischen Glaubens in ein Ministeramt eintrat und dies für 25 Jahre ausübte. Mit der seit 1862 bestehenden Freizügigkeit kamen die Juden verstärkt von den ländlichen Randgemeinden wie etwa aus Eppingen in die größeren Städte. Dort gingen sie häufig kaufmännischen Berufen nach. Der Zuzug der meist orthodoxen Juden vom Land in die von reformorientierten Juden dominierten Gemeinden der Städte war nicht frei von Spannungen. In Karlsruhe führte dies zur Bildung einer neo-orthodoxen Austrittsgemeinde. Davon abgesehen war das Verhältnis der beiden Richtungen des Judentums in Baden frei von größeren Störungen.
Die steigende Anzahl der Mitglieder und deren wachsender Wohlstand ermöglichten den Bau repräsentativer Synagogen. Davon zeugten viele zumeist während der Novemberpogrome 1938 zerstörte Beispiele. Zu nennen sind hier die 1851 bis 1855 erbaute Hauptsynagoge in Mannheim, die 1850/51 erbauten Synagogen in Kippenheim und Müllheim, die 1861 errichtete Synagoge in Ihringen, die 1869/70 erbaute Synagoge in Freiburg, die 1872 bis 1875 durch Josef Durm erstellte Synagoge in Karlsruhe, die 1877/78 von Hermann Behaghel errichtete Synagoge in Heidelberg, die 1880/81 erbaute Synagoge in Bruchsal, die 1882/83 erstellte Synagoge in Konstanz, die 1889 vollendete Synagoge in Ettlingen sowie die 1893 durch Ludwig Levy erbaute Synagoge in Pforzheim.
Ende der 1880er Jahre erlebte der bereits für überwunden geglaubte Antisemitismus auch in Baden einen neuen Auftrieb. Der Oberrat der Israeliten Badens sah sich gezwungen, in diesen Jahren häufiger gegen antisemitische Hetze einzuschreiten. 1890 war die jüdische Bevölkerung in Baden auf 27.000 Personen angewachsen, was einem Anteil von 1,6 % der badischen Gesamtbevölkerung entsprach. Bei den Synodalwahlen im Februar 1894 siegten die liberalen über die orthodoxen Juden.

## Kultur

### Dialekte
Bei den badischen Dialekten bzw. beim „Badischen“ handelt es sich nicht um eine eigene, linguistisch in sich kohärente Dialektgruppe. Der Begriff des „Badischen“ leitet sich vom Territorium des zu Beginn des 19. Jahrhunderts entstandenen Großherzogtums Baden ab. Das „Badische“ umfasst die Dialektgruppen Kurpfälzisch, Südfränkisch, Ostfränkisch, Niederalemannisch, Hochalemannisch und Schwäbisch.

### Brauchtum und Vereine

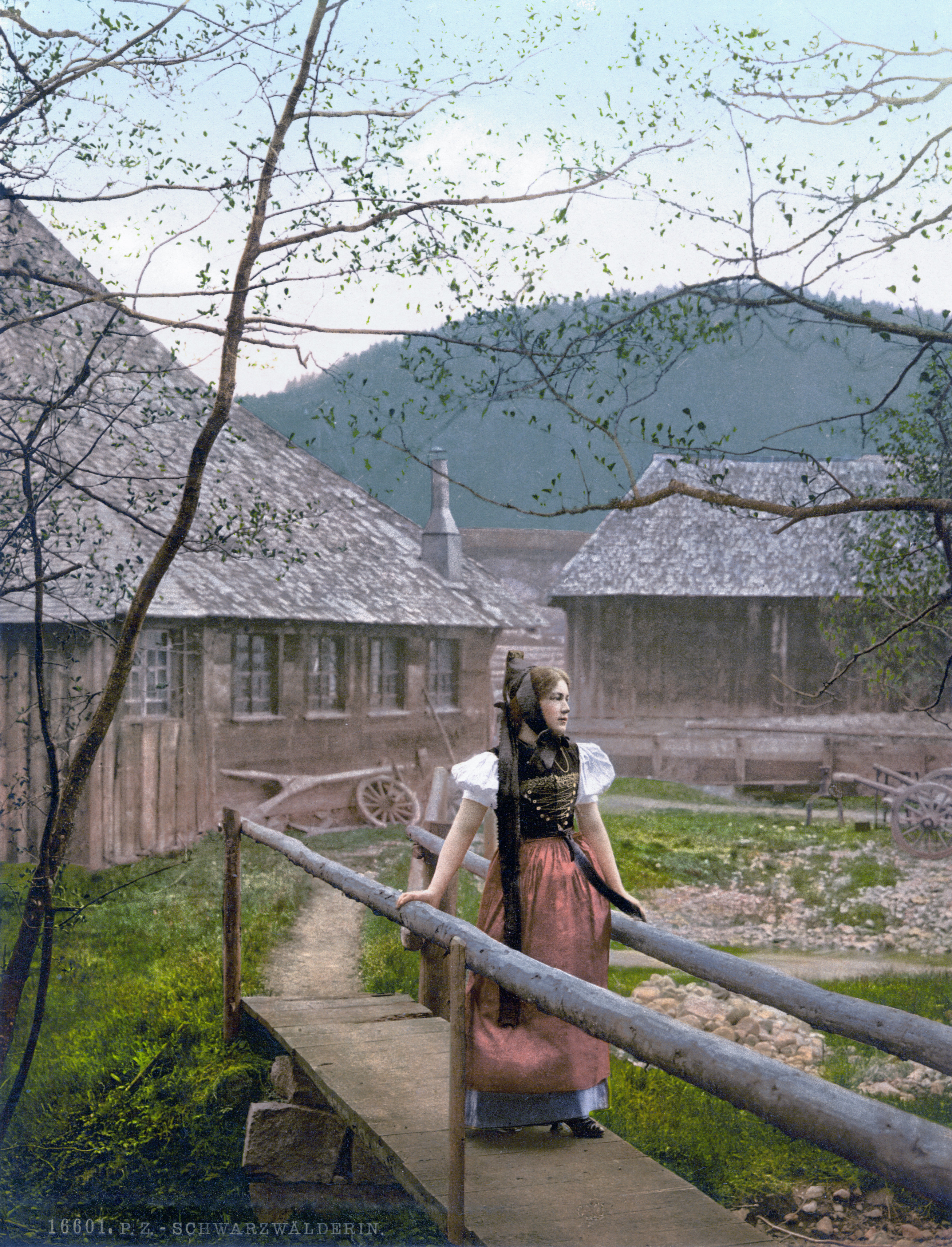
Schwarzwälderin um das Jahr 1900

Am 22. September 1881 fand in Karlsruhe ein historischer Festzug statt, an dem mehrere tausend Menschen teilnahmen. Der Umzug fand aus Anlass der silbernen Hochzeit des Großherzogpaares und der Eheschließung von deren beider Tochter Viktoria mit dem schwedischen Kronprinzen Gustav statt. Über 100.000 Schaulustige säumten die Straßen entlang des Umzugs. Von den sieben Abteilungen des historischen Festzugs stieß insbesondere die Abteilung VI auf reges Interesse beim Publikum. Die etwa 800 Teilnehmer in dieser Abteilung gliederten sich in drei Gruppen, die auf Festwagen ein grünes, ein silbernes und ein goldenes Hochzeitspaar in ihrer Mitte führten. Das besondere waren dabei die Trachten, die die Leute in der Abteilung VI zur Schau trugen (vgl. Trachten in Baden). Damit sollte die kulturelle Vielfalt Badens gezeigt werden. Im Alltag allerdings spielten Trachten zu dieser Zeit schon keine große Rolle mehr und wurden nur noch in wenigen Gegenden getragen. Deshalb war der Organisator der Abteilung VI, der Maler Johann Baptist Tuttiné, dazu gezwungen, nicht mehr vorhandene Trachten nach historischen Originalen nachschneidern zu lassen. So gab es eine Rückbesinnung auf die verlorenen Traditionen und erst danach wurde Gutacher Bollenhuttracht, auch gefördert durch die Gutacher Malerkolonie, zum Markenzeichen für den Schwarzwald.
Als überkommene allabendliche Freizeitbeschäftigung gehörte der Besuch eines nahe gelegenen Wirtshauses auch in Baden für viele Männer zum Standardritual. Neben dem Genuss von Badischem Wein oder Bier wurde Karten gespielt oder mitunter durchreisende Schausteller bewundert. Auch wenn es galt, eine Taufe oder Hochzeit zu feiern oder einen Leichenschmaus abzuhalten, waren die Schankwirte am Ort gefragt.
1859 gründete sich der Badische Frauenverein. Der Verein war bürgerlich-konservativ und setzte sich für die Teilnahme von Frauen am öffentlichen Leben ein, jedoch nicht verbunden mit der Forderung nach voller Gleichberechtigung oder gar dem Wahlrecht. Der Frauenverein vertrat vielmehr ein Bild „fürsorglicher Weiblichkeit“ und widmete sich karitativen und sozialen Aufgaben. 1866 schloss sich der Frauenverein dem Badischen Roten Kreuz an.
1864 fand in Freiburg die Gründung des badischen Schwarzwaldvereins statt. Es war der erste deutsche Gebirgsverein. Zur besonderen Attraktionen des Fremdenverkehrs im Großherzogtum entwickelte sich seit den 1890er-Jahren der Skisport in der Gegend um Bernau, Triberg, Todtnau und den Feldberg.
1862 entstand in Karlsruhe in Anwesenheit von Repräsentanten aus 42 badischen Gesangvereinen der Badische Sängerbund. Der Karlsruher Männergesangsverein Liederhalle Karlsruhe entwickelte sich wie viele andere Männergesangsvereine in der zweiten Hälfte des 19. Jahrhunderts zu einer nationalistischen bzw. „vaterländischen“ Bewegung. Aber nicht nur in bürgerlichen Kreisen, sondern auch in der Arbeiterschaft waren Gesangsvereine sehr beliebt. Die Arbeitersänger bildeten die größte Gruppe innerhalb der Arbeiterkulturbewegung, die der Sozialdemokratie nahestand. 1914 gehörten etwa 13.000 Sängerinnen und Sänger den 108 badischen Arbeitergesangsvereinen an.
1909 schlossen sich der 1904 gegründete Badische Verein für Volkskunde und der 1902 gegründete Verein für ländliche Wohlfahrtspflege zum neuen Landesverein Badische Heimat zusammen.

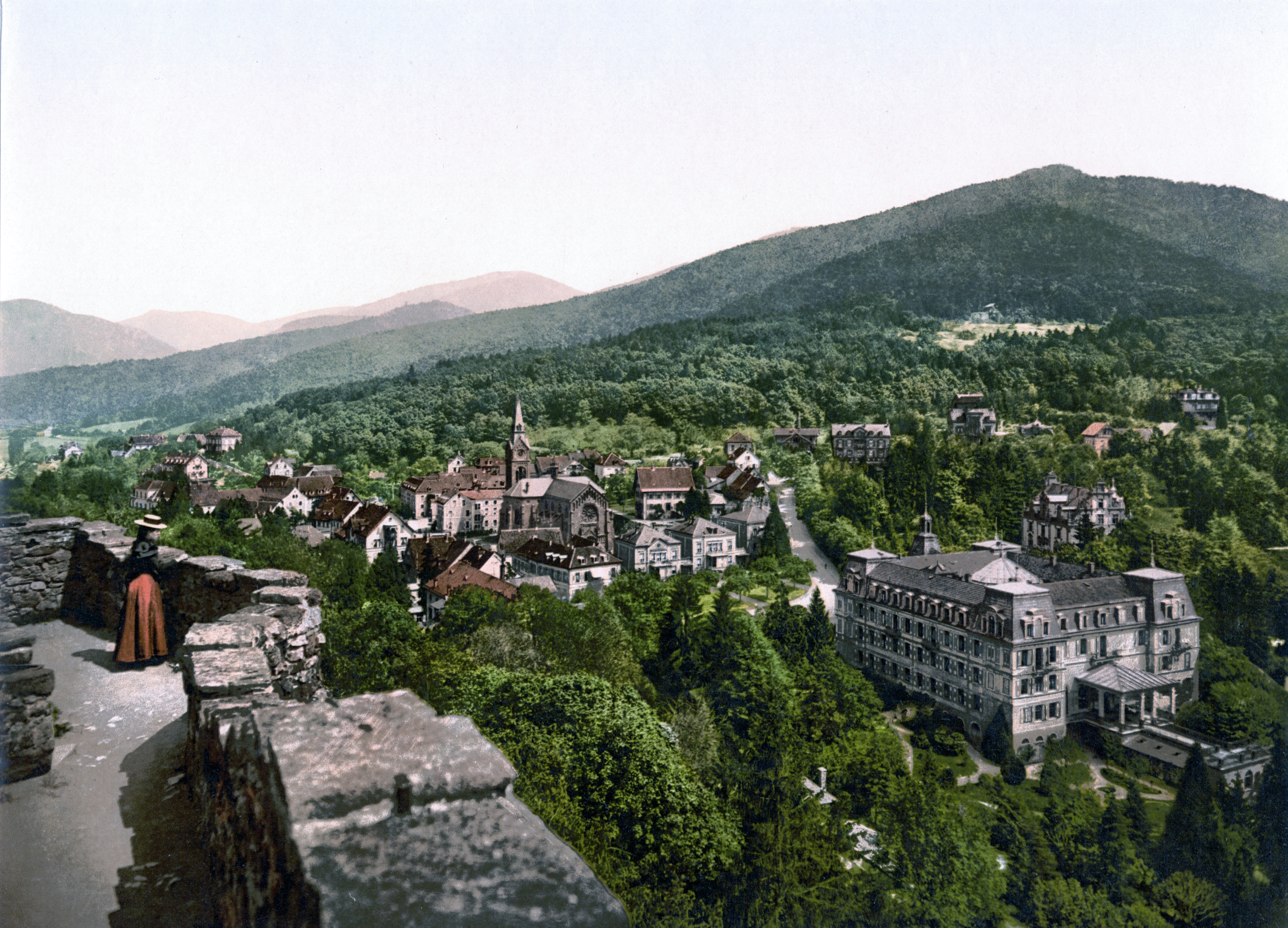
Badenweiler, um 1900

Als mondäne Orte der Begegnung für Europas Elite aus Adel, Industriellen, Politikern, Künstlern und Wissenschaftlern galt die Stadt Baden in Baden mit der dortigen Spielbank, die jedoch wegen der von der Reichsregierung verfügten Schließung aller deutschen Spielbanken 1872 ihren Betrieb einstellen musste. Ein Anziehungspunkt für die feine Gesellschaft waren auch die seit 1858 auf der Pferderennbahn in Iffezheim durchgeführten Galopprennen. Ebenfalls beliebt war der Badeort Badenweiler.
Für den Fall, dass Gemeinden ein Wappen erhalten wollten oder deren verwendetes Wappen wissenschaftlichen und künstlerischen Ansprüchen nicht genügte, hat das Innenministerium des Großherzogtums Baden 1895 eine Anweisung an die Bezirksämter herausgegeben. Das Generallandesarchiv Karlsruhe sollte demnach in solchen Fällen auf Antrag der Gemeinden einen Entwurf des jeweiligen Gemeindewappens erstellen, den die Bezirksämter den Gemeinden zur Annahme zustellten. Damit sollte sichergestellt sein, dass die neuen Wappen sowohl den historischen Gegebenheiten als auch den wissenschaftlichen und künstlerischen Anforderungen entsprachen. Wappenänderungen in Eigenregie der Gemeinden waren nicht mehr erlaubt.

### Schulwesen
Die Grundzüge des nach Konfessionen getrennten Volksschulwesens in der Markgrafschaft Baden ließen sich auch auf die Anfang des 19. Jahrhunderts neu erworbenen Gebiete übertragen. Die allgemeine Schulpflicht für Jungen galt vom 6. bis zum 14. Lebensjahr, für Mädchen nur bis zum 13. Lebensjahr. Auf der Ebene der höheren Schulen kam es zunächst zu keiner Vereinheitlichung, so dass je nach Landstrich Lateinschulen, Pädagogien, Gymnasien oder Lyzeen anzutreffen waren.
Am Anfang der dreißiger Jahre kam es zur Neuordnung des Schulsystems. Der Besuch eines Lyzeums war seither zwingende Voraussetzung für ein Studium an der Universität.
Während des Kulturkampfes zwischen dem badischen Staat und der katholischen Kirche führte die Regierung im Laufe der Jahre 1868 bis 1876 die Simultanschule ein.
1893 wurde mit dem Lessing-Gymnasium das erste deutsche Mädchengymnasium in Karlsruhe gegründet. Sehr bedeutende Schülerinnen waren zum Beispiel Magdalena Meub und Rahel Straus.

### Hochschulen
Die alte Markgrafschaft Baden hatte keine eigene Universität und erlangte durch die Gebietserweiterungen Anfang des 19. Jahrhunderts die Universitäten von Heidelberg und Freiburg. Die von der Kurpfalz übernommene Universität Heidelberg war in einem desolaten Zustand und musste deshalb komplett reorganisiert werden. Sie erhielt eine protestantisch-norddeutsche Ausrichtung und bezog ihre Studenten zum überwiegenden Teil aus dem nichtbadischen Ausland. Die Zahl der Lehrstühle bewegte sich zu Anfang des 19. Jahrhunderts um 25 bis 30, die Zahl der Studenten stieg von anfangs 400 auf 800 im Jahre 1830.
Die Universität Freiburg bewahrte ihre süddeutsch-katholische Eigenart und verfügte zunächst über 24 Lehrstühle. Die Zahl der Studenten kletterte im ersten Drittel des 19. Jahrhunderts von 200 auf bis zu 600. Die meisten von ihnen stammten aus Baden, so dass Freiburg den Charakter einer Landesuniversität annahm, im Gegensatz zum weltoffenen Heidelberg.
Am 7. Oktober 1825 wurde in Karlsruhe die Polytechnische Schule gegründet. Sie verstand sich als Ergänzung der beiden Landesuniversitäten in Heidelberg und Freiburg und war die erste technische Schule ihrer Art in Deutschland. Ihre Bedeutung und Leistungsfähigkeit wuchs mit der Reorganisation durch Karl Friedrich Nebenius im Jahre 1832 und der Integration von Johann Gottfried Tullas Ingenieurschule und Friedrich Weinbrenners Bauschule. Von 1841 bis zu seinem Tod 1863 war Ferdinand Redtenbacher Professor für Mechanik und Maschinenlehre am Karlsruher Polytechnikum. Einer seiner Studenten war der Autopionier Carl Benz. Im Jahre 1865 erlangte das Polytechnikum die Rechte einer Technischen Hochschule. 1885 wurde die Umbenennung der Polytechnischen Schule in Technische Hochschule Karlsruhe vollzogen. 1886 gelang Heinrich Hertz an der TH Karlsruhe der experimentelle Nachweis elektromagnetischer Wellen.
1854 erfolgte die Gründung der Großherzoglich Badischen Kunstschule Karlsruhe, welche 1892 zur Akademie aufstieg.
Das Jahr 1900 brachte die gesetzliche Einführung des Frauenstudiums. Nachdem Frauen an der Philosophischen Fakultät der Universität Heidelberg seit 1895 widerruflich studieren konnten, wurde ihnen in Baden als erstem deutschen Land per Erlass vom 28. Februar 1900 der volle Zugang zum Universitätsstudium ermöglicht. Die Wurzeln der Universität Mannheim reichen zurück auf die 1907 auf Initiative des Mannheimer Bürgertums gegründete städtische Handelshochschule.

### Belletristische Literatur

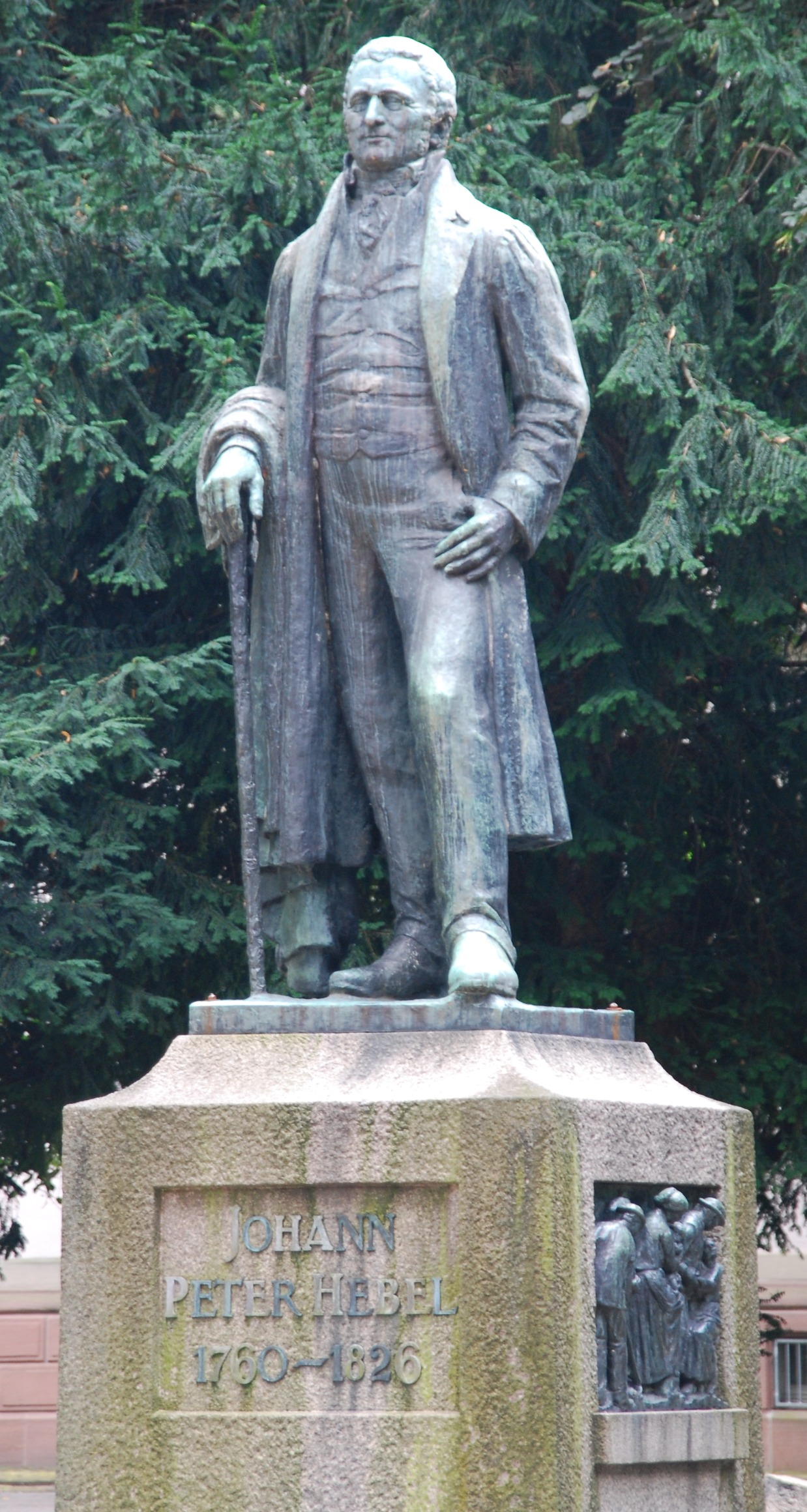
Denkmal des Dichters Johann Peter Hebel von Wilhelm Gerstel im Hebelpark in Lörrach

Die Belletristik in Baden war geprägt von Namen wie Johann Peter Hebel, Alban Stolz, Joseph von Auffenberg, Joseph Victor von Scheffel und Heinrich Hansjakob. Um die Wende vom 19. zum 20. Jahrhundert wirkten Emil Strauß, Emil Gött, Alfred Mombert und Hermann Burte.
Als Lyriker bekannt wurden Emanuel von Bodman und Wilhelm Weigand. Ebenfalls einen Bezug zu Baden hatte der süddeutsche Schriftsteller Alexander von Bernus. Zu seiner Zeit sehr bekannt war auch Rudolph Stratz. Als weitere Schriftsteller und Heimatdichter von eher regionaler Bedeutung lassen sich Emil Frommel und Adolf Schmitthenner nennen.
Mitte des 19. Jahrhunderts wurden eine Reihe von Bänden mit badischen Sagensammlungen veröffentlicht – insbesondere August Schnezlers Badisches Sagenbuch.

### Musik und Schauspiel
Mit der Badischen Staatskapelle besaßen die Markgrafen von Baden-Durlach seit 1662 eine Hofkapelle, die 1808 unter der Bezeichnung Großherzoglich Badische Hofkapelle dem 1808 neu gegründeten Großherzoglichen Hoftheater angegliedert wurde. Neben dem Hoftheater in Karlsruhe gab es aus kurpfälzischer Zeit das Nationaltheater Mannheim, welches am 16. April 1839 vom badischen Staat an die Stadt Mannheim überging. Die Mannheimer Bühne erfuhr in den folgenden Jahren einen bemerkenswerten Aufschwung dank des Kapellmeisters Vinzenz Lachner. Das am 28. Februar 1847 während einer Vorstellung am Großherzoglichen Hoftheater in Karlsruhe ausgebrochene Feuer zerstörte das Gebäude vollständig und kostete 63 Besucher in den oberen billigen Rängen das Leben. Der von Hofarchitekt Heinrich Hübsch errichtete Nachfolgebau wurde 1853 fertiggestellt und unter Theaterleiter Eduard Devrient eröffnet. Devrients Nachfolger als Generalintendant am Hoftheater war von 1875 bis 1889 Gustav zu Putlitz. 1864 wurde Hermann Levi Hofkapellmeister in Karlsruhe. 1875 übernahm Felix Otto Dessoff die Kapelle, dem 1880 Felix Mottl folgte, der bis 1904 Hofkapellmeister in Karlsruhe blieb.

### Zeitungen

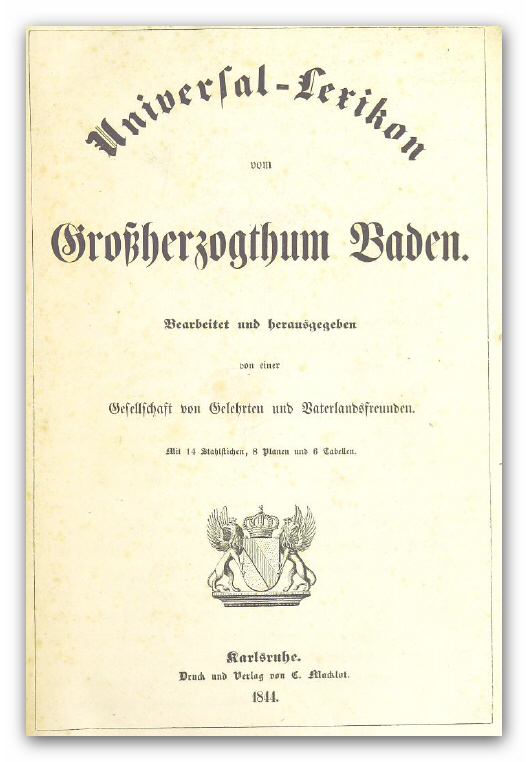
Titelblatt des Universal-Lexikons von Baden (von 1844)

Im späten 18. Jahrhundert kam es in der Markgrafschaft Baden zum Aufschwung des Buchhandels und zur Gründung von Lesegesellschaften, die insbesondere vom Bildungsbürgertum der Städte Karlsruhe, Baden, Rastatt und Pforzheim getragen wurden.
Zeitungen konnten gemäß der Anfang des 19. Jahrhunderts in Baden geltenden Zensurordnung weitgehend ungehindert erscheinen. Ende 1810 mussten jedoch auf Geheiß aus Frankreich alle politischen Zeitungen verboten werden. Lediglich die 1757 gegründete Karlsruher Zeitung durfte als Großherzoglich Badische Staatszeitung unter Aufsicht des Außenministeriums weiter erscheinen. 1817 nahm diese Zeitung zwar wieder den alten Namen an, blieb aber weiterhin staatlich kontrolliert. Deshalb waren überregionale deutsche Zeitungen wie etwa der kurzlebige Rheinische Merkur oder die Allgemeine Zeitung sehr bedeutend. Ab 1833 erschien in Karlsruhe die Zeitung Badischer Merkur.
Im Vormärz entwickelten sich in der badischen Presselandschaft neben unpolitischen Zeitungen auch einige sehr politische Blätter wie etwa die Konstanzer Seeblätter oder die 1847 in Heidelberg gegründete und 1848 nach Frankfurt verlegte Deutsche Zeitung, welche während der Revolution aufblühten und in der Reaktionszeit nach 1849 deutliche Rückschläge erlitten. Erst in der Zeit der neuen Ära ab 1860 und der Pressefreiheit kam es wieder zu einer raschen Politisierung der Presse. Noch waren die Gesamtauflagen bis 1870 gering, aber in den folgenden Jahren stieg die Zahl der Zeitungen auf 186 bei einer Gesamtauflage von 600.000 Exemplaren.
Im Jahre 1870 gab es in Baden 57 Zeitungen. Davon waren acht parteilos, wohingegen der Rest eine parteipolitische Orientierung vorgab. 38 Zeitungen verstanden sich als liberale Blätter. Als wichtige nationalliberale Zeitung mit hohem Anspruch erschien die 1849 gegründete Badische Landeszeitung in einer Auflage von bereits 6000 Exemplaren in den sechziger Jahren. Weitere liberale Zeitungen waren seit 1849 die Breisgauer Zeitung aus Freiburg, seit 1858 die Heidelberger Zeitung und ab 1867 das Mannheimer Tageblatt.
Zwei Blätter in Baden gehörten 1870 der demokratisch-freisinnigen Richtung an. Als führendes Blatt galt der Mannheimer Anzeiger, welcher 1866 in Neue Badische Landeszeitung umbenannt wurde.
Sechs Zeitungen standen 1870 im Umfeld der Katholischen Volkspartei. Im Jahre 1859 erwarb die katholische Presse den Karlsruher Anzeiger, der seit 1863 als Badischer Beobachter erschien. Der Badischer Beobachter hatte 1913 eine Auflage von 13.000 Stück und verstand sich als Meinungsführer des badischen Katholizismus.
Drei Zeitungen im Großherzogtum Baden waren 1870 konservativ. Seit 1867 erschien für einige Jahre die konservative Warte in Lahr, seit 1876 mit Unterbrechungen bis 1907 in Karlsruhe die Badische Landpost.
Für die Sozialdemokratie gab es seit 1881 den Volksfreund, dessen Vorläufer der 1879 in Kehl gegründete Rhein-Bote war. Während der Zeit der Sozialistengesetze konnte der Volksfreund nicht regulär erscheinen, entfaltete aber nach 1890 wieder seine Wirkung und war ab 1904 das offizielle Organ der SPD mit Sitz in Karlsruhe. Als weitere Sozialdemokratische Blätter traten seit 1890 die in Mannheim erschienene Volksstimme und die seit 1911 herausgebrachte Freiburger Volkswacht in Erscheinung.
Als Pressezentren fungierten die Städte Karlsruhe und Mannheim, aber wegen der langgestreckten Nord-Süd-Achse entlang des Rheins entwickelte sich in Baden daneben eine große regionale Vielfalt an Zeitungen. Weitere Beispiele dafür sind die Badische Presse, das Durlacher Wochenblatt, die Freiburger Zeitung, das Heidelberger Journal, die Konstanzer Zeitung, das Lahrer Wochenblatt, das Mannheimer Journal, der Oberländer Bote, der Weinheimer Anzeiger sowie das Wochenblatt für die Bezirke Schwetzingen und Philippsburg.
Nichtbadische Zeitungen fanden ebenfalls eine große Leserschaft. Darunter befand sich die freikonservative Straßburger Post, der Schwäbische Merkur und der Schwarzwälder Bote. In Südbaden spielte die linksliberale National-Zeitung aus Basel eine Rolle. Im badischen Kulturkampf bedeutend war auch die auswärtige Zeitung Germania.

### Architektur und bildende Künste

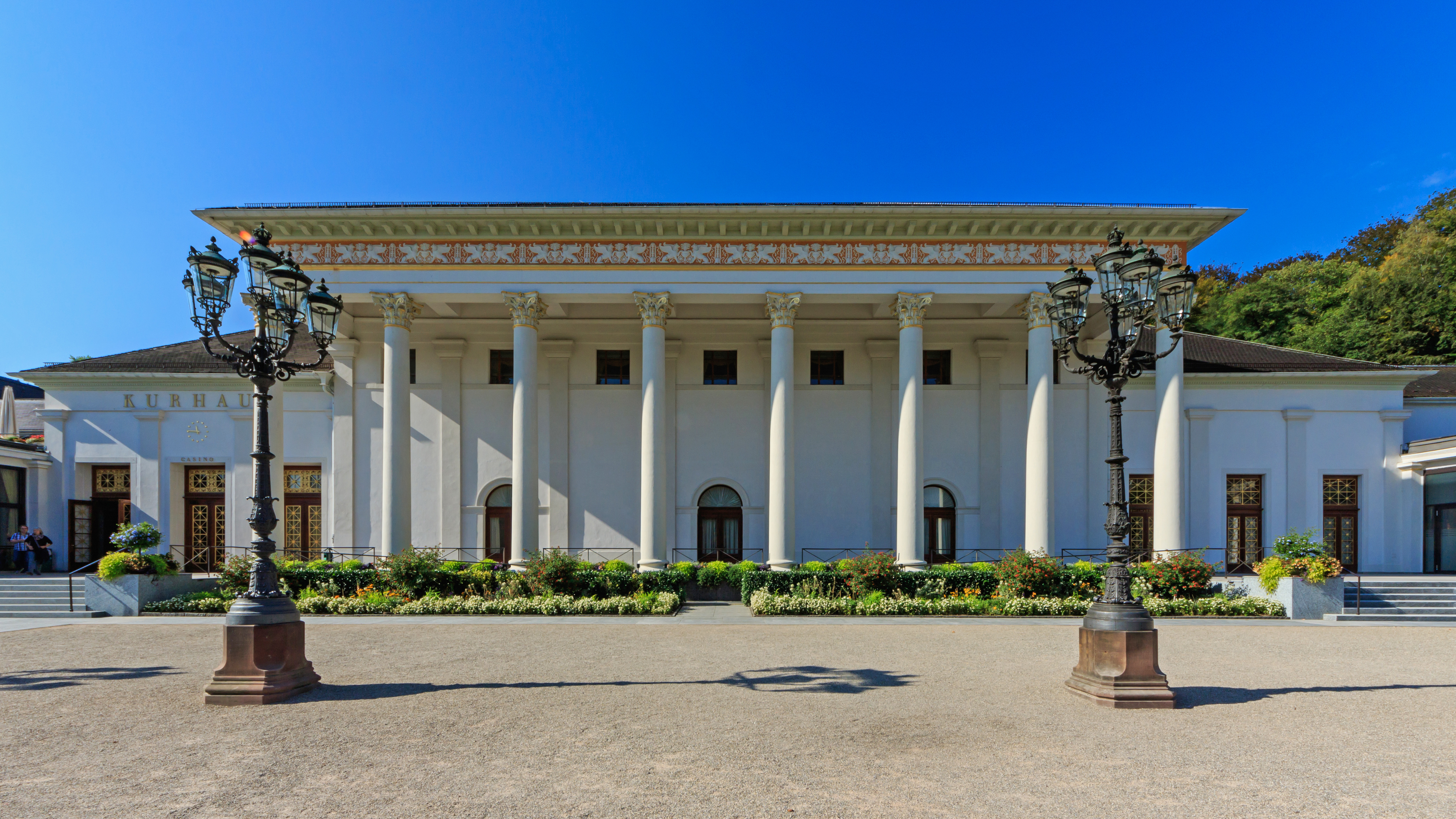
Kurhaus Baden-Baden von Friedrich Weinbrenner

Wichtige badische Architekten des Vormärz waren der herausragende Stadtplaner und Baumeister Friedrich Weinbrenner sowie dessen Schüler Heinrich Hübsch und Friedrich Eisenlohr. Um die Jahrhundertmitte ragte Karl Joseph Berckmüller hervor. In der zweiten Hälfte des 19. Jahrhunderts gab es Josef Durm und Friedrich Ratzel als Vertreter der Neorenaissance, Carl Schäfer als Vertreter der Neogotik sowie Hermann Billing und August Stürzenacker als Wegbereiter der Jugendstils. Den Mannheimer Rosengarten errichtete der Berliner Architekt Bruno Schmitz.
Einer der ältesten deutschen Kunstvereine ist der 1818 in Karlsruhe unter der ursprünglichen Bezeichnung Kunst- und Industrie-Verein für das Großherzogthum Baden gegründete Badische Kunstverein. Für die Öffentlichkeit zugängliche Kunstsammlungen gab es in Form der 1846 fertiggestellten Großherzoglichen Gemäldegalerie in Karlsruhe und seit 1907 in der Kunsthalle Mannheim. 1909 eröffnete die Kunsthalle Baden-Baden.
Als bedeutende badische Maler der ersten Hälfte des 19. Jahrhunderts zu nennen sind Carl Rottmann, Carl Ludwig Frommel, Ernst Fries, Franz Xaver Winterhalter und Marie Ellenrieder.
Nach der badischen Revolutionszeit gingen wichtige kulturelle Impulse von der 1854 gegründeten Großherzoglich Badischen Kunstschule aus, deren erster Direktor Johann Wilhelm Schirmer die Landschaftsmalerei prägte. Ebenfalls für dieses Genre bekannt war der Leiter der Karlsruher Gemäldegalerie, Carl Friedrich Lessing. Weitere berühmte Lehrer an der Kunstschule in Karlsruhe waren Gustav Schönleber, Leopold von Kalckreuth, Hans Thoma, Ludwig Dill und Wilhelm Trübner. Zu den Schülern der Kunstakademie zählten der Landschaftsmaler Alexander Koester, der Impressionist Friedrich Kallmorgen sowie die beiden Expressionisten Albert Haueisen und Karl Hofer. Als plastische Künstler von Rang zu nennen sind Karl Albiker und Wilhelm Gerstel.

## Wirtschaftliche Entwicklung bis 1918

### Badische Tüftler

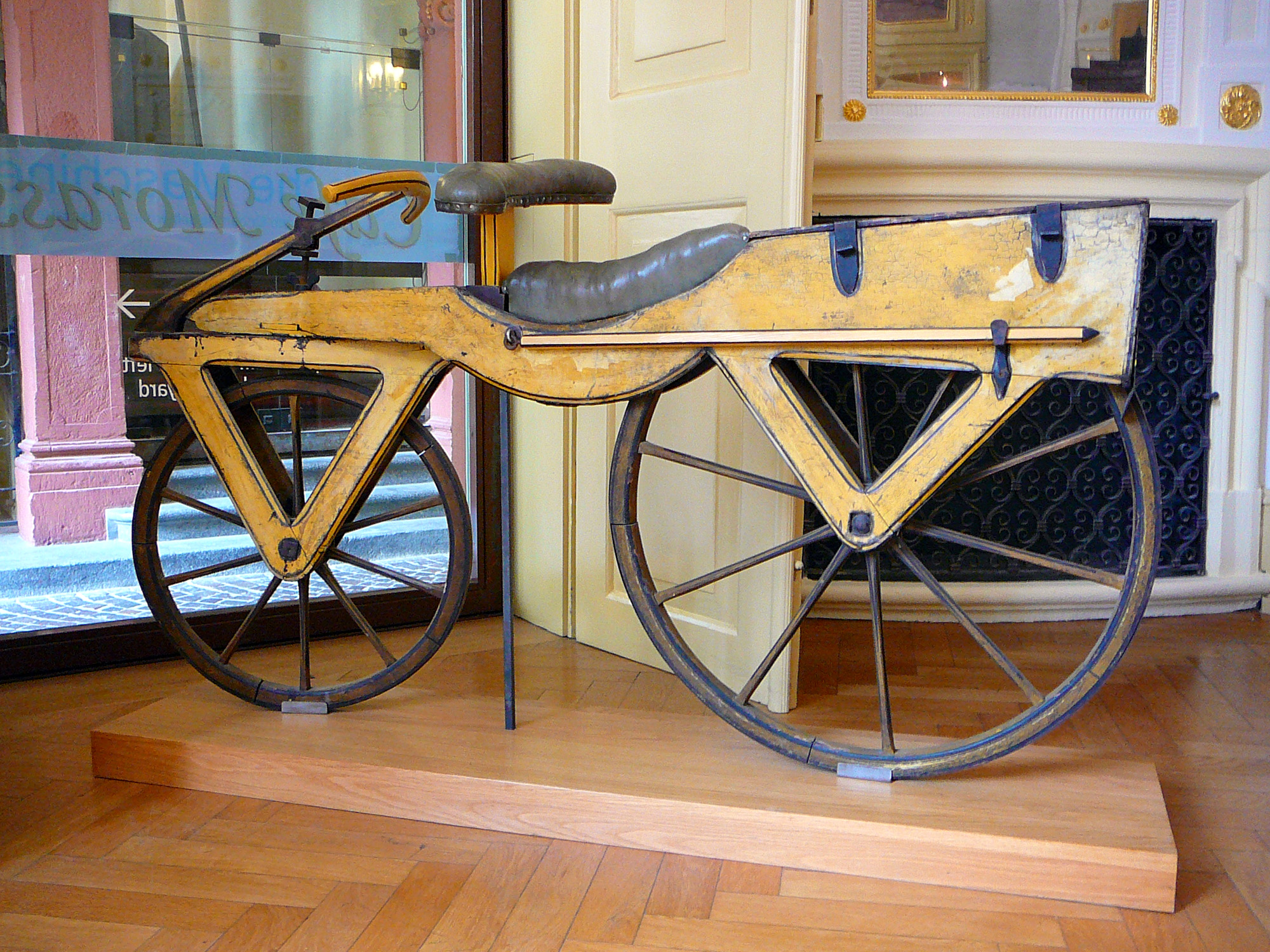
Holzdraisine (hier von ca. 1820), die Urform des heutigen Fahrrads und das erste Fortbewegungsmittel auf Grundlage des Zweiradprinzips

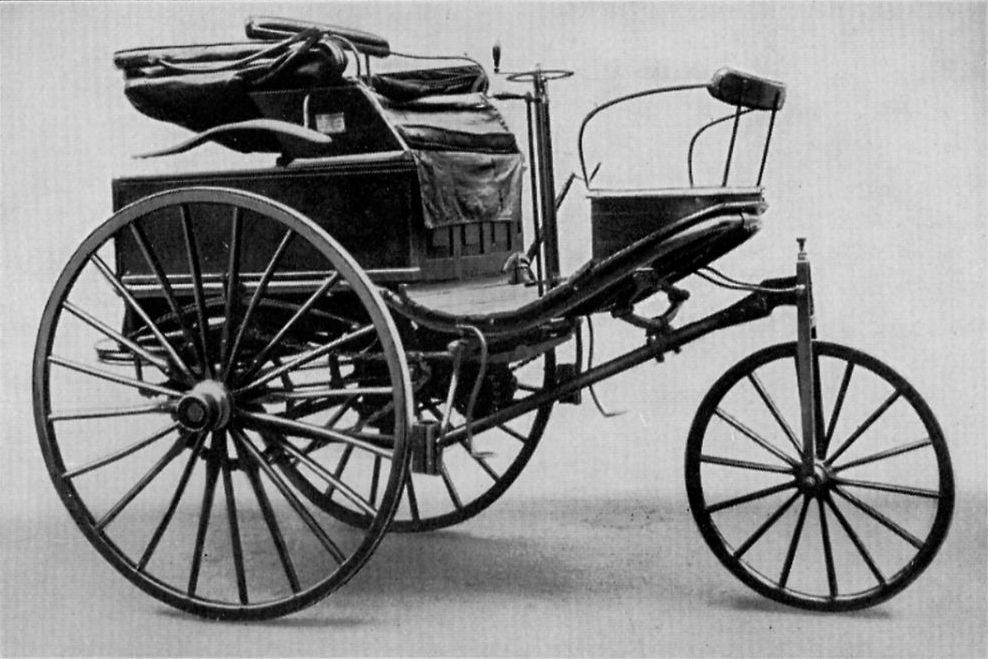
Benz Patent-Motorwagen Nummer 3, mit dem Bertha Benz 1888 von Mannheim nach Pforzheim fuhr

Das in Baden gut entwickelte Schul- und Hochschulwesen führte dazu, dass das Land während des gesamten 19. Jahrhunderts viele wegweisende Erfindungen hervorbrachte, die oft von Tüftlern in heimischen Werkstätten entwickelt wurden. Diese Erfindungen entfalteten teilweise erst im 20. Jahrhundert ihre volle wirtschaftliche Wirkung und dürfen daher für das 19. Jahrhundert in erster Linie als wichtige wissenschafts- und technikgeschichtliche Ereignisse verstanden werden. Zu nennen sind hier in erster Linie die Namen von den drei badischen Pionieren der Mobilität: Karl-Friedrich von Drais erfand das erste Fahrrad, Emil Keßler war der badische Vorreiter des Lokomotivbaus und Carl Benz baute das erste Automobil. 1886 erhielt Benz sein Kraftwagenpatent und 1888 ging die Pionierfahrt seiner Frau Bertha in die Automobilgeschichte ein. Weitere wichtige Impulse gingen zum Beispiel von den Erfindern und Fabrikanten Lorenz Bob, Johann Weck, Georg van Eyck, Albert Nestler, Friedrich August Haselwander und Heinrich Lanz aus. Für die Erzeugung von Musikautomaten im Schwarzwald waren die Entwicklungen von Ignaz Blasius Bruder und Michael Welte, dem Inhaber der Firma M. Welte & Söhne, wegweisend.

### Weg ins Industriezeitalter
Um die Jahrhundertmitte begann der Weg Badens ins Industriezeitalter. Als für Baden wichtige Wirtschaftsbereiche erwiesen sich die traditionelle Textilerzeugung in Südbaden, die Metallverarbeitung und der Maschinenbau mit Schwerpunkten in Mannheim, Karlsruhe und Gaggenau, die Herstellung von Schmuck, Uhren und Silberwaren in Pforzheim sowie die Lebensmittelindustrie in Singen, wo der aus Zürich kommende Julius Maggi eine für den deutschen Markt bedeutende Konservenfabrik errichtet hatte. Daneben spielte in den ländlichen Regionen des Schwarzwalds und des Odenwalds Heimarbeit weiterhin eine bedeutende soziologische Rolle. Zum Teil kamen von dort die typischen Souvenirs, die der aufkommende Schwarzwaldtourismus begehrte. Von den im 18. Jahrhundert im Schwarzwald entstandenen Glashütten gab es 1867 in Baden noch sechs Hütten mit 250 Beschäftigten, da die Glasbläser bis in die Mitte des 19. Jahrhunderts noch von den günstigen Holzpreisen profitierten. Die Glasbläser konnten sich aber nicht gegen die Konkurrenz von Großbetrieben behaupten.
In der Landwirtschaft wichtig war neben dem Anbau von Getreide, Rübenzucker, Zichorie, Hopfen und Weintrauben der Tabak. Von 1850 bis 1861 stieg die Zahl der Zigarrenfabriken von 28 auf 172 an.
Wegen des steigenden Fleischkonsums in den Großstädten kam der Zucht von Schweinen und Rindern eine stetig steigende Bedeutung zu. Der Pferdebestand wuchs dagegen im betrachteten Zeitraum kaum und war später leicht rückläufig, da Pferde als Zugtiere zunehmend durch Maschinen ersetzt werden konnten. Die nachfolgende Tabelle zeigt die Entwicklung der Viehbestände im Großherzogtum Baden.
| Jahr | Pferde | Rinder  | Schweine |
| ---- | ------ | ------- | -------- |
| 1816 | 71.000 | 414.300 | ?        |
| 1855 | 68.600 | 582.400 | 245.400  |
| 1867 | 74.821 | 607.825 | 339.568  |
| 1900 | 71.692 | 651.754 | 497.923  |
| 1913 | 69.323 | 684.508 | 581.024  |

Die Annexion von Elsass-Lothringen für das neu errichtete Reich verschaffte dem Großherzogtum ein bisher ungekanntes Maß an Sicherheit, da eine direkte Bedrohung des badischen Territoriums durch einen jederzeit für möglich gehaltenen Angriff Frankreichs nun abgewendet war. Baden war 1871 zu einem deutschen Binnenland mutiert und profitierte vom wirtschaftlichen Aufschwung der so genannten Gründerzeit, wenngleich die kurze Phase des Booms nach dem Krieg mit dem Gründerkrach zunächst einen gehörigen Dämpfer erfuhr.
Die Zahlen der Beschäftigten nach den Gewerbezählungen in Baden waren 1875 und 1907 folgende:
| Branche                             | Zahl der Beschäftigten 1875 | Zahl der Beschäftigten 1907 |
| ----------------------------------- | --------------------------- | --------------------------- |
| Steine und Erden                    | 8.798                       | 22.591                      |
| Metallverarbeitung                  | 19.898                      | 51.194                      |
| Maschinenbau                        | 14.680                      | 44.055                      |
| Textilindustrie                     | 27.686                      | 37.495                      |
| Holz- und Schnitzindustrie          | 20.764                      | 32.505                      |
| Papier und Lederindustrie           | 7.962                       | 20.457                      |
| Nahrungs- und Genussmittelindustrie | 33.463                      | 71.845                      |
| Bekleidung und Reinigung            | 39.455                      | 47.292                      |
| Baugewerbe                          | 21.608                      | 65.672                      |
| Handel                              | 21.149                      | 59.310                      |
| Verkehr                             | 3.243                       | 11.300                      |
| Gastwirtschaft und Beherbergung     | 11.434                      | 33.611                      |
| Summe                               | 238.409                     | 522.946                     |

Mit der Hochindustrialisierung traten als weitere Industriezweige noch die Elektrotechnik und die Großchemie hinzu. Als Industriezentrum ersten Ranges entwickelte sich Mannheim. Die Stadt am Zusammenfluss von Rhein und Neckar war die Drehscheibe der Produktion und des Handels für ganz Südwestdeutschland.
Im Jahre 1905 gab es die folgenden wichtigen Industriezweige in Mannheim:
| Branche                                         | Zahl der Beschäftigten | Zahl der Betriebe |
| ----------------------------------------------- | ---------------------- | ----------------- |
| Maschinen – und Apparatebau, Metallverarbeitung | 11.951                 | 138               |
| Gummi- und Lederindustrie                       | 2.677                  | 8                 |
| Nahrungs- und Genussmittelindustrie             | 2.645                  | 173               |
| Textil- und Bekleidungsgewerbe                  | 2.431                  | 181               |
| Chemische Industrie                             | 1.709                  | 15                |
| Holzindustrie                                   | 1.676                  | 48                |

Von der wirtschaftlichen Kraft Mannheims profitierte auch das gegenüberliegende Rheinufer. Obwohl Ludwigshafen am Rhein zur bayerischen Pfalz gehörte, siedelte sich dort die Badische Anilin- & Soda-Fabrik an. In Heidelberg spielte die Herstellung von Zement eine zunehmende Rolle.
Meilensteine des Fortschritts im Eisenbahnbau waren die schrittweise Fertigstellung der Badischen Hauptbahn von Mannheim über Heidelberg (1840), Karlsruhe (1843), Freiburg (1845) und Basel (1855) nach Konstanz (1863), 1873 die Fertigstellung der Schwarzwaldbahn, und 1887 die Inbetriebnahme der Höllentalbahn, womit die Erschließung des Hochschwarzwalds möglich wurde. 1912 war die Betriebslänge der badischen Eisenbahn auf 1.784 km angewachsen. Die Menge an beförderten Gütern auf der Schiene betrug im selben Jahr 21,55 Millionen Tonnen.
Meilensteine der Elektrifizierung in Baden waren 1884 der Beginn der Stromerzeugung an den Triberger Wasserfällen, die Eröffnung der Rheinkraftwerke Rheinfelden (1898) und Laufenburg (1914) und 1898 der Beginn der flächendeckenden Elektrifizierung Mannheims mit dem Aufbau eines Stromnetzes.
Die fortschreitende Industrialisierung führte dazu, dass im Jahre 1907 nur noch ein Drittel der Bewohner Badens mit der Landwirtschaft verbunden waren.
Die nachfolgende Tabelle zeigt die Berufsgliederung der Bevölkerung Badens im späten 19. und frühen 20. Jahrhundert:
| Jahr | Landwirtschaft | Industrie | Dienstleistung | Sonstige |
| ---- | -------------- | --------- | -------------- | -------- |
| 1882 | 49,1 %         | 31,6 %    | 9,0 %          | 10,3 %   |
| 1895 | 42,4 %         | 34,8 %    | 9,9 %          | 12,9 %   |
| 1907 | 32,7 %         | 40,3 %    | 12,8 %         | 14,2 %   |